# Mouvement américain des droits civiques
Civil rights movement
Le mouvement américain des droits civiques (en anglais : Civil rights movement) désigne les diverses luttes et manifestations menées par des citoyens afro-américains et par des citoyens Blancs américains abolitionnistes pour que les Afro-Américains puissent bénéficier comme tout autre Américain des droits civiques inscrits et garantis par la Déclaration d'Indépendance et la Constitution des États-Unis sans limitation juridique ou restriction juridique que ce soit.
À partir de 1865, aux lendemains de la Guerre de Sécession, les droits civiques les plus élémentaires déniés auparavant aux Afro-Américains sont désormais garantis par plusieurs amendements de la Constitution à savoir : le treizième amendement du 6 décembre 1865 abolissant l'esclavage, le quatorzième amendement de 1868, accordant la citoyenneté à toute personne née ou naturalisée aux États-Unis et interdisant toute restriction à ce droit, et le Quinzième amendement de 1870, garantissant le droit de vote à tous les citoyens des États-Unis. Leur application est entravée dans les États du Sud, par les lois Jim Crow, et par les divers règlements permettant la mise en œuvre de la ségrégation raciale.
De façon générale, le mouvement revendique l'abolition de toutes les formes de discrimination raciale entravant l'exercice du droit de vote, l'accès à l'éducation, à l'emploi et au logement dans la totalité du territoire des États-Unis. Il commence au XVIIIe siècle avec la fondation de la Pennsylvania Abolition Society et de la Free African Society et prend de l'ampleur au tout début du XXe siècle avec la création de diverses organisations comme la National Association for the Advancement of Colored People, la Conférence du leadership chrétien du Sud, la Student Nonviolent Coordinating Committee, etc.
Le mouvement américain des droits civiques atteint son apogée entre les années 1954 et 1968, avec l'adoption de différentes lois fédérales comme le Civil Rights Act de 1964, le Voting Rights Act de 1965 et le Civil Rights Act de 1968 prohibant toutes les lois et réglementations ségrégatives sur l'ensemble des États-Unis.
Les grandes figures de ce mouvement et des courants qui s'y rattachent sont Antoine Bénézet, Richard Allen, James Forten, William Lloyd Garrison, Theodore Dwight Weld, Arthur Tappan, Daniel Payne, Myrtilla Miner, Frederick Douglass, Booker T. Washington, W. E. B. Du Bois, Oswald Garrison Villard, Mary White Ovington, Ida B. Wells, William Monroe Trotter, Asa Philip Randolph, Ralph Abernathy, Martin Luther King, Daisy Bates, Rosa Parks, Malcolm X, Coretta King, Angela Davis.

## Racines historiques et culturelles

### Débuts avec les Quakers

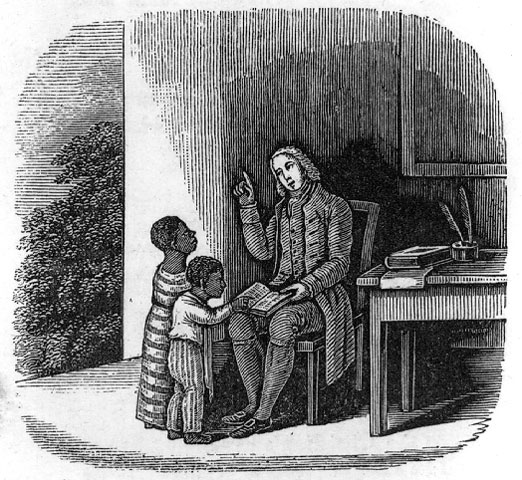
Antoine Bénézet fondateur de la Pennsylvania Abolition Society

L'influence des Quakers, plus précisément les membres de la Société religieuse des Amis, marque probablement la première étape historique du mouvement des droits civiques. Ils sont les premiers à militer de façon organisée contre l'esclavage et à questionner le droit d'une personne à en posséder une autre en tant qu'esclave. Sous l'impulsion d'Antoine Bénézet et John Woolman des actions contre l’esclavage se créent, c'est ainsi qu'apparaît la première société antiesclavagiste américaine, la Pennsylvania Abolition Society à Philadelphie le 14 avril 1775,. Benjamin Franklin et Benjamin Rush les rejoignent pour demander l'abolition de l'esclavage. Cette première société fait des émules dans tous les États, du Massachusetts jusqu'en Virginie, comme la New York Manumission Society fondée en 1785,. En 1783, le Maryland interdit la vente et l'importation des esclaves.
Plusieurs Afro-Américains ont combattu aux côtés des insurgés lors de la guerre d'indépendance, on estime leur nombre à 5 000 répartis en trois régiments dirigés par des officiers afro-américains. Plusieurs de ces soldats se sont illustrés pour leurs hauts-faits militaires, et espéraient que leur dévouement à la cause de l'Indépendance serait récompensé par l'abolition de l'esclavage.
Malgré le poids de Benjamin Franklin devenu président de la Pennsylvania Abolition Society et celui de toutes autres sociétés abolitionnistes qui ont présenté un mémoire au Congrès pour l'abolition de l'esclavage et la reconnaissance de la citoyenneté des Afro-Américains. Mais sous la pression des riches propriétaires de plantations de la Caroline du Sud et de la Géorgie, afin d'éviter un éclatement entre les États du Sud et ceux du Nord, un compromis est établi par l'alinéa 1 de la section 9 de l'article premier de la Constitution des États-Unis. Il y est écrit : « L'immigration ou l'importation de telles personnes que l'un quelconque des États actuellement existants jugera convenable d'admettre ne pourra être prohibée par le Congrès avant l'année 1808, mais un impôt ou un droit n'excédant pas 10 dollars par tête pourra être levé sur cette importation. ». Cette disposition ambiguë autorise, sans reconnaître l'esclavage, l'importation d'esclaves, et donc de façon implicite le droit d'en posséder.
Les deux textes fondateurs des États-Unis, la Déclaration d'indépendance de 1776 et la Constitution des États-Unis de 1787, étant équivoques, ils ne permettent ni aux esclavagistes ni aux abolitionnistes de s'y appuyer, laissant la porte ouverte aux débats. Ainsi commence la longue histoire des Afro-Américains dans leur quête de leur citoyenneté américaine et des droits civiques qui y sont liés.

### Situation aux lendemains de l'Indépendance
Selon le recensement de 1790, il y a 753 430 Afro-Américains, dont 59 166 sont libres pour une population de 3 140 207 Blancs, le nombre des esclaves représente 18 % de la population totale,. La grande majorité des esclaves, 89% vivent dans les États du Sud (Géorgie, Caroline du Nord, Caroline du Sud, Virginie) là où se concentrent les plus forts besoins de main-d'œuvre liés aux grandes plantations, alors que la population d'esclaves diminue fortement dans les états du Nord, voire disparaît complètement dans le Vermont et le Massachusetts. Une fois que l'indépendance fut acquise, les différents États établirent des Codes de l'esclavage (Slave Codes) afin de pouvoir maîtriser et contrôler les esclaves et optimiser leurs travaux. Ainsi un esclave ne pouvait ni ester en justice, ni témoigner dans un procès sauf contre un autre esclave ou un affranchi, ne pouvaient pas signer de contrats, ne pouvaient généralement rien posséder en propre ; dans certains États comme celui du Mississippi il leur était interdit de jouer d'un instrument de musique ou d'apprendre à lire et écrire. L'instruction des esclaves était la plupart du temps le fait de leurs propriétaires, de rares écoles seront accessibles aux esclaves vers les années 1840, au contingentement limité et avec bien entendu une autorisation de leurs propriétaires qu'ils doivent toujours avoir sur eux. Seuls les Afro-Américains libres des États anti-esclavagistes peuvent s'instruire dans des écoles la plupart du temps ségréguées. Les relations des esclaves aux Blancs étaient réduites au strict minimum, lors de leur temps de repos aucune assemblée ne pouvait se tenir sans la présence d'un Blanc, la moindre incartade était sanctionnée par le fouet et la peine de mort à la moindre rébellion, leur liberté d'aller et venir était contrôlée par une police des esclaves. Dans certains états, l'arbitraire des propriétaires était régulé par des tribunaux dédiés aux crimes et délits commis par les esclaves, tribunaux où dans le meilleur des cas les jurés étaient tous blancs et dans le pire des cas étaient aux mains des propriétaires d'esclaves, les peines étaient le plus souvent le fouet, afin d'éviter un temps de prison pendant lequel l'esclave ne travaillerait point, la peine de mort visait des crimes bien précis vol à main armée, viol, rébellion, cela encore pour préserver la main-d'œuvre.

### Une étape, la fin de la traite négrière
La constitution ayant mis une date butoir pour l'importations des esclaves à savoir l'année 1808, les sociétés abolitionnistes et les Afro-Américains libres vont régulièrement faire du lobbying pour abolir l’esclavage en même temps que l'arrêt de la traite négrière. Une première étape est franchie en décembre 1805 quand le sénateur du Vermont, Stephen R. Bradley présente un projet de loi visant à abolir la traite négrière à partir du 1er janvier 1808, mais après une seconde lecture, le projet est ajourné, en février 1806, le représentant du Massachusetts, Barnabas Bidwell fait une proposition de loi allant dans le même sens, mais qui reste lettre morte. Finalement c'est le président Thomas Jefferson qui lors de son discours du 2 décembre 1806, reprend le projet de loi, et le 2 mars 1807 est promulgué l'Act Prohibiting Importation of Slaves qui interdit la traite négrière à partir du 1er janvier 1808, loi assortie de sanctions financières pour quiconque braverait l'interdit (amendes allant de 800 $ à 20 000$). Malgré cela, des planteurs, des armateurs, et des marchands d'esclaves ont continué à maintenir un marché souterrain de la vente d'esclaves. Mais si l'importation d'esclaves est devenue illégale, en revanche les transactions d'achats et de ventes des esclaves sont maintenues à l'intérieur des États-Unis,,. Au total ce sont environ 348 000 Africains qui auront été importés par la traite négrière aux États-Unis jusqu'en 1810, chiffre auquel il faut rapporter une traite clandestine de 51 000 autres Africains entre 1810 et 1870 soit un total d'environ 400 000 personnes. Ne sont comptées que les personnes arrivées à bon port, ne figure pas le nombre de morts liés aux conditions de transports.

### L'évêque Richard Allen le premier leader

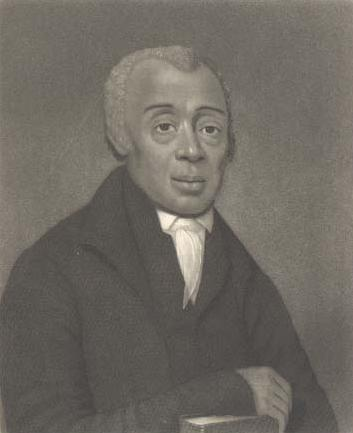
Richard Allen, premier leader du mouvement des droits civiques.

C'est au XVIIIe siècle avec l'évêque Richard Allen (1760-1831) que remontent les premières organisations afro-américaines de défense des droits des Afro-Américains. Cela commence par la première association d'entraide, la Free African Society fondée par Absalom Jones et Richard Allen, suivi de la fondation en 1816 de l'Église épiscopale méthodiste africaine par le même Richard Allen, église fondé dans la tradition du message de John Wesley. L'Église épiscopale méthodiste africaine se développe, en 1820 elle compte plusieurs milliers de fidèles répandus dans différentes villes Philadelphie, Baltimore, puis Pittsburgh et Charleston.
Richard Allen devient dans la première moitié du XIXe siècle la figure prééminente des Afro-Américains de Philadelphie et au-delà, aidé dans ses combats pour les droits civiques par James Forten.
Il publie tout au long de sa vie des pamphlets pour expliquer aux Blancs combien l'esclavage est une chose inique,,,. Ses écrits influenceront les penseurs et leaders du mouvement des droits civiques de Frederick Douglass jusqu'à Martin Luther King Jr.,.
Frederick Douglass a qualifié Richard Allen de rien de moins que l'auteur d'une nouvelle déclaration d'indépendance fondée sur l'égalité raciale. En septembre 1893 lors de l’exposition universelle de Chicago , Frederick Douglass rend hommage à celui qu'il estime comme un père fondateur : « Parmi les hommes illustres dont les noms ont trouvé une place méritée dans les annales américaines, il n'y en a pas un qui mérite qu'on le commémore pour les temps à venir ou dont la mémoire sera plus sacrée par les générations futures d'américains de couleur que le nom et la personnalité de Richard Allen. Il y a donc des raisons de croire que si Richard Allen était vivant aujourd'hui malgré les améliorations socio-économiques que nous connaissons, il serait le leader de son peuple maintenant exactement comme il l'était à son époque. ». Frederick Douglass conclut son discours en disant « Le rêve d’Allen d’harmonie interraciale résonne toujours ».
Comme l'écrit Frederick Douglass, Richard Allen est considéré comme le premier leader charismatique des Afro-Américains. C'est par une réflexion théologique à l'intérieur de la tradition méthodiste et plus spécialement du message de John Wesley qu'il devient le porte-parole des droits civiques. Son itinéraire n'est-il point semblable à ce que sera celui du pasteur Martin Luther King, Jr qui au nom des valeurs évangéliques qu'il s'est appropriées deviendra l'icône charismatique qui changera à jamais la politique américaine en matière de ségrégation ? Les deux hommes ont défini l'ère de la revendication afro-américaine dans laquelle ils ont grandi. Tous deux contribué à définir l'émancipation des Afro-Américains comme un problème quant à la démocratie et aux valeurs fondatrices américaines. Martin Luther King a qualifié la souffrance noire de rédemptrice pour l'âme américaine de la même manière que Richard Allen soutenait que la liberté des Afro-Américains était le véritable baromètre du succès (ou de l'échec) de la démocratie américaine. Plus d’un siècle et demi avant les grands mouvements américain des droits civiques, Richard Allen avait dit aux Américains blancs que la résolution du dilemme de la liberté et de l’esclavage, de l’iniquité raciale au pays de la prétendue liberté, raconterait l’histoire du destin de la nation : « C'est quand notre postérité bénéficiera des mêmes privilèges que les vôtres que vous obtiendrez de meilleures choses pour vous ».

### Situation avant la guerre de sécession
En 1860, on compte 488 000 Afro-Américains libres, principalement présents dans les régions de la Virginie, du Maryland, de la Caroline du Nord, dans les villes de Baltimore, Washington, Mobile, Philadelphie, Charleston, la Nouvelle Orléans, New York, Cincinnati, Boston. Dans les états du Sud, ils sont particulièrement surveillés et contrôlés, des métiers leur sont interdits comme celui d'employé de bureau dans la Caroline du Sud, tout comme celui de musicien, des états comme le Tennessee, la Caroline du Nord et la Pennsylvanie leur interdisent le droit de vote, ils ne peuvent pas s'engager ni dans l'armée ni dans les milices locales, l'accès à l'école publique leur est souvent barré, ils ne peuvent pas témoigner dans des procès où des blancs sont mis en accusation, la reconnaissance de la légitime défense leur est ôtée quand leur agresseur est un Blanc. Les Afro-Américains libres, en dehors du secteur agricole, travaillent principalement dans les domaines du bâtiment et des travaux publics, de la confection, de la restauration, de l’hôtellerie, du petit commerce, de la coiffure... peu à peu se constitue une élite d'enseignants, des pasteurs, de juristes, de propriétaires agricoles et immobiliers plus ou moins riches.

#### Des organisations naissantes

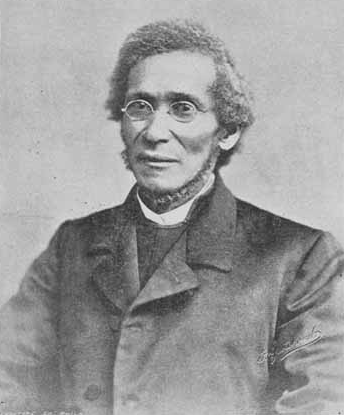
L'évêque Daniel Payne président de l’université Wilberforce

Le 6 mars 1775, la loge maçonnique no 441 de la British Army Lodge, initie quinze Afro-Américains dont Prince Hall, qui avec ces quinze Afro-Américains, crée la première loge maçonnique afro-américaine le 3 juillet 1775, l'African Lodge no 1, à sa mort en 1807 est créée la Prince Hall Freemasonry (Grande Loge Prince Hall),. En 1843, sur l’initiative de Peter Odgen, un groupe d'Afro-Américains créent le Grand United Order of Odd Fellows in America, en 1845, la franc-maçonnerie du Maryland ouvre ses portes aux Afro-Américains par la création de la première loge régulière pour « personnes de couleur ». Ces sociétés fraternelles deviennent, entre autres, des lieux de réflexion pour l'émancipation des Afro-Américains. Les églises et plus particulièrement l'Église épiscopale méthodiste africaine de Sion (AMEZ) et l'Église épiscopale méthodiste africaine (AME) avec l'édition du magazine hebdomadaire The Christian Herald, sont d'autres lieux d'information et réflexion sur la condition des Afro-Américains et d'appels à la solidarité. Les églises baptistes se développent aussi, mais en raison de leur autonomie locale, elles auront moins de poids que l'AME ou l'AMEZ.

#### Une élite naissante

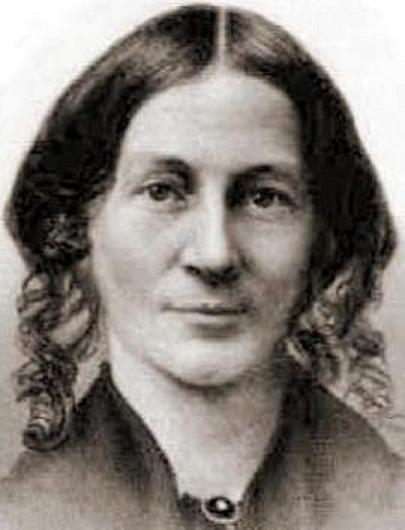
Myrtilla Miner créatrice de la première école normale pour jeunes femmes afro-américaines

Dès 1826, des Afro-Américains, comme John Brown Russwurm ou Edward Jones (en), commencent à être diplômés d'établissements universitaires tels que l'Oberlin College, le Amherst College, le Bowdouin College ou la faculté de médecine de Harvard. En 1851, une Blanche de New York, Myrtilla Miner crée à Washington le premier établissement d'enseignement supérieur à destination de jeunes femmes afro-américaines afin de les former au métier d'institutrice, la Normal School for Colored Girls,,.
L'évêque de l'Église épiscopale méthodiste africaine Daniel Payne fonde l'université de Wilberforce dans l'Ohio en 1856, il est le premier président afro-américain d'une université, poste qu'il tiendra jusqu'en 1876.

Le fossé entre les Afro-Américains du Nord et ceux du Sud se creuse. Certes les Afro-américains du Nord subissent également le racisme, mais ils sont protégés par des lois, ils peuvent tenir des rassemblements, des conventions, s'organiser, avoir leur presse, constituer leurs premières élites intellectuelles, artistiques, commerciales, industrielles, alors que dans le Sud, les Afro-américains, mêmes libres, sont marginalisés, soumis à l'arbitraire de règlements locaux, subissant une multiplicité d'interdits dont les premiers sont ceux de la libre expression, du droit de se réunir, de s'instruire et de se déplacer librement.

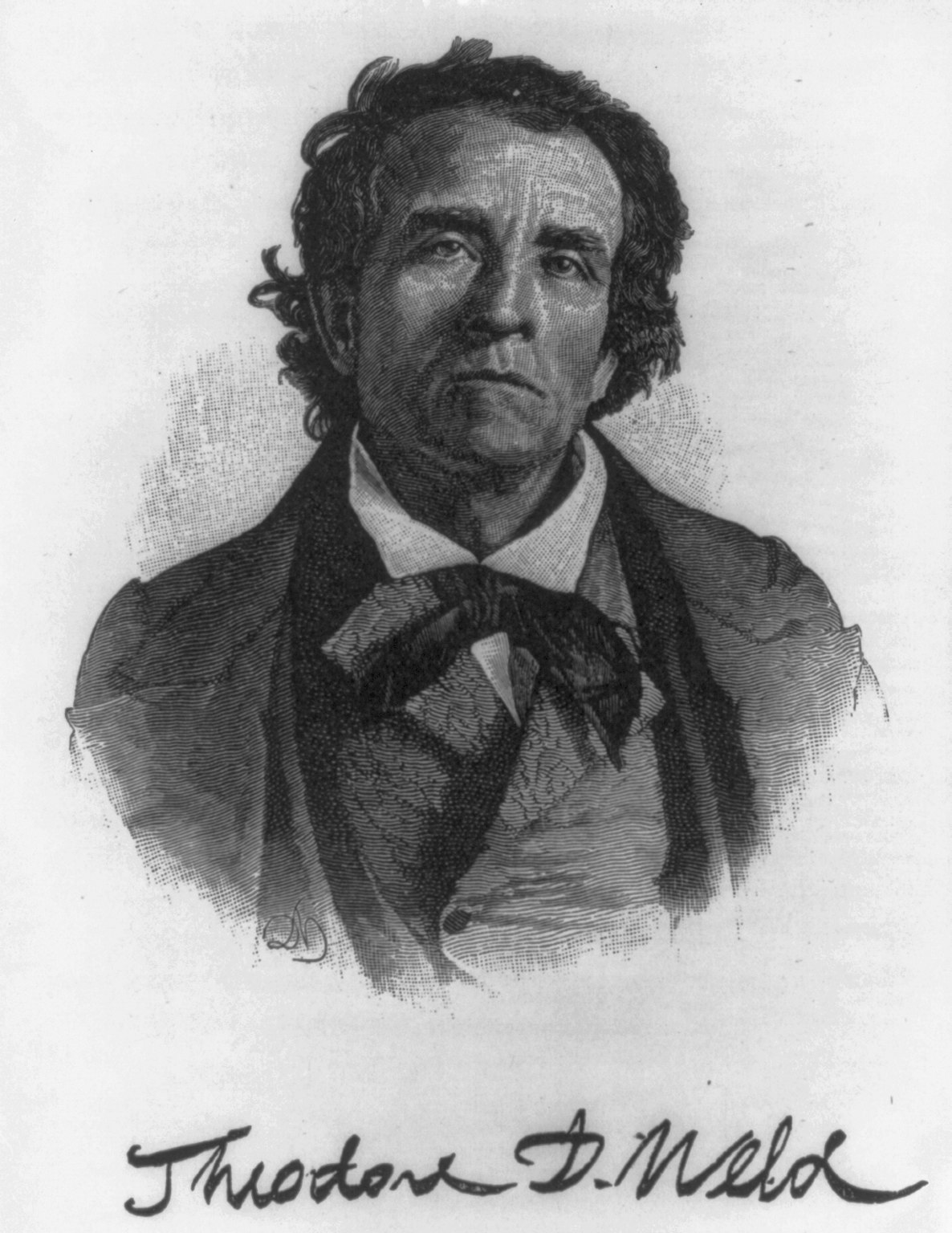
Theodore Dwight Weld.

#### Offensives du Nord émancipateur
Les idées anti-esclavagistes héritées du siècle précédent reprennent vigueur, divers intellectuels, pasteurs, journalistes, élus, Blancs comme Afro-Américains reprennent le combat à partir de 1815. Plusieurs livres et journaux dénoncent l'esclavage pratiqué par le Sud. L'Afro-Américain de Boston, David Walker (abolitionniste), publie en 1829 un vibrant pamphlet appelant les esclaves à se battre pour leur liberté, document qui aura un impact pour l'émancipation des Afro-Américains jusqu'aux mouvements des droits civiques du XXe siècle,,. Le Blanc William Lloyd Garrison, fondateur de l'American Anti-Slavery Society, directeur du journal The Liberator y publie plusieurs articles contre l'esclavage et prône l'action non-violente,. Un autre membre de l'American Anti-Slavery Society, Theodore Dwight Weld, publie en 1837 The Bible Against Slavery, suivi en 1839 par Slavery As It Is, ouvrages qui seront régulièrement réédités jusqu'à nos jours,,. Ces divers auteurs avec bien d'autres réclamant l'émancipation des Afro-Américains ont deux arguments majeurs, le premier consiste à démontrer que l'esclavage est contraire aux principes du christianisme, de la civilisation, des fondements de la nation américaine et le second que l'esclavage du Sud est un foyer de guerre civile, d'émeutes, une menace à la paix civile.

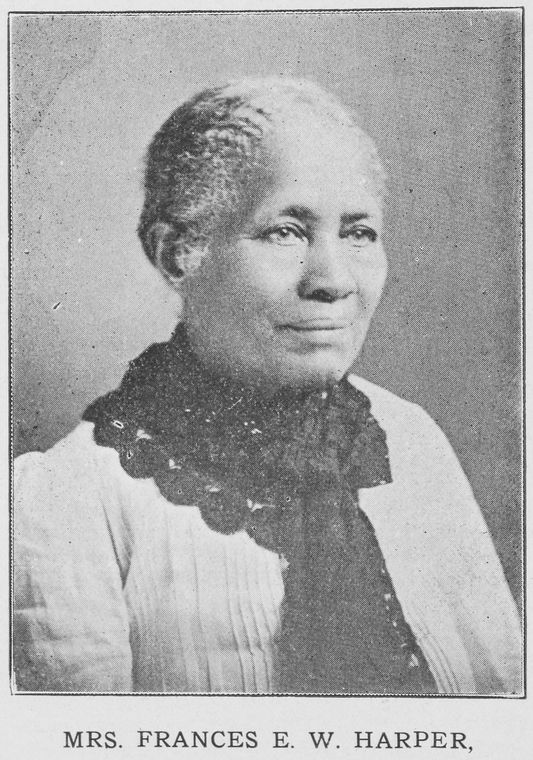
Frances E.W. Harper.

Les militants réclamant l'émancipation et le droit à la citoyenneté de plein droit des Afro-Américains se regroupent au sein de l'American Anti-Slavery Society fondée en 1833 par William Lloyd Garrison et Arthur Tappan qui de 1835 à 1840 passe de 400 à 2 000 sections et qui compte 200 000 adhérents,. Ils engagent des débats s'adressant aussi bien aux Blancs qu'aux Afro-Américains, déclenchent des conférences dans les universités, parmi celles-ci l'Oberlin College et l'Université Case Western Reserve vont devenir des foyers de diffusion des idées anti-esclavagistes et émancipatrices. Les plus radicaux d'entre eux contestent la Constitution américaine et différentes lois qui font obstruction au droit des Afro-Américains à obtenir l'égalité des droits civiques et vont fonder le Liberty Party,. Ce nouveau parti, fondé en 1840 critique ouvertement la Constitution américaine et c'est le premier parti politique qui présente un candidat, James G. Birney, à une élection présidentielle, celles l'élection présidentielle de 1840 puis celle de l'élection présidentielle de 1844, pour réclamer l'égalité des droits civiques pour les Afro-Américains. Le parti ne recueille que 60 000 voix aux élections de 1844, ce qui conduit au constat qu'on ne peut se contenter d'une plateforme politique ne proposant que la fin de l'esclavagisme, leçon dont tiendront compte les Républicains pour l'avenir.

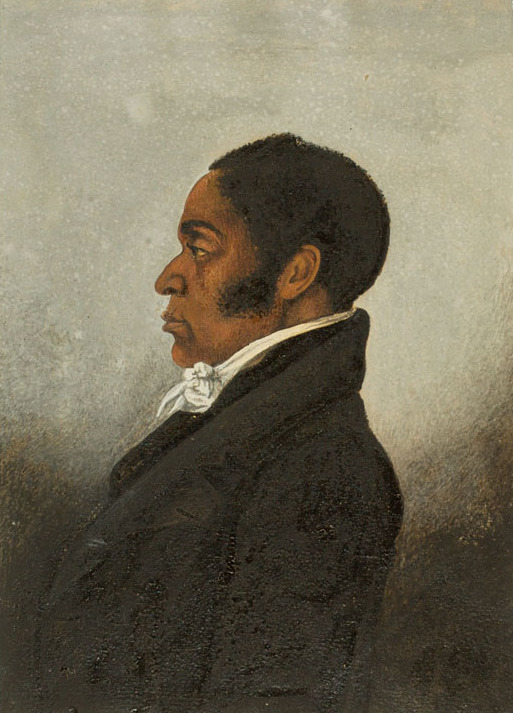
James Forten.

Tout comme Myrtilla Miner, les membres de l'American Anti-Slavery Society et du Liberty party doivent faire aux menaces, aux agressions verbales et physiques, aux boycotts et dans certains cas à l'emprisonnement.
Les Afro-Américains sont particulièrement actifs au sein de l'American Anti-Slavery Society, des leaders vont émerger James Forten, Peter Williams Jr., Robert Purvis, George Boyer Vashon (en), Abraham D. Shadd (en) et James McCrummel qui seront considérés comme les Pères fondateurs du mouvement des droits civiques. Ils sont rejoints par d'autres membres de l’élite afro-américaine tels que Samuel Cornish, Charles Bennett Ray (en), Christopher Rush, James W.C. Pennington, ensemble ils vont partager leurs idées et faire avancer la réflexion politique quant à l'émancipation des Afro-Américains. En 1847, Frederick Douglass est élu président de l'American Anti-Slavery Society, de la Nouvelle Angleterre. Douglass va se révéler comme un brillant orateur de la cause de l'émancipation comme d'autres Afro-Américains et Afro-Américaines tels que Charles Lenox Remond (en), Theodore S. Wright, John W. Jones (en), Sarah Parker Remond, Frances Harper, Sojourner Truth, etc. Pour diffuser leurs idées , en dehors de leurs diverses prises de paroles, ils vont écrire dans le premier journal afro-américain, le Freedom's Journal fondé en 1827 par John Brown Russwurm et de Samuel Cornish, puis le The Rights of All (en), la revue The Mirror of liberty de David Ruggles (en) et le The North Star de Frederick Douglass,.

#### Frederick Douglass

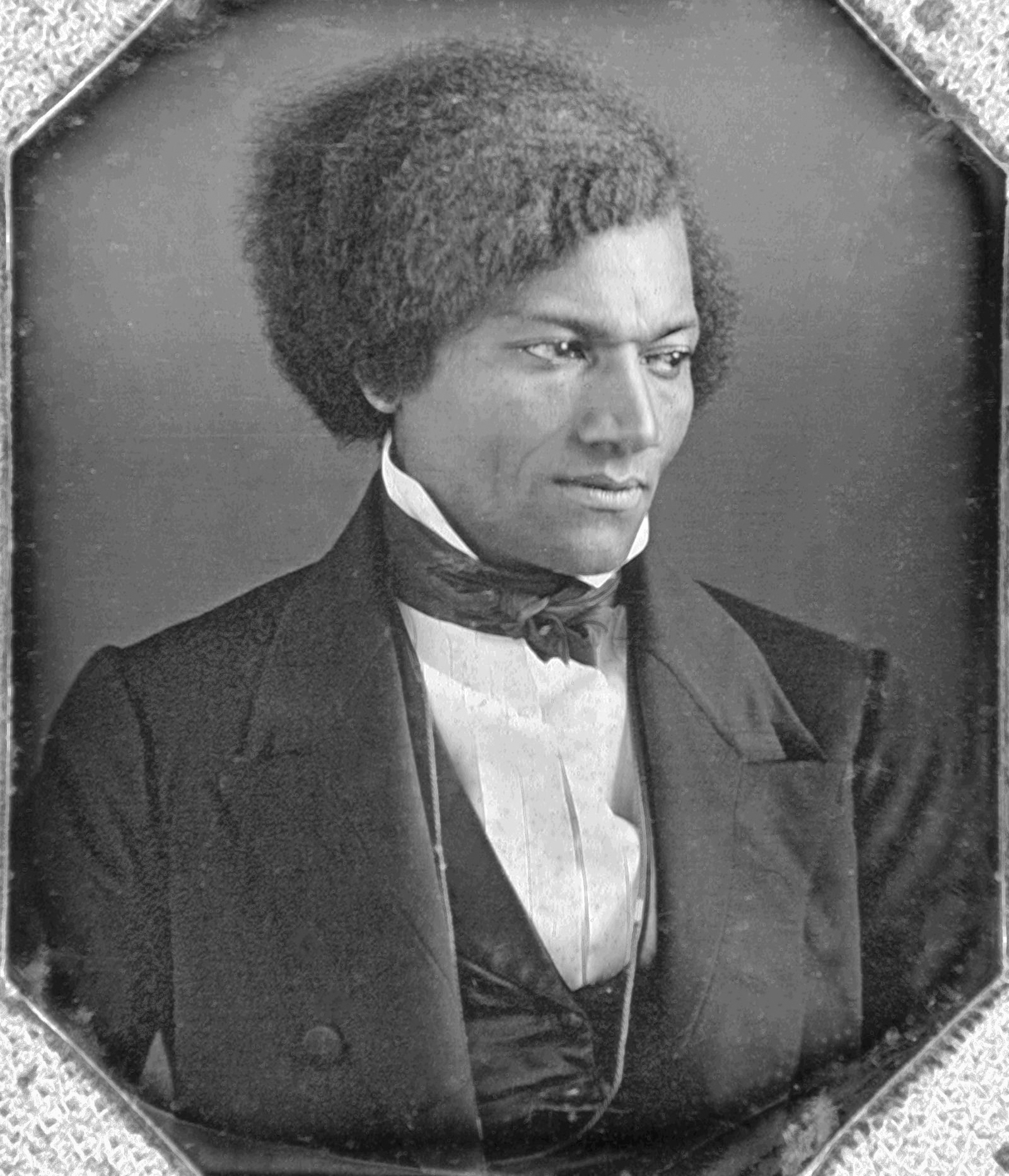
Frederick Douglass à ses 23 ans

Frederick Douglass (1817–1895) se fait remarquer par son éloquence lorsqu'il prend la parole à la convention anti-esclavagiste de 1841 de Nantucket dans le Massachusetts. Très vite il est présenté à diverses associations anti-esclavagistes et invité à donner des conférences. Il mène une campagne intense prônant l'assimilation, en s'appuyant sur deux arguments. Le premier, théologique est que les hommes descendent tous d'un premier couple, Adam et Ève, qu'il existe donc une unité du genre humain. Tous les hommes sont égaux en tant que créés par le même Dieu unique et par conséquent la division du genre humain en races va à l'encontre de la providence divine et de la loi naturelle. Le second est juridique et s’appuie sur la Constitution des États-Unis et sur la Déclaration d’Indépendance des États-Unis. Il reprend le passage de la Déclaration où il est proclamé « Nous tenons pour évidentes pour elles-mêmes les vérités suivantes : tous les hommes sont créés égaux ; ils sont doués par le Créateur de certains droits inaliénables; parmi ces droits se trouvent la vie, la liberté et la recherche du bonheur. Les gouvernements sont établis parmi les hommes pour garantir ces droits, et leur juste pouvoir émane du consentement des gouvernés. » et de la Constitution il cite le préambule où il est écrit « Nous, le peuple des États-Unis, en vue de former une union plus parfaite, d'établir la justice, d'assurer la paix intérieure, de pourvoir à la défense commune, de développer la prospérité générale et d'assurer les bienfaits de la liberté à nous-mêmes et à notre postérité, nous ordonnons et établissons la présente Constitution pour les États-Unis d'Amérique ». Les Afro-Américains étant des humains aux droits inaliénables, il en déduit que l'esclavage est contraire aux principes fondateurs des États-Unis, au républicanisme américain comme il l'est vis-à-vis de la doctrine chrétienne,,.

#### Chemin de fer clandestin
À partir de la fin du XVIIIe siècle s'établit un réseau d'aide aux esclaves fugitifs pour qu'ils puissent se mettre à l'abri au Canada, le chemin de fer clandestin (Underground Railroad). Historiquement, il commence en 1804, quand le général Thomas Boude (en) poursuit un esclave fugitif du nom de Stephen Smith accompagné de sa mère. Quand il attrape les fugitifs à Columbia, la population prend le parti des Smith, et Thomas Boude est obligé de les libérer. Le sentiment de solidarité envers les fugitifs s'étend et à partir de 1819 se met en place dans la Caroline du Nord un réseau d'aide organisé par les associations anti-esclavagistes. Le nom d'Underground Railroad semble apparaître après 1831 avec le développement du chemin de fer reprenant l'expression Underground Road (route clandestine) pour désigner le passage clandestin d'un fugitif du Kentucky pour traverser la rivière de l'Ohio afin de rejoindre un état abolitionniste comme l’Ohio ou l’Illinois. Avec le train, les voyages se font de nuit dans des wagons de marchandises, parfois aménagés. Un réseau de Quakers s'établit pour aider les fugitifs, leur donner nourriture, couvertures, habits, argent et les recueillir entre deux voyages. Dans un premier temps, il s'agit de conduire les fugitifs dans des états abolitionnistes, mais des policiers et hommes de mains des planteurs les pourchassant, une nouvelle destination s'impose, d'autant qu'en 1850 le Congrès a voté le Fugitive Slave Act qui sanctionne tout marshal fédéral d’une amende allant jusqu’à 1 000 dollars et d'une peine d'emprisonnement de six mois en cas de refus d’arrestation d’un esclave fugitif,. C'est un Blanc, John Fairfield (en) en opposition avec sa famille esclavagiste, qui va organiser les fuites vers un pays sûr le Canada. Arrivés au Canada, les Afro-Américains sont recueillis afin de leur trouver un emploi, un logement et leur apprendre à lire et à écrire. De nombreux fugitifs quitteront le Canada pour revenir dans les états du Sud et devenir des agents actifs du chemin de fer clandestin permettant à des milliers d'esclaves de trouver la liberté, le plus connu d'entre eux étant Elijah Anderson, surnommé le "Superintendant Général" du chemin de fer clandestin. Le gouverneur du Mississippi John A. Quitman a déclaré qu'entre 1810 et 1850 il y aurait eu 100 000 fugitifs, soit une perte pour les états du Sud de 30 000 000 $,,,.

#### Tensions entre le nord et le sud

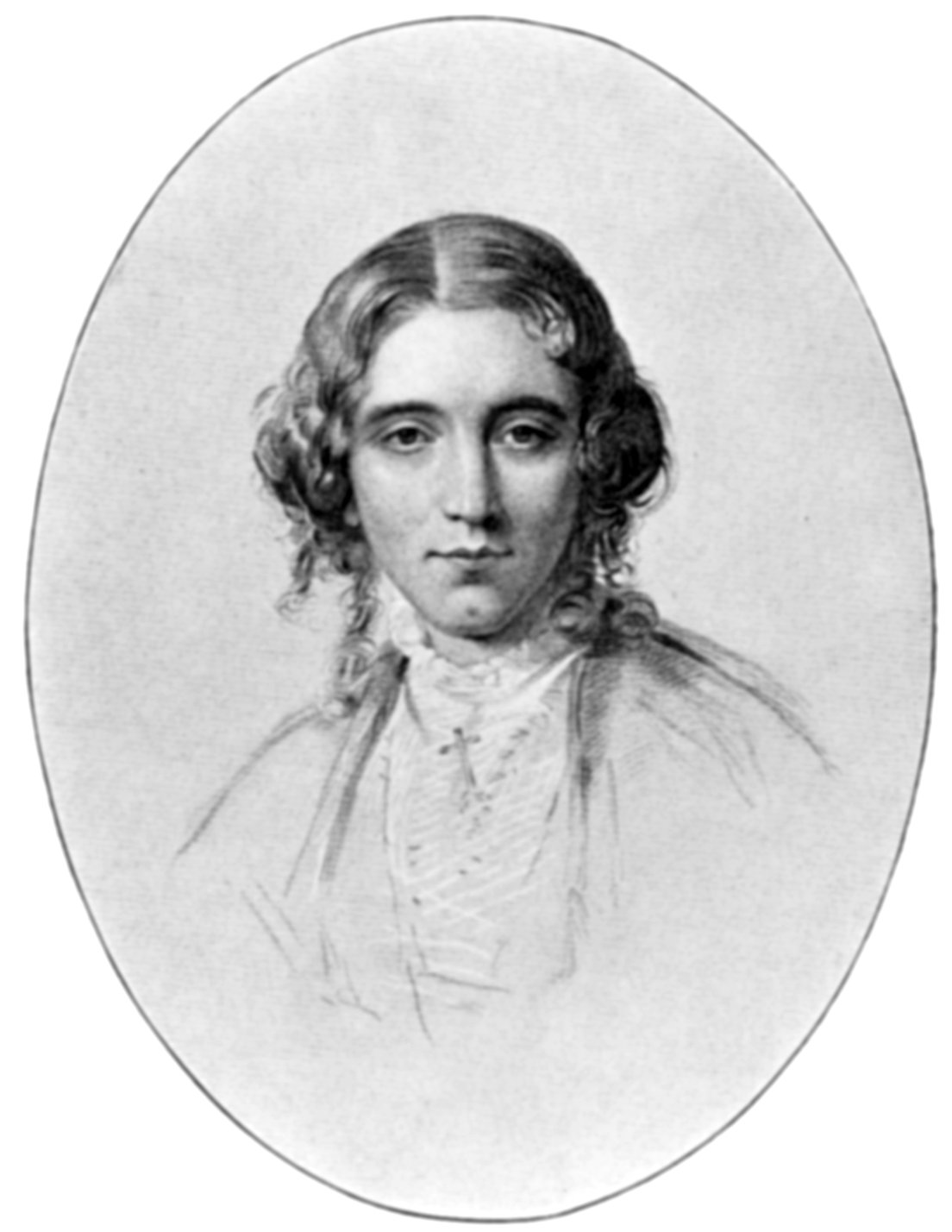
Harriet Beecher Stowe.

Les polémiques entre esclavagistes et abolitionnistes, ne cessent de croître, les abolitionnistes font fi du Fugitive Slave Act et continuent leurs actions d'aide aux fugitifs. La parution de La Case de l'oncle Tom d'Harriet Beecher Stowe en 1852 se vend la première année à 300 000 exemplaires, ne fait que durcir les tensions entre le Sud et le Nord en fustigeant la civilisation sudiste et enflamme les abolitionnistes. Les tensions atteignent leur apogée avec John Brown qui appelle à l'insurrection armée pour abolir l'esclavage, en 1856, à Pottawatomie Creek, lui et ses hommes tuent cinq colons esclavagistes à coups de sabre au motif qu'ils font partie des « légions de Satan ». Il s'agit pour lui de répondre au massacre du Kansas de 1856, où des groupes organisés par le sénateur esclavagiste du Michigan David Atchison ont harcelé des colons non esclavagistes puis mis à sac la ville de Lawrence. En 1859, avec l'aide de dix-huit hommes, il s’empare d’un arsenal fédéral à Harpers Ferry, en Virginie pour lancer l’insurrection (16 octobre 1859). Le raid de John Brown contre Harpers Ferry tourne au désastre : aucun esclave ne le rejoint, Brown est grièvement blessé de plusieurs balles, et deux de ses fils sont tués. Il est jugé à Charleston pour meurtre et trahison envers l'État de Virginie ; condamné à mort, il est exécuté par pendaison le 2 décembre 1859,. Avant son exécution, il affirme que « Si j'avais fait ce que j'ai fait pour les Blancs, ou pour les riches, personne ne me l'aurait reproché ». Même s'il passe pour un fanatique voire un fou, il demeure que la cause abolitionniste possède son martyr, une véritable croisade anti-esclavagiste se déclenche en faisant de John Brown son héros, sa pendaison devient un élément déclencheur qui convainc l'opinion publique qu'il faut abolir l'esclavage. Les électeurs lors de l'élection présidentielle américaine de 1860 joignent le clan Républicain dont la plateforme politique comprend l'abolition de l'esclavage, les sudistes commencent à redouter la sécession.

#### L'élection d'Abraham Lincoln
La victoire d’Abraham Lincoln du 6 novembre 1860 fait craindre dans les états du Sud que pour abolir l'esclavage, le gouvernement fédéral augmente son intervention sur les affaires intérieures de chaque État dans tous les domaines. Sans la question de l'esclavage, l'autorité de Washington eut été débattue sereinement. Mais en même temps cette question était posée depuis trop longtemps, elle s'est exacerbée avec le temps qui passe. Elle a ses racines même dans les débats autour de la Constitution et des idéaux américains, depuis presque un siècle abolitionniste et esclavagistes s'affrontent autour de deux visions différentes de la société américaine et de ses fondements. La sécession était en germe, elle n'a pu être évitée que par des compromis temporaires qui n'ont fait que retarder l'explosion.

## La Guerre de sécession

### Les hésitations

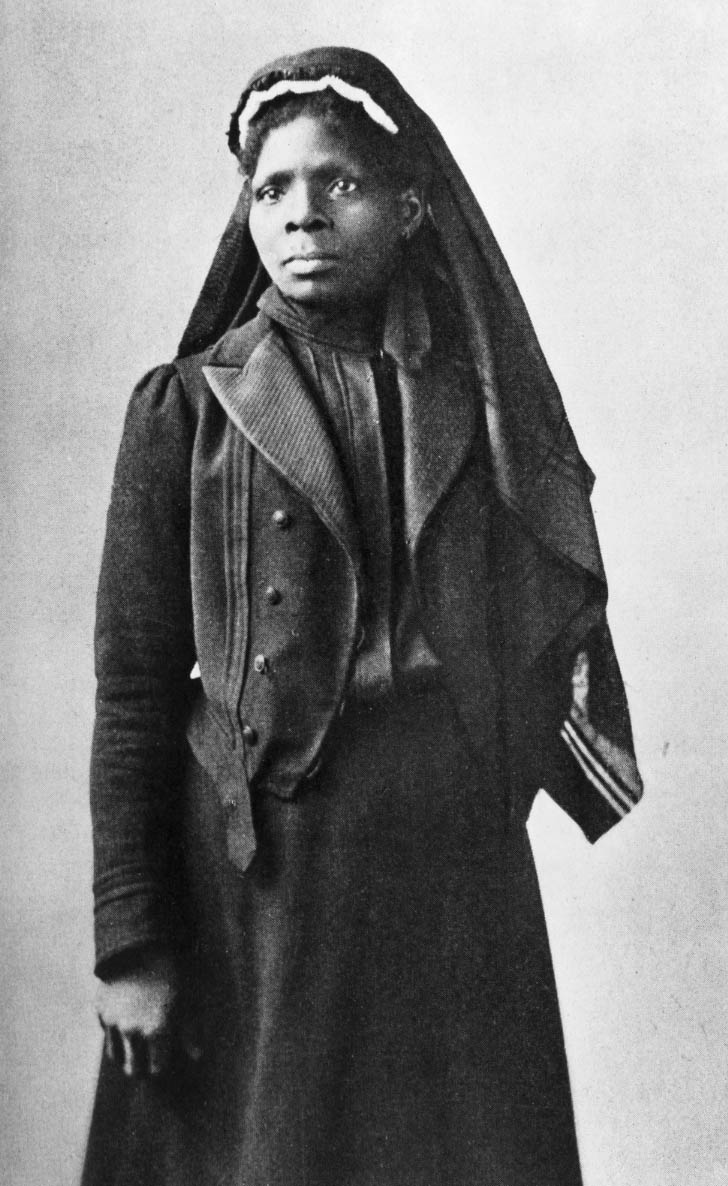
Susie King Taylor.

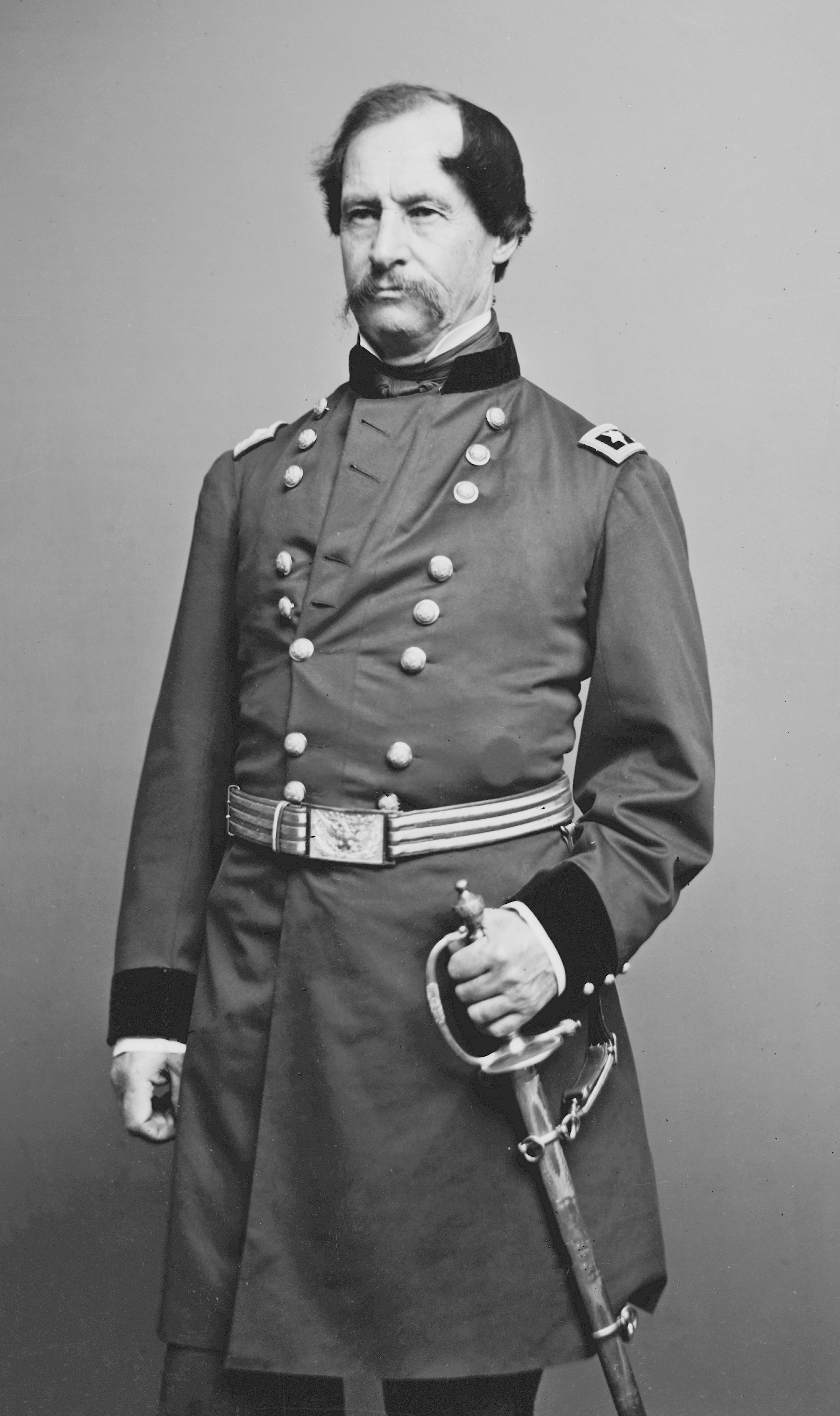
Général David Hunter

Quand Lincoln arrive au pouvoir en février 1861, onze états du Sud ont fait sécession (Arkansas, Texas, Louisiane, Mississippi, Alabama, Géorgie, Floride, Caroline du Sud, Caroline du Nord, Tennessee et Virginie) pour constituer les États confédérés d'Amérique et ont élu le sénateur du Mississippi, Jefferson Davis, président des États confédérés qui appelle à la formation d'une armée le 9 mars 1861,,,. Le premier affrontement armé a lieu au Fort Sumter, où les armées sudistes bombardent le fort les 12 et 13 avril 1861 cette bataille de Fort Sumter déclenche la guerre de sécession,,.
Aussitôt des Afro-Américains se présentent pour s'enrôler dans l'armée de l'Union, mais ils sont refoulés provoquant l'incompréhension, pire sur la ligne de front des officiers nordistes repoussent des esclaves fugitifs, certains officiers de l'Union autorisent les propriétaires d'esclaves à franchir la ligne de front pour récupérer les fugitifs ! Il faut que la Chambre des représentants vote le 6 juillet 1861 une loi pour interdire le retour des fugitifs vers les états du Sud.
Les fugitifs franchissent par milliers les lignes de front, des camps s'établissent pour les contenir. À partir de 1862 des associations d'aide aux fugitifs se constituent comme The Western Freedmen's Aid Commission, Freedmen's Aid Society (en), The Friends Association for the Relief of Colored Freedmen, etc., toutes ces associations fusionnent en 1865 au sein de The American Freedmen's Aid Commission. Des églises se rassemblent dans des associations comme l'American Missionary Association ou The United States Christian Commission (en) pour apporter des aides alimentaires et vestimentaires auprès des fugitifs réfugiés et créer des écoles pour une majorité qui n'avait pas eu droit à un minimum d'instructions. Le général Nathaniel Prentice Banks, établit un système d'éducation publique dans le département du Golfe qui en 1864 comptait 95 écoles, avec 162 enseignants, dont 130 viennent des états du Sud ou sont des Afro-Américains, dispensant des cours pour plus de 12 000 élèves,. Des Afro-Américains se mettent à leur tour à créer des écoles, la personnalité la plus célèbre étant Susie Taylor qui fut la première afro-américaine à ouvrir une école pour les esclaves fugitifs,,,.
En 1862, la question de l'enrôlement des Afro-Américains dans l'armée se résout, malgré les hésitations du Général en chef, William T. Sherman, le général David Hunter franchit le pas en constituant la première unité militaire afro-américaine le 1st South Carolina Volunteers,, il est suivi par d'autres généraux de l'Union tels que Augustus Louis Chetlain, Lorenzo Thomas, Benjamin Franklin Butler (homme politique),.

### La proclamation d'émancipation de 1863

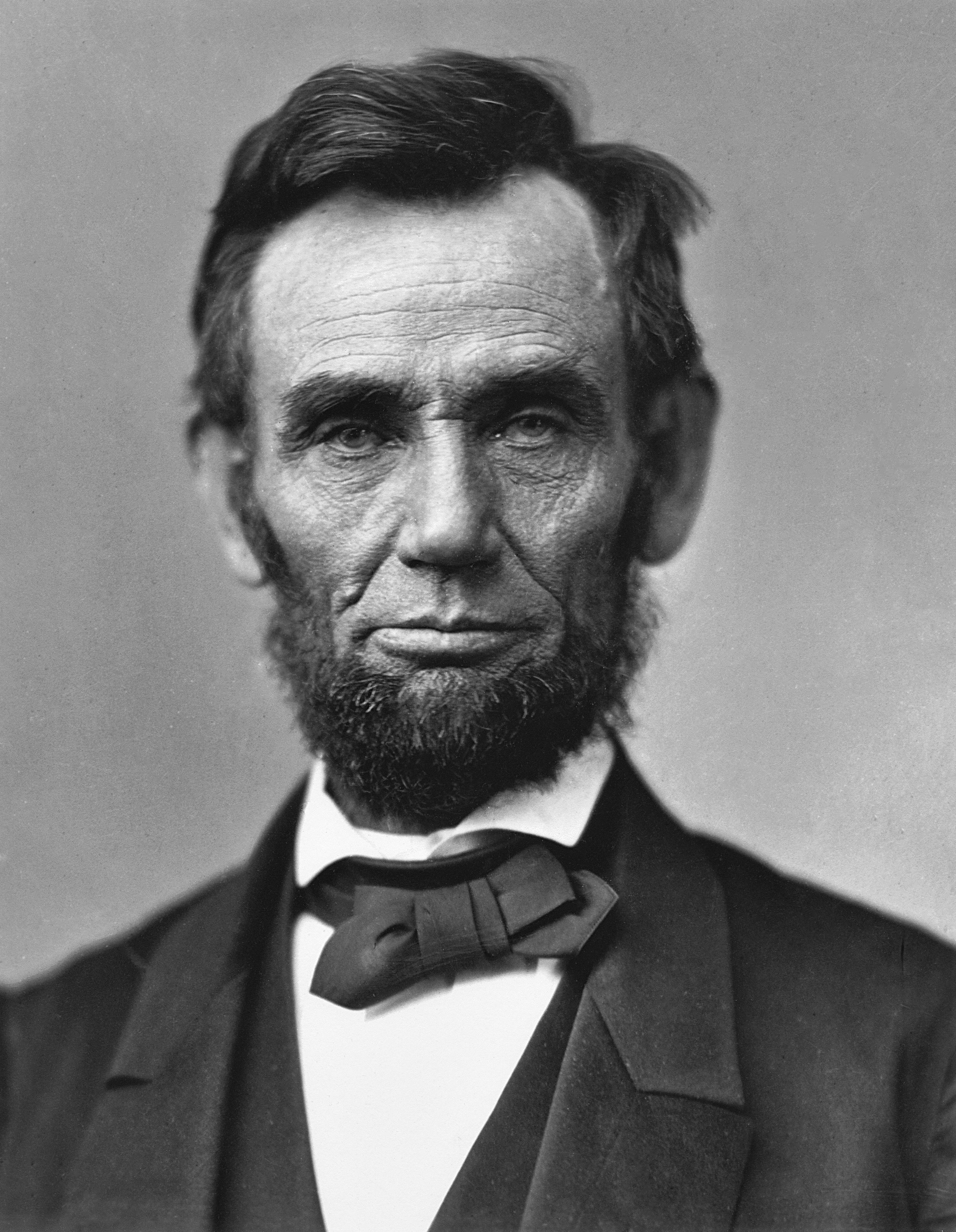
Abraham Lincoln.

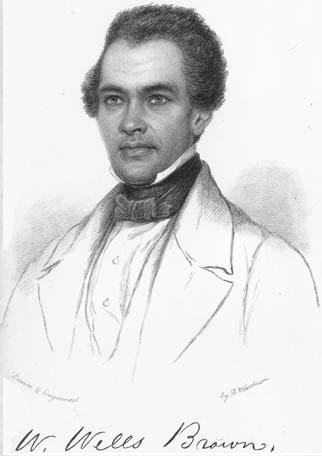
William Wells Brown

Dans un premier temps, bien que le président Lincoln soit viscéralement anti-esclavagiste, en revanche en tant que président il doit faire face aux contraintes politiques dans un contexte de guerre civile à l'issue incertaine. C'est pourquoi, il mène une politique d'émancipation progressive basée sur le volontariat avec des compensations financières pour ménager les états esclavagistes fidèles à l'Union : le Missouri, le Kentucky, le Maryland et le Delaware. Il lui faut également maintenir sa majorité composée de Républicains et de Démocrates, si globalement les Républicains sont anti-esclavagistes, en revanche, les Démocrates du nord sont divisés sur la question comme l'ont montré l'élection présidentielle de 1860. Aussi il propose un compromis en proposant une émancipation progressive pour les états esclavagistes avec un versement de compensation pour les propriétaires. Pour cela il fait sa proposition auprès d'élus du Missouri, du Kentucky , du Maryland et du Delaware, ils répondent par une fin de non recevoir et de l'autre côté la proposition déclenche une colère des élus républicains abolitionnistes. Ne trouvant pas de consensus, Lincoln va trancher, le 18 juin 1862, il signe une déclaration abolissant l'esclavage sur les territoires, le 17 juillet 1862, il signe une déclaration qui devient une loi affranchissant tout esclave fugitif. Puis avec son secrétaire d'État William Henry Seward et son secrétaire au Trésor Salmon P. Chase il étudie le contenu d'une proclamation abolissant l'esclavage sur l'ensemble des États-Unis qui soit prête pour janvier 1863. Les divers succès militaires contre les armées confédérées lèvent tout obstacle. Le 31 décembre 1862, se tient au Tremont Temple (en) de Boston, une assemblée représentative d'abolitionnistes blancs comme afro-américains, y sont présents parmi d'autres : Frederick Douglass, William Lloyd Garrison, Harriet Beecher Stowe, William Wells Brown, Charles Bennett Ray (en), tous sont au courant du contenu et de la date de la proclamation présidentielle et prient pour son succès. Le 1er janvier 1863, Abraham Lincoln signe la Proclamation d'émancipation. Si cette proclamation est une avancée certaine, elle mécontente des élus abolitionnistes car elle ne prévoit pas l'accès à la citoyenneté américaine pour les affranchis. La proclamation déclenche un séisme dans les états du Sud, les esclaves fuient par dizaines de milliers, privant l'économie du sud d'une force de travail majeure. Au fur et à mesure que les lignes avancent dans les états du Sud, les esclaves s'enfuient des plantations et de leurs divers lieux de travail. Divers propriétaires d'esclaves se plaignent des actes de désertion ou d'insubordination et craignant des actes de représailles, beaucoup renonce à sanctionner ces actes. Dans certains endroits, les propriétaires rejoignent les troupes de l'Union pour demander leur protection, tellement ils craignent des insurrections vengeresses sanglantes. Au contraire dans l’Alabama ou la Géorgie des Afro-Américains sont pendus par mesure de prévention de risque d'insurrection. Or les cas d'insurrection furent marginaux, les Afro-Américains étant surtout désireux de garantir leur avenir de personnes libres
En 1863, l'armée des États confédérés manquant de main-d'œuvre pour sa logistique fait passer une loi pour embrigader de forces 20 000 esclaves, embrigadement qui fut un échec car il s'est opposé aux propriétaires qui n'appréciaient guère d'être privés de leurs travailleurs et par les esclaves qui se sont montrés récalcitrants vis-à-vis d'impératifs de travail plus durs que la vie sur les plantations. le seul succès fut l'embauche de cuisiniers afro-américains à qui il était versé une solde de 15 $ par mois ainsi que la vêture. D'autres Afro-Américains ont servi dans l'armée des États confédérés en tant qu'aide-soignants, cocher d'ambulance, mécaniciens. de nombreux travaux de fortifications furent également réalisés par les esclaves embrigadés, mais dès qu'ils apercevaient les troupes nordistes, ils désertaient.

### La participation des Afro-Américains dans l'armée de l'Union

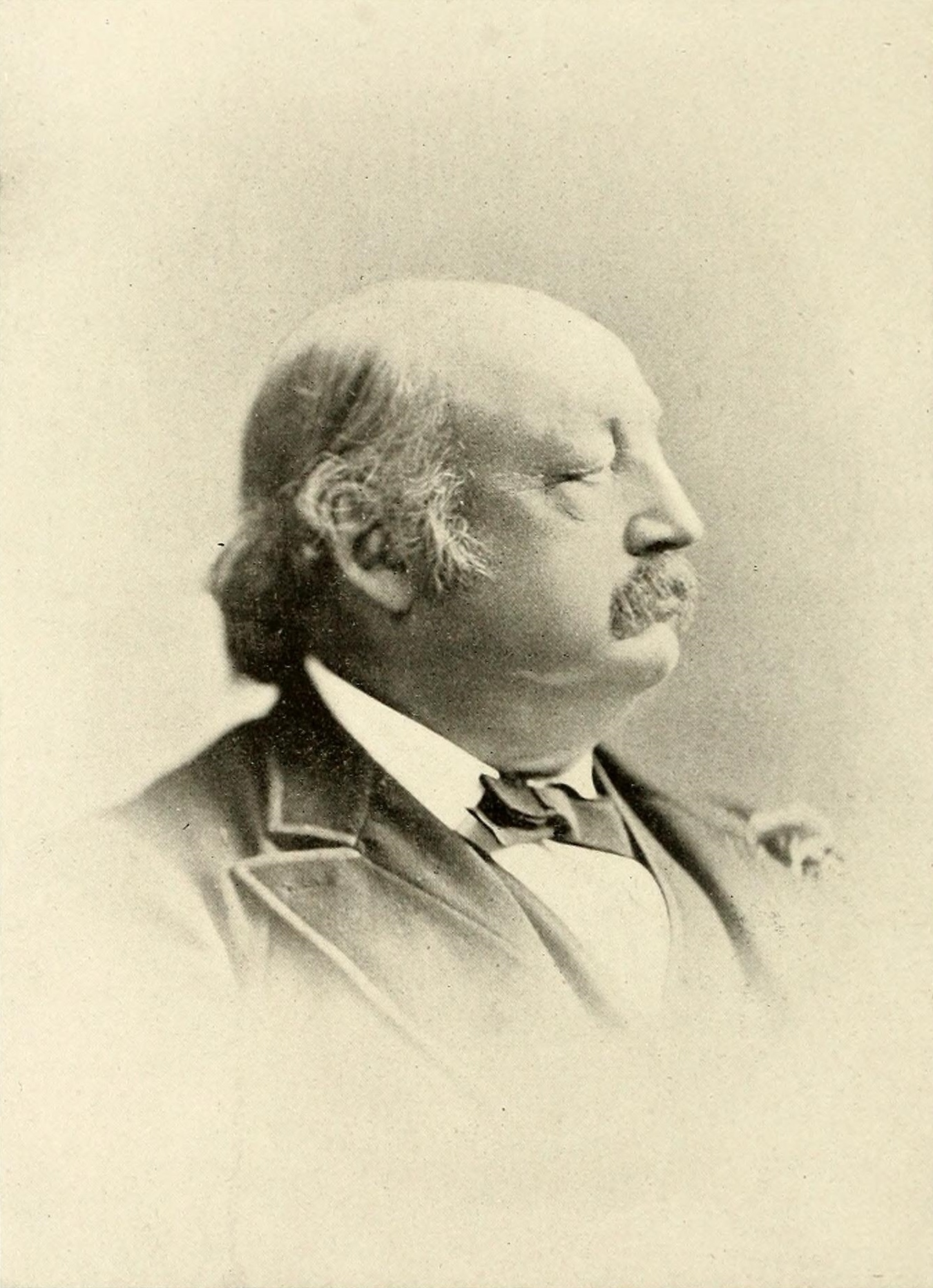
Benjamin Franklin Butler

La proclamation de 1863, ouvre les portes de l'armée de l'Union aux Afro-Américains, ces derniers se pressent par milliers, des figures afro-américaines comme Frederick Douglass ou Henry McNeal Turner, font des meetings pour encourager l'enrôlement des Afro-Américains. À la fin de la guerre de sécession on compte qu'il y a eu à peu près 180 000 Afro-Américains qui ont servi dans les troupes de l'Union (infanterie, artillerie, train, hôpitaux de campagne), soit 10% des effectifs, et 19 000 dans la marine. Les pertes se montent à 40 000 hommes. Les régiments afro-américains vont s'illustrer lors de diverses batailles : bataille de Milliken's Bend, au siège de Port Hudson, au siège de Petersburg, à la bataille de Nashville, à la seconde bataille de Fort Wagner,. Seize soldats afro-américains seront récipiendaires de la Medal of Honor qui est la plus haute décoration militaire décernée par les États-Unis,.
Combattre demandait un certain courage car lorsqu'ils étaient faits prisonniers par les Confédérés, ils étaient la plupart du temps exécutés par pendaison ou renvoyés à leurs propriétaires qui les accueillaient avec le fouet. Pour faire cesser cette mesure contraire aux lois de la guerre, Lincoln avertit que toute condamnation à mort de prisonniers de guerre commise par les sudistes entraînera l'exécution d'un prisonnier sudiste, que toute mise en esclavage d'un prisonnier nordiste entraidera une condamnation aux travaux forcés d'un prisonnier sudiste.
La plupart des régiments étaient sous le commandement d'officiers blancs, mais au fur et à mesure quelques régiments furent mis sous commandement d'officiers afro-américains comme les régiments du Corps d'Afrique fondé par le général Benjamin Franklin Butler. D'autres Afro-Américains serviront comme chirurgiens au sein des hôpitaux de campagne ou aumôniers militaires. Les discriminations sur le montant de la solde et les frais de vêture cesseront en 1864.

## La fin de la guerre de Sécession et le refus sudiste des droits civiques

### LeXIIIeamendement
Quand le 9 avril 1865, les armées confédérées déposent les armes, c'est la victoire du Nord sur le Sud, mais aussi de la Constitution qui met fin à toute légitimité du droit à faire sécession, et enfin d'un repositionnement de la souveraineté de l'autorité fédérale. Lincoln est conforté dans sa politique abolitionniste après sa Proclamation d'émancipation, il va pouvoir conclure cette guerre civile par le XIIIe amendement. Amendement qui sera l'aboutissement de toutes les luttes abolitionnistes menées par les Blancs et par les Afro-américains depuis la création de la Pennsylvania Abolition Society à Philadelphie le 14 avril 1775 et par un renversement de situation du pouvoir économique.

#### Rappel
Lors de l'élaboration de la Constitution américaine ce sont les propriétaires des états du Sud qui sont prospères grâce, entre autres, à leur production cotonnière et qui ont pu imposer leur droit à posséder des esclaves contre l'avis de Pères de la Nation comme Benjamin Franklin. Mais depuis, le Nord s'est industrialisé et s'est enrichi face à un Sud basé sur une économie agrarienne et latifundiaire, économie menacée par les productions cotonnières du Mexique,,,. Face à un Sud conservateur sur le déclin, de plus en plus d'Américains considèrent l'esclavage comme inhumain et surtout incompatible avec les concepts de liberté publique et de liberté individuelle. Cette contradiction entre les valeurs américaines et l'esclavage est souligné par le compagnon de route d'Alexis de Tocqueville lors de son voyage aux États-Unis, Gustave de Beaumont, qui dans son roman Marie ou l'esclavage aux États-Unis, tableau de mœurs américaines édité en 1840 souligne la contradiction entre un pays qui se revendique comme étant le modèle de la Démocratie et un pays où l'esclavage massif existe, où les esclaves sont privés de toutes les libertés et droits politiques, civils, naturels. La puissance des états du Nord abolitionnistes fait redouter que ceux-ci utilisent le pouvoir fédéral pour imposer son contrôle sur les états du Sud esclavagistes. La question de l'esclavage se redouble d'une question de droits des états vis-à-vis du Congrès de Washington. Le conflit politique et juridique sur l'esclavage s'intensifie jusqu'au milieu du XIXe siècle, les pamphlets se multiplient et les sudistes ont bien du mal à justifier l'esclavage, la tension trouve son dénouement avec la guerre de sécession.

#### La nécessité duXIIIeamendement
La proclamation d'émancipation est une décision de guerre et juridiquement elle n'est qu'une proclamation présidentielle, pour être effective de façon permanente, il faut qu'elle se transforme soit en loi du Congrès soit en amendement, dans le contexte et vu le changement de droits que cela entraînait il était nécessaire que l'abolition de l'esclavage devienne un amendement. Le 8 avril 1864, le Sénat vote la proposition puis le 31 janvier 1865, la Chambre des représentants adopte l’amendement après des débats houleux. Le Congrès ayant voté l'amendement il est présenté à Abraham Lincoln qui le signe pour promulgation le 1er février 1865. Ce n'est qu'une première étape, il faut qu'il soit ratifié pas les trois quarts des états. Lincoln ne verra pas la ratification car il est assassiné le 15 avril 1865, la ratification est obtenue le 6 décembre 1865,,,.

### L'ère de la reconstruction

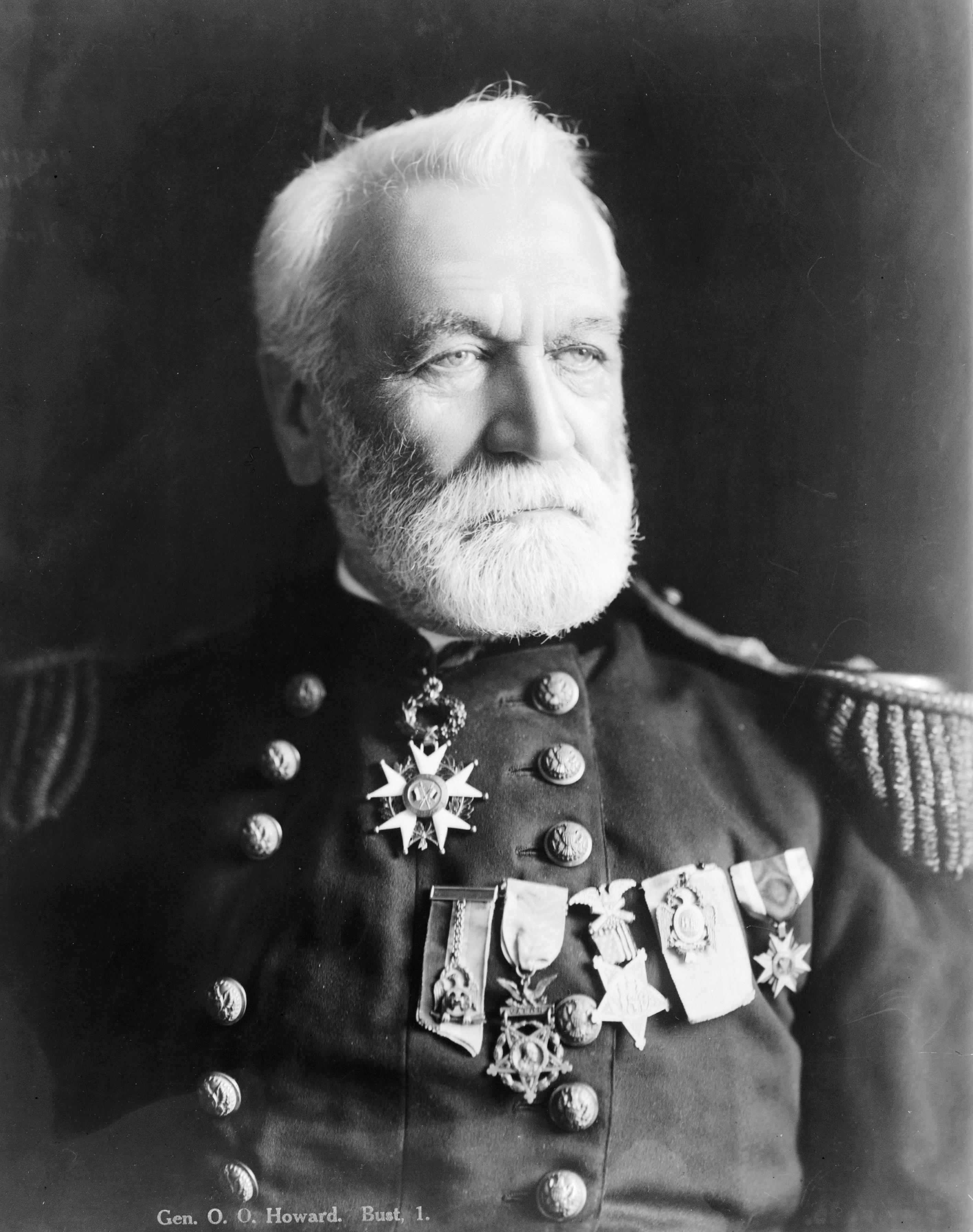
Général Oliver Otis Howard.

La reddition du Général Lee est la victoire des Afro-Américains qui vont enfin tourner la page de l'esclavage commencée il y a 250 ans. Cette défaite du Sud est aussi la victoire des sudistes conscients que leur système économique basé sur l'esclavage les menait à une récession économique et à une stérilisation culturelle et intellectuelle. Avec la fin de la guerre c'est une nouvelle ère qui s'ouvre pour les États-Unis, de nouvelles organisations sociales et économiques, l'essor de nouvelles technologie et industries. Cela commence par la reconstruction d'un Sud dévasté, ruiné qui ne peut être résolu de façon locale mais de façon fédérale, se pose également le problème de l'insertion socio-économique des 4 millions d'anciens esclaves, dont la majorité est illettrée. Cette nouvelle ère qui va durer de 1865 à 1877 porte le nom d'ère de la Reconstruction (Reconstruction Era),,,. En Avril 1865 Andrew Johnson succède à Abraham Lincoln, sa première tâche est mettre en place des dispositifs pour permettre une réintégration des états sécessionnistes au sein de l'Union. Il amnistie les Blancs du Sud qui récupèrent ainsi leurs droits constitutionnels. Cette amnistie ne concerne ni les riches planteurs esclavagistes, ni les leaders politiques et militaires de l'ex-Confédération. Le 3 mars 1865, sous l'impulsion du général Oliver Otis Howard, pour assurer l'insertion sociale, professionnelle et politique des anciens esclaves, est créé une agence fédérale : le Bureau des réfugiés, des affranchis et des terres abandonnées. Cette agence fournit vêtements, alimentation aux Afro-Américains, mais aussi et surtout construit plus de 1 000 écoles à destination des Afro-Américains, dépense plus de 400 000 $ pour contribuer au développement des universités historiquement noires,,,,.

### Les Black Codes
Dès que les sudistes acceptent leur réintégration dans l'Union, ils se posent le problème du contrôle des Afro-Américains, comment limiter leurs droits tout en respectant le XIIIe amendement. C'est ainsi que naissent de façon locale, comme le leur autorise la loi, des règlements locaux les Black Codes. Ces réglementations réduisaient fortement l'accès à l'emploi des Afro-Américains les cantonnant ceux d'ouvriers agricoles ou de domestiques, ils n'avaient ni le droit de vote, ni aucun droits civiques, n'étant pas considérés comme des citoyens. Exemple, en Caroline du Sud, les employés Afro-américains devaient se montrer dociles, silencieux, ordonnés, logés au domicile de leurs employeurs. Tout incartade pouvant être sanctionnée par la flagellation. Ils ne peuvent ester en justice contre des Blancs et encore moins être juré. Tout emploi autre que celui d'ouvrier agricole ou de domestique devait être conditionné à l'obtention d'une licence accordée par un tribunal,.

### LeXIVeamendement
Ces Black Codes ne sont qu'une adaptation des anciens Slaves Codes, les Républicains y voient un retour sournois à la situation d'avant la Guerre de sécession. De plus le XIIIe amendement n'avait pas aboli l'arrêt de la Cour suprême concernant l'affaire Scott v. Sandford qui avait jugé qu'un Afro-Américain dont les ancêtres ont été amenés aux États-Unis et vendus comme esclaves, qu'il soit réduit en esclavage ou libre, ne pouvait être un citoyen américain et ne pouvait pas exercer une action en justice devant les tribunaux fédéraux, et que le gouvernement fédéral n'avait pas le pouvoir de réglementer l'esclavage dans les territoires fédéraux acquis après la création des États-Unis,,. Pour l'abolir et permettre l'accès des Afro-Américains à la citoyenneté américaine, le sénateur de l'Illinois Lyman Trumbull présente le Civil Rights Act de 1866 qui définit la citoyenneté américaine avec les droits civiques qui y sont attachés, incluant les Afro-Américains émancipés par le XIIIe amendement et garantissant l’égalité des droits civiques pour tous. Il est adopté par le Congrès le 9 avril 1866,,,. C'est la première étape qui va conduire à l'adoption du Quatorzième amendement qui donnera l'égalité des droits civiques aux Afro-Américains et plus généralement à toute personne née ou naturalisée aux États-Unis et interdisant toute restriction à ce droit. Le représentant de l'Ohio, John Bingham dépose le projet d’amendement au mois de mars 1866,, il est principalement soutenu par Thaddeus Stevens et Charles Sumner, le XIVe amendement est adopté par le Congrès le 18 juin 1866 puis ratifié le 9 juillet 1868. Et pour éviter que les esclavagistes puissent revenir au pouvoir le XIVe amendement interdit aux anciens élus et militaires qui ont soutenu la Confédération de se présenter au Sénat ou à la Chambre des représentants ou à toute charge fédérale. Cet amendement est jugé imparfait par les républicains les plus engagés dans la cause abolitionniste car il laisse de côté le droit de vote des Afro-Américains qui fera l'objet du XVe amendement,,.

### LeXVeamendement

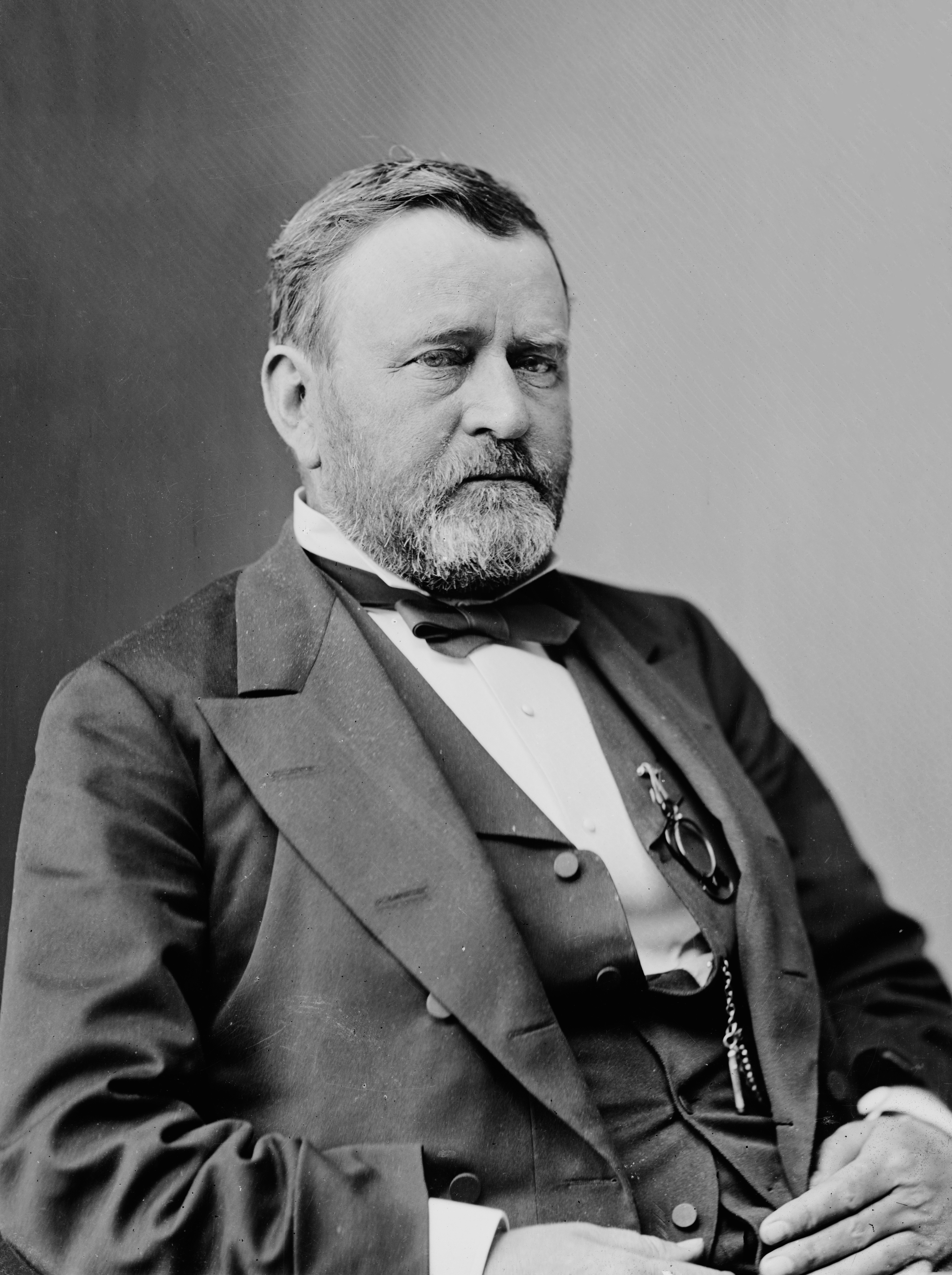
Ulysses S. Grant.

Cet amendement va s'imposer avec l'émergence du Ku Klux Klan,, qui sous la direction de Nathan Bedford Forrest, ex-général de cavalerie de l'armée confédérée et ancien marchand d'esclaves, va mener des actions terroristes contre les Afro-Américains et les Blancs qui les soutiennent de 1867 à 1871. Forrest sillonne les états du Sud pour y tenir des réunions et saboter les réunions électorales des Républicains. Chacune de ses apparitions est suivie d'une vague de violences contre les Afro-Américains. Les membres du KKK font irruption dans leurs maisons pour les fouetter ou les assassiner en les pendant aux arbres ou les brûlant vifs dans des cages. Certaines femmes enceintes sont éventrées et des hommes castrés. Les Blancs du Bureau des réfugiés qui instruisent les Afro-Américains sont également visés par le Ku Klux Klan ainsi que les carpetbaggers. On estime que lors de cette campagne présidentielle, le KKK a assassiné ou blessé plus de 2 000 personnes rien qu'en Louisiane. Au Tennessee, de juin à octobre 1867, il est fait part de vingt-cinq meurtres, de quatre viols et de quatre incendies. Sous la pression de la terreur, les comtés de Giles et de Maury se sont vidés de leurs habitants afro-américains et blancs loyaux au gouvernement fédéral. Ces opérations terroristes ont un but empêcher les Afro-Américains et les Blancs loyalistes de pouvoir voter ni même de s'inscrire sur les listes électorales,,,,,,. Les actions terroristes du Klan atteignent un summum d'audace, quand le 18 mai 1870, une bande de membres du Klan font irruption dans le palais de justice du comté de Caswell, et poignardent à mort le sénateur républicain John W. Stephens pour ensuite aller molester et injurier sa famille,. D'autres élus Républicains sont assassinés : le représentant James Martin, le sénateur de la Caroline du Sud Benjamin F. Randolph, les représentants Benjamin Inge, Richard Burke.
Le 4 mars 1869, Ulysses S. Grant prend ses fonctions de Président des États-Unis. Bien décidé à en finir avec les exactions du Klan, il lance, pour parachever les Reconstruction acts, le processus qui aboutit à l'adoption du Quinzième amendement de la Constitution des États-Unis, qui garantit le droit de vote des Afro-Américains, amendement qu'il signe le 30 mars 1870 en proclamant « C'est l'événement le plus important qui soit arrivé depuis la naissance de la nation [...] c'est une révolution aussi grande que celle de 1776 », l'amendement est ratifié le 3 février 1870,,,. Parallèlement pour compléter le quinzième amendement, le 31 mai 1870, le Congrès vote le premier des Enforcement Acts, comme celui de 1870, pour protéger les Afro-Américains des violences qu'ils subissent et garantir leurs droits constitutionnels. Cette première loi interdit la discrimination pratiquée par les officiers d'état civil pour l'inscription des Afro-Américains sur les listes électorales et prévoit le recours à l'United States Marshals Service, voire à l'armée en cas de fraudes, d'intimidations physiques. Le 20 avril 1871, la loi Ku Klux Klan (The Klan Act) est votée au Congrès des États-Unis pour abolir l'organisation terroriste. Plusieurs milliers de membres du KKK sont arrêtés. La plupart sont libérés, faute de témoins, de preuves. Le Klan en tant qu'organisation active disparaît rapidement. Il est officiellement interdit en 1877,. D'autres organisations comme la White League sont alors créées par d'anciens membres du Klan. Elles continuent de mener des campagnes de lynchage et de terreur, mais elles n'ont ni l'importance et ni l'influence du Ku Klux Klan original,,. Après la période de la Reconstruction, la plupart des institutions des anciens États confédérés repassent sous le contrôle des Sudistes racistes et instaurent la ségrégation raciale par les lois Jim Crow.

### Les lois Jim Crow

#### Un titre de loi infamant
Pour entraver les nouveaux droits des Afro-Américains les États du sud utilisent deux dispositifs, le premier est un dispositif d'intimidation par le terrorisme avec le Ku Klux Klan (KKK), l'autre légal, réglementaire : les lois Jim Crow issues des Black Codes,. Ces lois dites Jim Crow désignent les différentes lois que les États du Sud et d'autres ont mis en place pour entraver l'effectivité des droits constitutionnels des Afro-Américains, elles commencent en 1877 et seront abolies dans la fin des années 1960 avec l'adoption de différentes lois fédérales mettant fin à la ségrégation raciale sur l'ensemble du territoire des États-Unis : le Civil Rights Act de 1964, le Voting Rights Act de 1965 et le Civil Rights Act de 1968.
Le terme Jim Crow trouve son origine dans la culture populaire américaine par une chanson de 1828, Jump Jim Crow , imitation caricaturale et raciste d'un esclave afro-américain créée par l'auteur Thomas Dartmouth « Daddy » Rice (1808–1860).

#### L'arrêtHall v. DeCuiret la légalisation de la ségrégation
Les Lois Jim Crow vont pouvoir légalement se développer grâce à un arrêt de la Cour suprême. Tout commence sur un bateau à vapeur le Governor Allen qui relie La Nouvelle Orléans dans la Louisiane à Vicksburg dans le Mississippi. Monsieur Benson, propriétaire et capitaine du bateau entre en conflit avec l'une de ses passagères madame DeCuir, une Afro-Américaine. Cette dernière, pour se reposer, désire utiliser une cabine réservée aux Blancs, Benson le lui interdit, il lui dit qu'elle doit se rendre dans la galerie des cabines réservées aux personnes de couleur. Or, cette injonction ségrégative est contraire au XIVe amendement ratifié par la Louisiane, d'autant plus que le bateau, naviguant sur le Mississippi et donc traversant plusieurs états, son règlement ne saurait dépendre des diverses lois ségrégationnistes édictées par les états traversés mais des seules décisions du Congrès de Washington. Pour savoir si la décision de la compagnie fluviale est constitutionnelle, monsieur Hall, qui reprend le litige après le décès du capitaine Benson, présente en 1870 l'affaire à la Cour suprême, c'est le cas Hall v. DeCuir. En 1877, la Cour suprême rend enfin son arrêt. Dans ses attendus, la Cour suprême constate que le Mississippi traverse des états dont certains n'ont pas ratifié le XIVe amendement, donc en toute logique, une compagnie de transport inter-états devrait se soumettre à différentes lois contradictoires, ainsi selon l'état traversé la discrimination ira jusqu'à refuser l’accès d'une personne de couleur, selon un autre ce sera la mixité et enfin dans un dernier cas la ségrégation. Devant ce qui apparaît comme une entrave à la libre circulation des entreprises de transports en commun, la Cour suprême arrête qu'à partir du moment où une compagnie de transport en commun ouvre le même service à ses clients blancs comme de couleur mais dans des compartiments, des cabines, des places séparées, cela est conforme à la Constitution. Cet arrêt ouvre la porte à la ségrégation raciale et aux différentes lois Jim Crow qui vont imposer la ségrégation non seulement dans les transports en commun (bateaux, trains, diligences, etc.) mais dans l'ensemble des espaces et des services publics comme les écoles, les restaurants, les toilettes, les hôpitaux, les églises, les bibliothèques, les manuels scolaires, les salles d'attente, les salles de spectacles, les logements, les prisons, les pompes funèbres, les cimetières, un peu partout dans le sud vont fleurir des panneaux For White Only ,,,,.

#### Ségrégués de la naissance à la mort
Les lois Jim Crow limitent l'ensemble de la vie sociale, économique et politique des Afro-Américains de leur naissance jusqu'à leur mort. En rajoutant, à la ségrégation, des restrictions aux droits à la propriété, à établir son entreprise, à l'éducation, à se marier en dehors de sa "race", les interactions avec les blancs sont limités au strict nécessaire professionnel. Ces lois s'appliquent d'autant plus facilement que les juges et les forces de polices sont des Sudistes acquis aux thèses racistes et ségrégationnistes qui invalident tout recours, toute contestation. Pour éliminer le poids du vote des Afro-Américains dans les élections, quand le terrorisme du Klan ou de la White League est jugé insuffisant, dans certains comtés une taxe est créée pour avoir le droit de vote, puis se généralisent les tests pour vérifier l'aptitude intellectuelle à voter. Les questions sont d'une difficulté inhabituelle comparées à celles posées au Blancs, comme être capable de réciter la Constitution et ses différents amendements, ou bien les questions sont absurdes du genre « How many angels can dance on the head of a pin / » (« Combien d'anges peuvent-ils danser sur la pointe d'une épingle ? » ou « How many bubbles in a soap bar » (« Combien de bulles peut-on faire avec une savonnette ? ». Seule une minorité d'Afro-Américains arrive à voter et quand elle le fait, souvent, les représailles tombent, au mieux le fouet, au pire la pendaison sommaire ou l'exécution des votants et de leur famille,,,,.
Les différents mouvements et actions visant l'application des droits civiques auront pour objet l'abrogation de ces différentes lois, notamment par la saisine de la Cour Suprême pour demander des arrêts au sujet de situations de ségrégation pour en vérifier la constitutionnalité.

## Le temps des controverses, entre séparatisme et intégration

### Des femmes en première ligne

#### Harriet Tubman

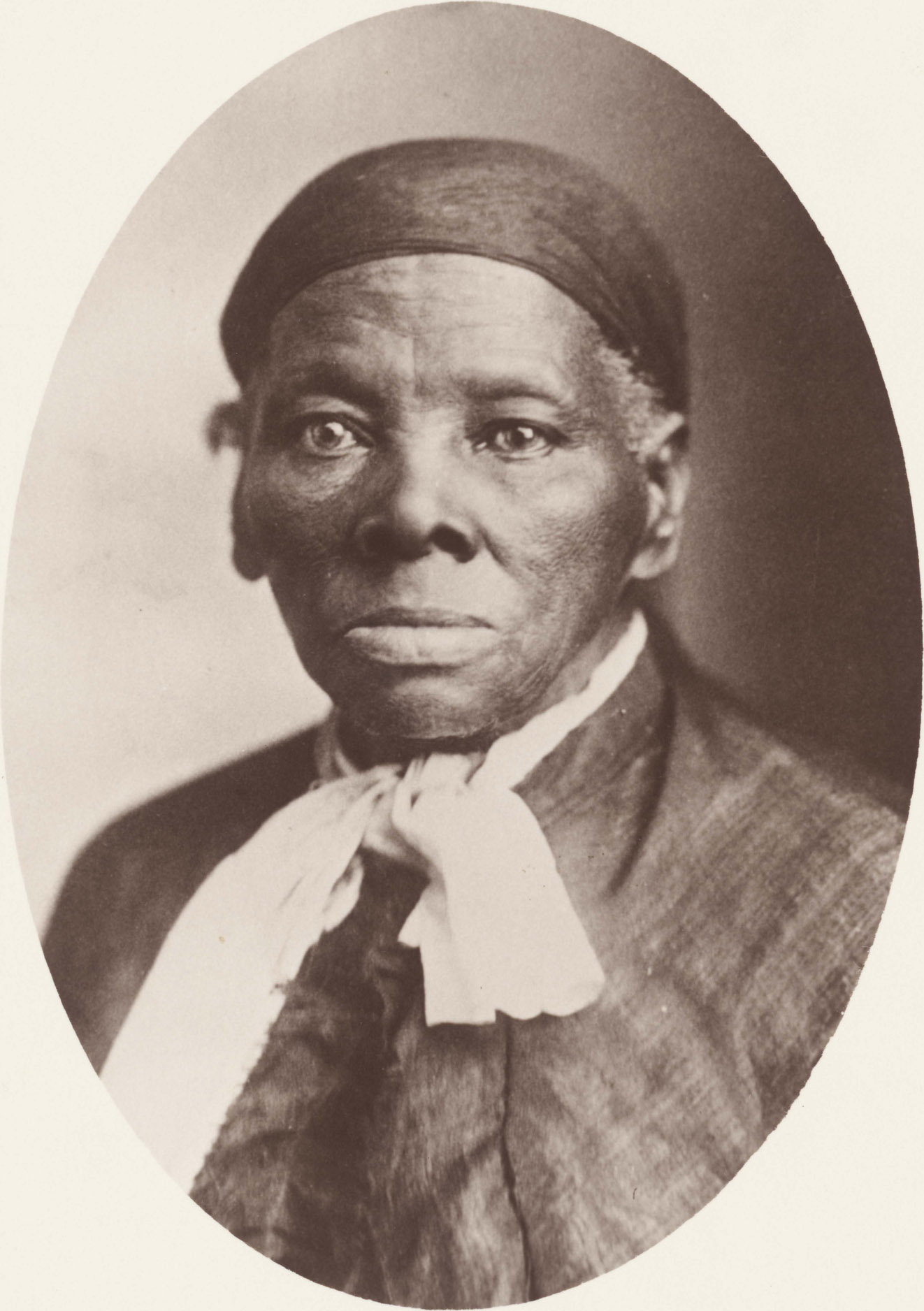
Harriet Tubman, militante abolitionniste afro-américaine.

Après la guerre de Sécession où elle servit comme lavandière, infirmière, pisteuse et espionne pour le compte de l'armée de l'Union, Harriet Tubman rejoint la National Woman Suffrage Association car si le droit de vote était garanti par la Constitution, en tant que femme elle n'était pas concernée. Là, elle y rencontre Elizabeth Cady Stanton et Susan B. Anthony. À leur contact, elle prend conscience que la cause des suffragettes est semblable à celle des droits civiques. Le combat pour obtenir le droit de vote des femmes vise à en finir avec l'exclusion de personnes humaines des droits et libertés garantis par la Constitution, tout comme les lois Jim Crow excluent des personnes humaines, les Afro-Américains, du droit de vote. La lutte pour les droits civiques s'élargit et concerne les personnes humaines quels que soient leur sexe ou leur couleur de peau,,.

#### Ida B. Wells

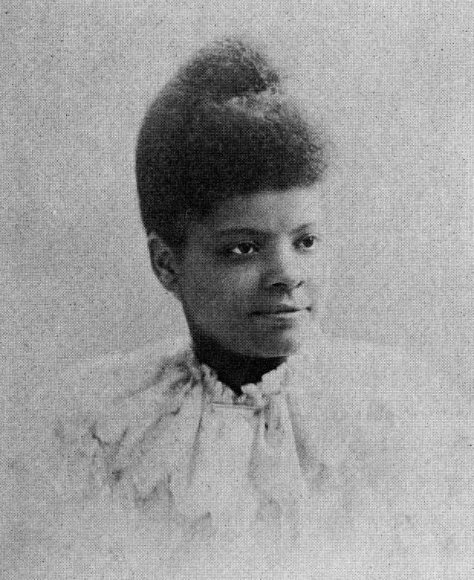
Ida Bell Wells-Barnett, journaliste et militante des droits de l'homme américaine.

Le 4 mai 1884, Ida B. Wells alors qu'elle voyage sur une ligne de chemin de fer de la Chesapeake and Ohio Railway, le contrôleur du train lui ordonne d’abandonner sa place du wagon de première classe pour femmes pour s’installer dans un wagon "Jim Crow" dans lequel sont confinés les passagers afro-américains. Ida Wells proteste et refuse de quitter son siège, mordant au passage le conducteur qui tentait de la déloger. Son refus, bien que moins connu, est tout aussi important que celui de Rosa Parks. De retour à Memphis, sa ville de résidence, elle engage immédiatement une procédure judiciaire contre la compagnie ferroviaire. À l’issue du procès, la compagnie est condamnée à lui verser 500 $. La Cour suprême du Tennessee casse ce premier jugement en 1885, et condamne Ida Wells à payer les frais de justice. L’épisode, largement relayé dans la presse, lui assure une notoriété locale, puis par ses aptitudes à rédiger des articles, sa réputation nationale grandit doucement au sein de la communauté afro-américaine. En 1889, elle devient copropriétaire et éditrice du Free Speech and Headlight, un journal anti-ségrégationniste abrité par l'Église méthodiste de Beale Street à Memphis qui mènera notamment des campagnes contre les lynchages,,,.

### L'arrêt Plessy v. Ferguson ou le développement séparé légalisé
Le 10 juillet 1890, la Législature d'État de Louisiane adopte le Separate Car Act instaurant une ségrégation pour tous les trains traversant son état. Chaque compagnie ferroviaire doit créer des compartiments / wagons pour les Blancs et des wagons pour les Afro-Américains et empêchant le croisement des deux populations,.
Les opposants à cette loi, décèle une faille dans la loi, les caractéristiques de "Blanc" ou de "Noir" n'étaient pas définis, ainsi quid d'un citoyen de couleur de peau blanche mais ayant une ascendance afro-américaine ? Le militant Homer Plessy, un métis qui n'avait qu'un seul arrière-grand parent afro-américain, achète un billet de train et prend place dans une voiture réservée aux blancs, quand le contrôleur lui demande s'il est de couleur, Plessy lui répond qu'oui, il est alors sommé de rejoindre un wagon réservé pour les Afro-Américains, ce qu'il refuse, il est arrêté et accusé d'avoir violé le Separate Car Act. Commence alors une succession de procès qui remonteront jusqu'à la Cour suprême des États-Unis sous le titre de cas Plessy v. Ferguson dont l'arrêt en date du 18 mai 1896 légalise la ségrégation au non de "égaux, mais séparés",,.

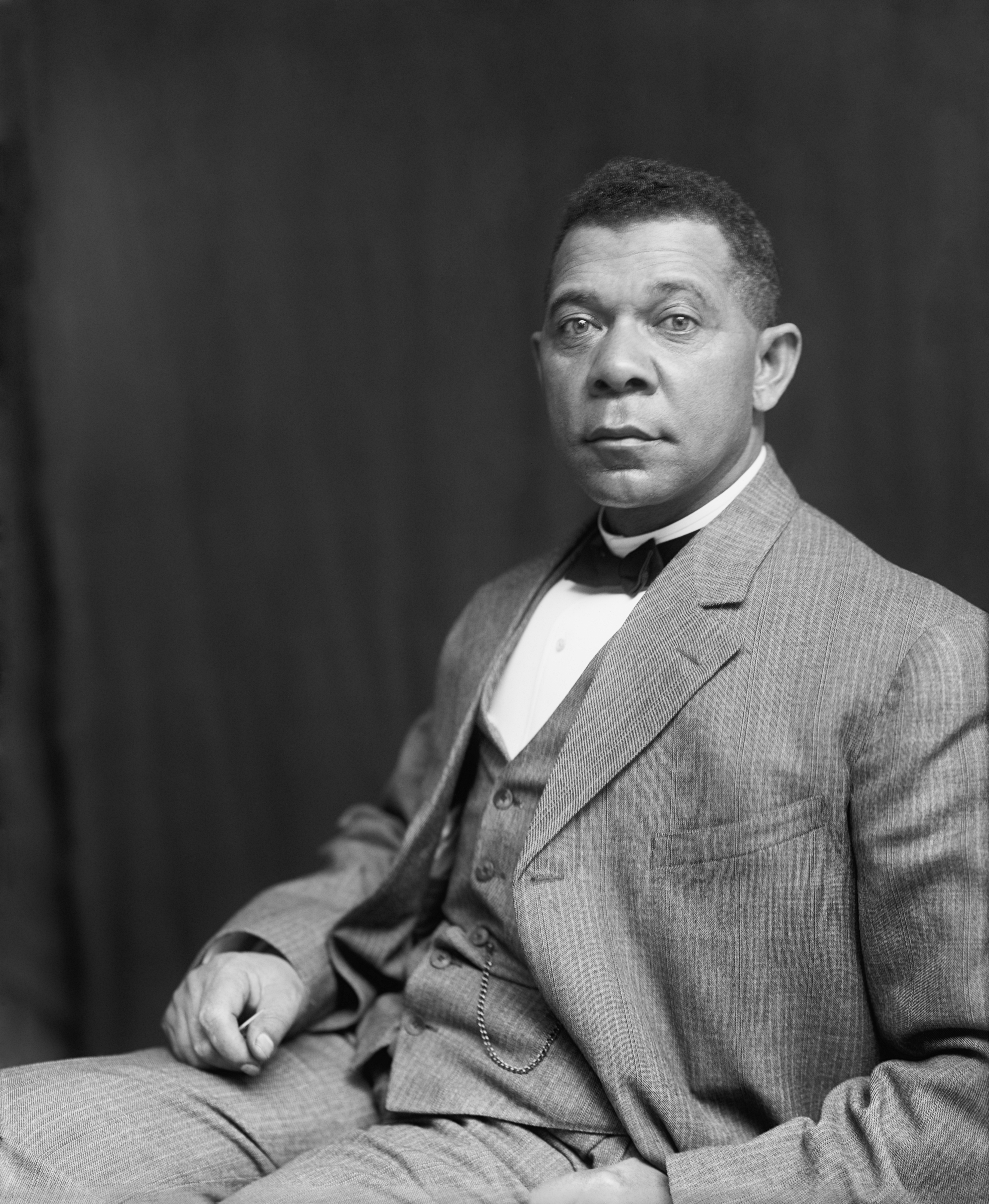
Booker T. Washington, écrivain américain en 1895.

### Ne compter que sur soi
Face à la perduration des lois Jim Crow qui seront consacrées par l'arrêt Plessy v. Ferguson et les actes terroristes du Ku Klux Klan qui restent impunis, les leaders afro-américains comprennent qu'il ne faut rien attendre des "Blancs" du Sud et vont proposer des solutions propres, celles-ci vont se cristalliser autour de deux personnalités Booker T. Washington et W. E. B. Du Bois,,.

#### Booker T. Washington
À partir du constat de la ségrégation, Booker T. Washington appelle les Afro-Américains à renoncer à leurs droits civiques et d'adopter un développement séparé, de s’appuyer sur leurs ressources personnelles pour établir une sphère sociale, économique et culturelle, une société autarcique parallèle à la société blanche. Solution qui lui semble préférable à des affrontements qui ne feraient que renforcer les lois ségrégatives. Dans cette perspective il prend la direction du Tuskegee Institute situé à Tuskegee dans l'Alabama dont la mission sera de former une élite afro-américaine d'artisans, de petits industriels, de fermiers. Le projet est de multiplier des zones tenues par des fermes entourées de tous les services nécessaires pour assurer leur développement, d'assurer l'emploi des Afro-Américains environnant et de satisfaire leurs besoins. Son projet de développement séparé et de maintien des Afro-américains à la ferme emporte le soutien politique et financière de "Blancs" qui y voient une solution à la "question nègre" (Negro Problems). Sa position aboutit au discours qu'il tient le 18 septembre 1895 lors de l'inauguration de l'Exposition internationale des États producteurs de coton à Atlanta, discours passé à la postérité sous le nom de Compromis d'Atlanta,,,,,,.

#### W.E.B. Du Bois

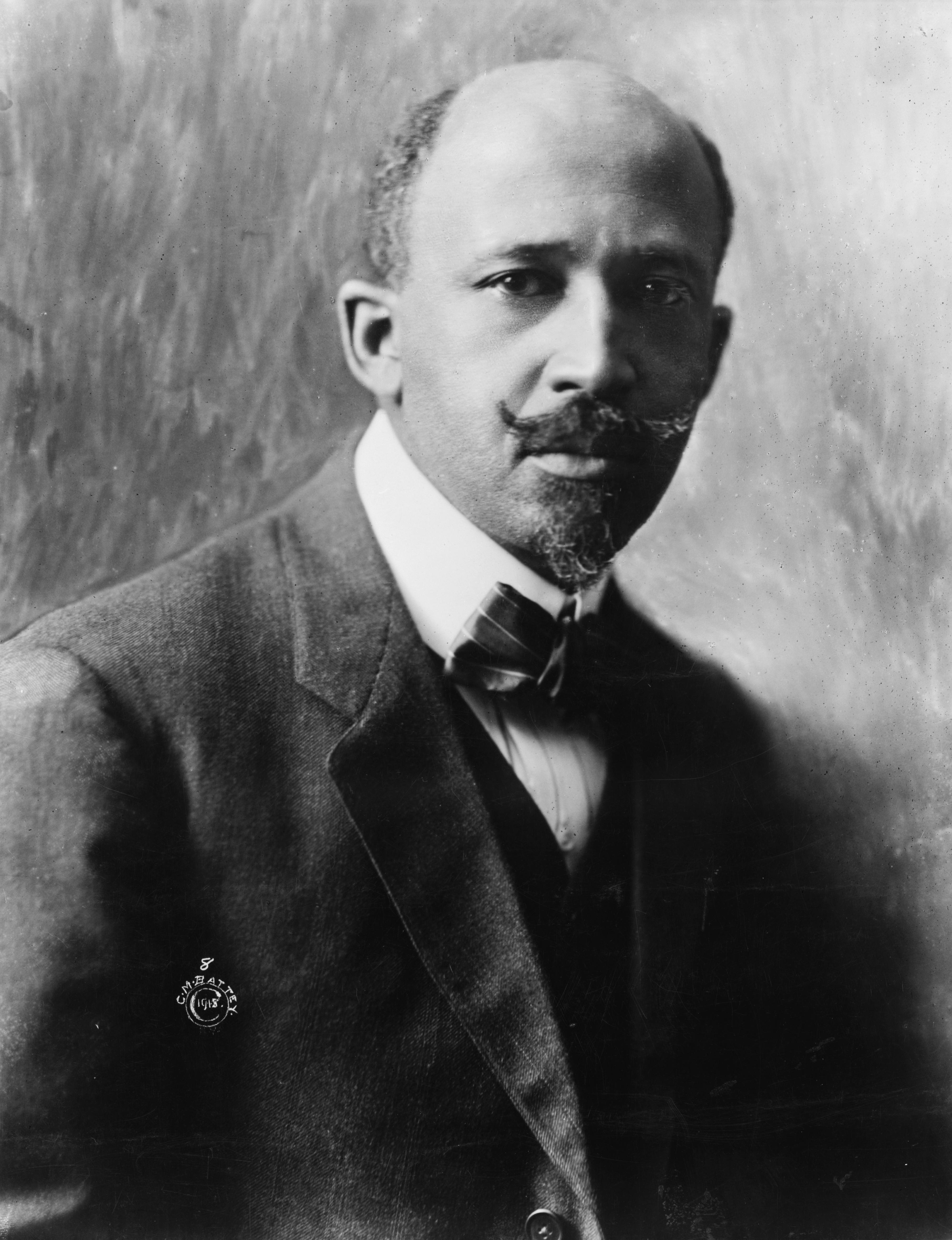
W. E. B. Du Bois, écrivain et militant pour les droits civiques américain en 1918.

Le Compromis d'Atlanta va susciter des controverses au sein des Afro-Américains, certains saluent le réalisme de Booker T. Washington, d'autres y voient un renoncement insupportable d'autant qu'un an après parait l'arrêt Plessy v. Ferguson, arrêt, qui pour certains, ne fait que découler du Compromis d'Atlanta. Celui qui va formuler les analyses les plus critiques est W. E. B. Du Bois connu pour être le premier Afro-Américain à avoir obtenu un PhD (doctorat) auprès de la prestigieuse Université Harvard,,.
W. E. B. Du Bois va redéfinir le problème de race, à partir non pas de critères biologiques mais de critères historiques, sociaux et culturels ; pour lui la race noire désigne un peuple qui s'est façonné en interactions avec l'environnement. Pour lui les Afro-Américains sont tels car étant le produit des institutions américaines les plaçant en situation d'arriération culturelle permanente car la loi les met en état de subordination, de dépendance vis-à-vis des "Blancs". Parmi les solutions proposées par W. E. B. Du Bois, il y a celle de l'élévation culturelle des Afro-Américains, la nécessité de former une élite afro-américaine en développant et renforçant le système universitaire mis en place depuis la fin de la guerre de Sécession.
En 1903, W. E. B. Du Bois publie un essai The Souls of Black Folk dans lequel figure un paragraphe intitulé "Au sujet de Mr. Booker T. Washington et d'autres", où il rappelle le triple objectif du Compromis d'Atlanta :
1. Renoncement au pouvoir politique
2. Renoncement aux revendications des droits civiques
3. Renoncement à l'enseignement universitaire des jeunes Afro-Américains

Pour se concentrer sur la formation professionnelles agricole, artisanale et industrielle afin de prospérer et de s'attirer les bonnes grâces des "Blancs" du Sud.
W. E. B. Du Bois, avec honnêteté reconnait l'apport de Booker T. Washington, il sait que pour lui, le compromis d'Atlanta n'est qu'un abandon temporaire, une stratégie pour revenir ultérieurement en position de force à la table des négociations. Mais Du Bois montre combien ce compromis s'est passé à un mauvais moment et fait le bilan. Les résultats de ce compromis ont affaibli la communauté afro-américaine, l'arrêt Plessy v. Ferguson a créé un statut légal d'infériorité des Afro-Américains rendant illusoires les promesses découlant des quatorzième et quinzième amendement de la Constitution des États-Unis, le droit de vote dans les États du Sud n'est plus qu'une chimère et par ailleurs les dotations financières aux universités historiquement noires se sont amenuisées. Le compromis d'Atlanta n'a pas fait tomber les violences, les lynchages et les exactions diverses continuent de façon impunie. W. E. B. Du Bois constate que ce sont également les "Blancs" du Sud qui doivent être éduqués, qu'ils sont racistes parce qu'ignorants, craignant tout et rien des Afro-Américains, et tout comme les Afro-Américains, les "Blancs" sortiront de leur racisme par la constitution d'élites.
W. E. B. Du Bois montre l'impasse dans laquelle mènent les positions de Booker T. Washington, en confinant les Afro-Américains aux métiers de l’agriculture et des professions périphériques et au renoncement de leurs droits constitutionnels et donc remobilise les Afro-Américains sur le droit de vote, l'application des droits civiques découlant des amendements de la Constitution et l'éducation des jeunes les plus méritants.

## Le tournant décisif duXXesiècle

### Un exemple de défiance et de déni: l'Affaire Brownsville
Bien que les soldats afro-américains avaient fait la preuve de leur loyauté, notamment par leur participation à la guerre hispano-américaine de 1898, il demeure que la vue de militaires afro-américains armés suscitait des frayeurs chez de nombreux Blancs. Une unité ségréguée de soldats afro-américains, le 25th Infantry Regiment (United States) (en), après ses campagne à Cuba et aux Philippines de 1899 à 1902, est cantonnée à Fort Brown dans les environs de Brownsville dans le Texas. Après des rumeurs de viols, le couvre-feu est déclaré pour les soldats afro-américains à partir du 12 août 1906.
Dans la nuit du 13 au 14 août 1906, des coups de fusil sont tirés dans une rue de Brownsville, cette fusillade fait un mort et plusieurs blessés dont un gravement atteint à l'épaule. Bien que le commandant du fort, le major Charles W. Penrose - un Blanc -, ait affirmé que l'ensemble des soldats étaient restés dans leur quartiers, le maire et des citoyens blancs accusent, sans preuve, les soldats afro-américains d'être les coupables des tirs.
Après plusieurs enquêtes présumant la culpabilité des soldats sans être capable d'apporter une preuve, ni d'identifier des coupables, le président Theodore Roosevelt diligente une enquête pour faire la lumière, enquête qui ne donne rien, Theodore Roosevelt et d'autres accusent les soldats de conspirations du silence. La sanction tombe, 167 soldats afro-américains sont renvoyés de l'armée pour conduite déshonorante, sans possibilité de bénéficier de la retraite militaire. Il est à noter que six d'entre eux sont décorés de la Medal of Honor (la plus haute décoration militaire américaine), treize d'entre eux ont été cités pour faits d'armes héroïques.
Cet épisode, qui a choqué bien des personnes, devient une affaire nationale tant et si bien que la Constitution League, une organisation de défense des droits civiques, dénonce des procédures arbitraires, des enquêtes bâclées, des accusations infondées. Une enquête est lancée par le Sénat, le rapport final, publié en mars 1908, entérine à la majorité la thèse du complot du silence et le renvoi des militaires, mais quatre sénateurs républicains émettent un avis contraire, estimant que les preuves apportées ne sont pas concluantes. Une autre enquête est menée par les sénateurs Joseph B. Foraker et Morgan G. Bulkeley. Face aux enquêtes contradictoires, aux témoignages insuffisants voire manipulés et l'insuffisance des preuves, la production de preuves falsifiées, cette enquête déclare les soldats innocents. En 1910, l'armée innocente quatorze soldats sans que l'on comprenne sur quels motifs, il faut attendre 1972, pour qu'enfin la totalité des militaires soit innocentés.
Cette affaire a montré une fois de plus que les Afro-Américains ne pouvaient pas faire confiance aux institutions car minées par une opinion majoritairement défavorable, porteuse de préjugés racistes et plus que jamais ils devaient s'organiser pour conquérir leurs droits,,,

### S'organiser

#### Le Niagara Movement

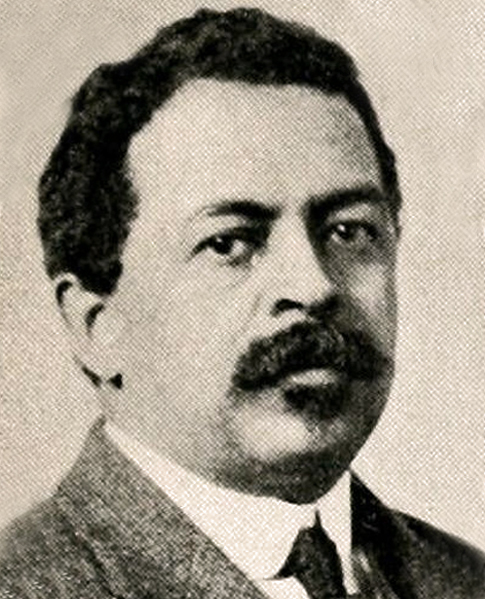
William Monroe Trotter, éditeur américain en 1915.

Face à la montée des crimes de haine contre les Afro-Américains, leur relégation aux marges de la société civile, l'échec de la coopération économique attendue par le Compromis d'Atlanta, deux intellectuels de l'élite afro-américaine, W. E. B. Du Bois et William Monroe Trotter rassemblent autour d'eux vingt-neuf professeurs, clercs et personnalités du monde des affaires afro-américains afin d'organiser les revendications politiques, sociales, économiques et culturelles des Afro-Américains à Buffalo dans l'État de New York, leur réunion leur étant interdite, ils franchissent la frontière canadienne pour tenir leur assemblée à l’hôtel Erie Beach de Fort Érié, à proximité des chutes du Niagara le 11 juillet 1905,,,,.
À la fin de la conférence les membres du Niagara Movement rédigent une déclaration de principes dont les points principaux sont, :
- se mobiliser pour abolir les restrictions du droit de vote ;
- la suppression des barrières d'entrée à l'emploi et à la liberté d'entreprendre pour les Afro-Américains, notamment dans les États du sud ;
- la demande d'un enseignement dé-ségrégué et gratuit du primaire à l'enseignement universitaire ;
- la liberté d'expression ;
- la constitution pour les tribunaux de jurys sélectionnés sans discrimination en raison de la couleur de peau, et des sanctions pénales égales pour les Blancs comme pour les Afro-Américains ;
- l'obtention de la protection syndicale pour tous les travailleurs Afro-Américains ;
- la lutte contre les préjugés ;
- la fin de la ségrégation au sein des transports publics ;
- la reconnaissance de la contribution des soldats afro-américains aux différents conflits.

Il est constitué diverses branches à travers le pays qui seront coordonnées par W. E. B. Du Bois qui est nommé secrétaire général du mouvement. Les adhérents passent en quelques mois de vingt-neuf membres à cent cinquante répartis sur dix-sept États. Différents journaux diffusent la déclaration de principes. Face à la montée de l'influence du Niagara Movement, Booker T. Washington tente de le discréditer, mais le mouvement reçoit le soutien de la Constitution League, une organisation interraciale fondée en 1904 par John Milholland ; ce dernier rencontre W. E. B. Du Bois et William Monroe Trotter pour conforter leurs visions communes. Au mois d’août 1906, le Niagara Movement tient sa deuxième conférence à Harper's Ferry, dans l'État de la Virginie-Occidentale.
Du Bois, dans son discours d'ouverture précise ce qu'il entend par le droit à l'éducation : « Lorsque nous revendiquons l'accès à l'éducation, nous entendons une véritable éducation. Nous croyons au travail. Nous sommes nous-mêmes des travailleurs, mais l'éducation ne peut se limiter à l'apprentissage professionnel. L'éducation est le développement de ses potentialités et de ses aspirations. Nous voulons que nos enfants soient formés comme des êtres humains intelligents, et nous nous battrons pour toujours contre toute proposition visant à éduquer les garçons et les filles noirs pour devenir des serviteurs, des subalternes, pour la satisfaction des besoins des autres. Ils ont le droit de savoir, de penser, d'avoir des ambitions ». Ce discours souligne la différence entre les partisans des accommodements représentés par les « washingtoniens » et les partisans de l'intégration socio-politique.
Les congressistes constatent l'impossibilité de réaliser une union avec Booker T. Washington et les « washingtoniens » malgré les échanges entre les deux parties. Le pacifisme conciliant de Booker T. Washington est sérieusement remis en doute par les émeutes d'Atlanta de 1906 qui ont fait des dizaines de morts,, position qui tranche avec celle de W. E. B. Du Bois qui y voit plus que jamais la nécessité d'appliquer la Déclaration de principes de 1905. Peu de temps après Du Bois est nommé directeur de la Constitution League scellant une fusion entre la ligue et le Niagara Movement. Le Niagara Movement va connaître des débats internes qui vont l'affaiblir, notamment en 1908, une vive querelle oppose Du Bois à William Moroe Trotter, Du Bois voulait ouvrir les rangs du Niagara Movement aux femmes alors que Monroe Trotter estimait que c'était prématuré, le conflit est tel que Monroe Trotter quitte le mouvement pour fonder le sien propre, la Negro American Political League,,.
Booker T. Washington en profite pour reprendre l'offensive. Lors des élections présidentielles de 1909, Booker T. Washington soutient le candidat républicain William Howard Taft alors que Du Bois soutient le candidat démocrate William Jennings Bryan, or Taft gagne les élections avec une forte majorité ce qui conforte les washingtonians et discrédite les membres du Niagara Movement.
Si le Niagara Movement, par manque d'organisation a perdu de son prestige et de son influence par ses conflits internes, Booker T. Washington s'est réjoui un peu vite, de nouveaux alliés de Du Bois vont apparaître. À la suite des émeutes d'Atlanta et de Springfield en 1908 (en), des Blancs de gauche se mobilisent pour fonder le National Negro Committee (en) (NNC), association qui se donne pour mission de lutter pour l'égalité des droits civiques des Afro-Américains, elle tient sa première réunion à New York les 31 mai et 1er juin 1909.
Parmi les fondateurs figurent Oswald Garrison Villard et Mary White Ovington qui vont jouer un rôle majeur quant à la valorisation des thèses de Du Bois. Dans un premier temps, Oswald Garrison Villard se rapproche de Booker T. Washington, mais ce dernier lui écrit une lettre dans laquelle il refuse de s'associer au National Negro Committee (NNC) en faisant valoir qu'il ne souhaitait pas entraîner les Afro-Américains du Sud dans un mouvement revendicatif et conflictuel et que la situation des Afro-Américains du Sud n'était pas la même que ceux du Nord, O.G. Villard en prend acte et se tourne vers Du Bois dont les positions sont voisines des siennes. Cette rupture vis-à-vis d'un leader tel que B. T. Washington pose question, des partisans de ce dernier quittent le NNC, un autre membre le philosophe William James fait part de ses craintes quant à une montée des actes racistes dans le Sud et d'autres voient dans cette rupture une remise en question du président William Howard Taft dans son travail de relations paisibles entre le Nord et le Sud. Mary White Ovington qui avait couvert en tant que journaliste toutes les conférences du Niagara Movement, calme le jeu en insistant sur le fait qu'il ne s'agit nullement de disqualifier les « washingtoniens ». Le second écueil était d'éviter une dissension entre Du Bois et Monroe Trotter, ce dernier conscient de l'enjeu d'une alliance entre progressistes Afro-Américains et Blancs se fit discret laissant la parole à Du Bois. Après bien des échanges les positions de Du Bois sont inscrites dans la déclaration finale : abolition des restrictions du droit de vote, application partout des droits constitutionnels des Afro-Américains tels que définis par les quatorzième et quinzième amendements, liberté d'entreprendre pour les Afro-Américains et libre accès à un enseignement dé-ségrégué.

#### L'appel du 15 avril 1909
En janvier 1909, l'abolitionniste William English Walling (en) invite dans son appartement Mary White Ovington et le philosophe Henry Moskowitz (activist) (en). Lors de cette réunion, il est décidé de lancer un appel pour la date anniversaire de la mort d'Abraham Lincoln, soit le 15 avril 1909 pour lancer une grande campagne autour des droits civiques. Mary White Ovington se charge de rassembler des personnalités blanches et afro-américaines, c'est ainsi que se joignent sur le projet deux clercs afro-américains, l'évêque Alexander Walters (en) de l'African Methodist Episcopal Zion Church et du révérend William Henry Brooks pasteur de l'église méthodiste Saint Marc de New York, Florence Kelley, une des premières femmes diplômées de l'Université Cornell, Lilian Wald, O.G. Villard, le rabbin Stephen Wise et la suffragette Leonora O'Reilly. Il est décidé que cet appel aura pour but de créer une association inter-ethnique pour régler la question de la ségrégation. Peu à peu le groupe s'étoffe, l'appartement de W.E. Walling devient trop petit, une réunion a lieu au Liberal Club au 103 East 19° Street, en mars 1909, après bien des débats, le nom de l'association est définie, elle s’appellera la National Association for the Advancement of Colored People (NAACP). Son lancement officiel a lieu au Charity Organization Hall dans la nuit du 31 mai 1909 au 1er juin 1909 où sont assemblés des progressistes blancs et afro-américains,.

### LaNational Association for the Advancement of Colored People
La NAACP, fusion du Niagara Movement et du National Negro Committee rassemble autour d'elle des progressistes afro-américains (W.E.B. Du Bois, Ida Wells-Barnett, Archibald Grimké (en), et Mary Church Terrel) et blancs (Mary White Ovington, Henry Moskowitz (activist) (en), William English Walling,, Oswald Garrison Villard, Charles Edward Russell (en),,, rassemblement qui fait que désormais la question des revendications des droits civiques ne relève plus des seuls Afro-Américains mais devient une revendication américaine.

## Les premières actions organisées pour les droits civiques

### Naissance d'une nation
Lorsque sort le 8 février 1915 le film Naissance d'une nation de D. W. Griffith, adaptation cinématographique du roman The clansman : an historical romance of the Ku Klux Klan (L'homme du Clan, une histoire d'amour historique du Ku Klux Klan) écrit par un fils et neveu de membres du Klan, Thomas F. Dixon Jr., les Afro-Américains et les Blancs soucieux des droits civiques dénoncent ce qui apparaît, en dehors de l'innovation esthétique, un film de propagande soulevant des polémiques violentes.
Le journal The Crisis organe de presse de la jeune National Association for the Advancement of Colored People (NAACP), lance une campagne de boycott, Oswald Garrison Villard y dénonce une incitation directe au meurtre, une intention délibérée pour attiser les préjugés racistes, une insulte contre une partie de la population, ses critiques sont reprises par la future prix Nobel de la paix, Jane Addams qui écrit dans l'Evening Post au sujet de la seconde partie du film qu'elle donne une image pernicieuse des Noirs, elle y dénonce la victimisation des Blancs, les falsifications historiques. Le scientifique Jacques Loeb de l'université Rockfeller qualifie le film de glorification de la folie meurtrière, le romancier Upton Sinclair en parle comme étant le film le plus vénéneux qui soit, des universitaires comme l’abolitionniste Samuel McChord Crothers (en) ou Albert Bushnell Hart démontrent que les faits rapportés dans la seconde partie du film ne sont que des fictions corroborées par aucune source. Malgré cela, le 15 mars 1915, le National Board of Review (commission de la censure) autorise le film après avoir obtenu la suppression de quelques séquences parmi les plus violentes. Cette version révisée ne satisfait nullement les attentes des partisans de sa censure comme O.G. Villard et W.E.B. Dubois de la NAACP ou la suffragette Harriot Eaton Stanton Blatch car elle n'ôte rien à son caractère raciste. Le 30 mars 1915 le maire de New York John Purroy Mitchel, donne raison aux détracteurs du film et demande à son tour des coupes à l’intérieur du film, il n'obtient que la suppression de la scène finale ou les Afro-Américains sont déportés en Afrique. Alors que le film va être projeté à Boston, Dixon avive les tensions en déclarant que l'une de ses intentions en écrivant The clansman est de créer un sentiment d'exécration envers les gens de couleur chez la population blanche et plus particulièrement chez les femmes blanches. Le 17 avril 1915, alors que le film va être projeté au theâtre Tremont de Boston (en), William Monroe Trotter, figure majeure de la communauté afro-américaine de Boston, prend la tête d'une manifestation qui envahit la salle. Deux cents policiers sont appelés pour les évacuer, Monroe Trotter et onze autres manifestants sont arrêtés. Devant l'hostilité envers le film, James Michael Curley, le maire de Boston ferme la salle, le lendemain, le gouverneur du Massachusetts David I. Walsh, lui prend le pas et promulgue une loi interdisant les films pouvant provoquer des incidents racistes, mais sa loi est invalidée comme étant inconstitutionnelle. Parallèlement, Mary Childs Nerney, secrétaire générale de la NAACP, écrit une lettre ouverte à la commission de la censure pour obtenir des coupures plus significatives, qu'elles nuiraient en rien au succès du film qui engrange des profits remarquables,,,,.

### Renaissance du Klan
William Joseph Simmons, un ex prédicateur de l'Église méthodiste révoqué pour son incompétence et son ivrognerie notoire, s'inspire de la popularité du film Naissance d'une nation et de son apologie du Klan pour le relancer. Le 16 octobre 1915, il réunit autour de lui trente quatre hommes pour signer une charte qui, à la date du Thanksgiving suivant (le jeudi 25 novembre 1915), devient la charte des Chevaliers du Ku Klux Klan (Knights of the Ku Klux Klan). Cette charte est calquée sur un exemplaire du Prescript de 1867 du premier Ku Klux Klan, dont il a obtenu une copie (une version est publiée en 1917 sous le titre de Kloran,). La cérémonie se déroule au sommet de la Stone Mountain en Géorgie,, Simmons est intronisé Grand sorcier. toujours sous l'inspiration du film Naissance d'une nation il dresse une croix enflammée qui deviendra un rituel du Klan. Simmons lors de cette cérémonie insiste sur le fait que cette organisation se veut être une renaissance du premier Klan de l’ère de la Reconstruction. Il souhaite que le Klan soit un mouvement qui puisse unifier les White Anglo-Saxon Protestant contre les forces menaçant le mode de vie américain, ces forces étant représentées par les Afro-américains, les Catholiques, les Juifs, les étrangers, les immigrants et tout groupe dont les traditions sont contraires au mode de vie conservateur de l'Amérique rurale. Il reprend ainsi les thèses nativistes qui prétendent incarner les valeurs des Pères fondateurs,,,.
Avec la multiplication des Klansmen, les nouveaux venus ne pensent qu'à pratiquer des coups de main contre les ennemis de l’Amérique pure, qui vont de la flagellation au lynchage en passant par le racket,. À Mer Rouge dans la Louisiane, des Klansmen assassinent deux Blancs qui s'opposent à eux, en les battant à mort. À Lorena dans le Texas, c'est le shérif qui, voulant mettre fin à une parade des Klansmen, est abattu de deux balles. Il réchappe à la mort, porte plainte, mais les accusés sont innocentés par le jury qui dans ses attendus précise que le shérif n'avait pas le droit « d’interférer sur une affaire qui le regardait pas », ce qui fait dire au jeune juriste Leon Jaworski qu'en ce qui concerne le Klan, il n'y avait pas de justice. L'Institut Tuskegee (actuelle Université Tuskegee) qui tient un observatoire des actes du Klan, comptabilise 726 lynchages sur la période qui va de 1915 à 1935.

### Les actions contre le lynchage
La lutte pour l'abrogation des lois Jim Crow va se centrer sur un symbole le lynchage des Afro-Américains, désormais on ne passe plus sous silence les actes de lynchages, la NAACP publie régulièrement les actes de lynchages et en tient la comptabilité, et par son magazine The Crisis elle publie des articles rapportant les faits.

#### Le lynchage de Mary Turner
Un lynchage va défrayer la chronique par sa barbarie, celui de Mary Turner. Cette dernière est l'épouse de Hayes Turner, un ouvrier agricole qui a été suspecté à tort d'avoir tué son patron Hampton Smith et qui a été exécuté sommairement à la suite d'une chasse à l'homme. Le 19 May 1918 lynchings (en), Mary Turner, alors en fin de grossesse, parce qu'elle a tenté vainement de s'opposer au meurtre de son époux va être pendue la tête en bas à un arbre, puis aspergée d'essence et d'huile à moteur et incendiée. Alors que Mary Turner est encore vivante, un des lyncheurs l'éventre avec un coutelas et arrache le fœtus qui est alors piétiné et écrasé au sol, puis la foule crible le corps de Mary Turner d'une centaine de balles,,.

#### Le Dyer Anti-Lynching Bill
Entre 1890 et 1930, quarante États décident de mettre fin aux pratiques terroristes du lynchage. Les mesures prises varient d'un État à l'autre, loi de protection des prisonniers une fois en détention, dans d'autres les shérifs deviennent responsables des cas de lynchage et sont passibles de poursuites pénales et pour d'autres encore des lois avaient établi le droit des personnes à poursuivre la ville ou le comté pour dommages-intérêts voire demander l'intervention de la garde de l'État pour faire disperser une foule menaçante. Mais ces divers dispositifs réglementaires étaient peu suivis dans les États du Sud, pour éviter des lynchages publics, de véritables escadrons de la mort opéraient de nuit pour se rendre au domicile du suspect pour accomplir leur forfait. Face à cette persistance de la pratique du lynchage la NAACP lance une grande campagne contre le lynchage. Sous la direction de James Weldon Johnson , la NAACP élabore un projet de loi anti-lynchage que le représentant républicain du Missouri, Leonidas C. Dyer (en) reprend et la présente à la Chambre des représentants en janvier 1918, la loi est adoptée en 1922 mais elle est refusée par le Sénat à cause l’obstruction des sénateurs démocrates et abandonnée,,.

## Se donner une identité
Booker T. Washington avait encouragé les Afro-américains à se comporter et à s'habiller comme les Blancs, avant lui James Forten et Robert Purvis revendiquaient le fait que les Afro-Américains sont des Américains, qu'ils ont adopté le mode de vie américain, qu'ils tiennent à leur foi chrétienne et faisaient régulièrement appel aux principes de la Déclaration d'indépendance de 1776 disant que tous les humains naissent libres et égaux, qu'ils sont dotés de droits inaliénables et de profiter de la vie dans la poursuite du bonheur, ; mais de fait malgré tous les efforts d'intégration, d'assimilation, les Afro-Américains étaient dans un état de déni et de dévalorisation permanent, les termes de « noir », « négro », « nègre », « coloré » étaient utilisés de façon péjorative, voire utilisés comme des insultes. L'histoire passée des Noirs aussi bien en Afrique (dynastie noire égyptienne, royaume d'Éthiopie, empire du Mali, etc.) comme l'histoire des noirs aux États-Unis sont méconnues. Dans les écoles comme dans les universités personne n'a entendu parler de Richard Allen, Prince Hall, de Sojourner Truth, Frederick Douglass, Daniel Hale Williams, Matthew Henson, etc. Aussi des Afro-Américains vont prendre l'initiative d'ouvrir le chapitre de cette histoire et en écrire les premières pages. Celui qui inaugure l'historiographie afro-américaine est Carter G. Woodson,

## L'Été rouge

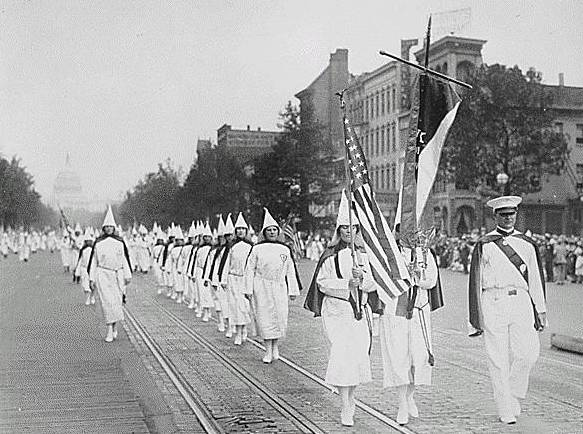
Membres du Ku Klux Klan défilant sur Pennsylvania Avenue à Washington en 1928.

L'expression de Red Summer (été rouge ou été couleur sang) a été donnée par James Weldon Johnson de la National Association for the Advancement of Colored People (NAACP) pour qualifier la période qui va d'avril à novembre 1919, où se produiront 25 émeutes, 97 lynchages, et qui atteindra son point culminant avec le massacre d'Elaine (30 septembre - 1er octobre 1919), où plus de 200 Afro-Américains trouveront la mort et cela sur fond de résurgence des actes de terrorisme du Ku Klux Klan,,,.
Lorsque s'achève la première Guerre mondiale, avec l'armistice du 11 novembre 1918 suivi du Traité de Versailles de 1919, 380 000 soldats afro-américains rentrent aux États-Unis pour y être démobilisés. Ces soldats rentrent avec une envie de mettre fin aux lois Jim Crow, à la ségrégation raciale avec la conviction que s'ils étaient bons pour porter les armes, ils étaient également bons pour voter.

## Marcus Garvey et le panafricanisme

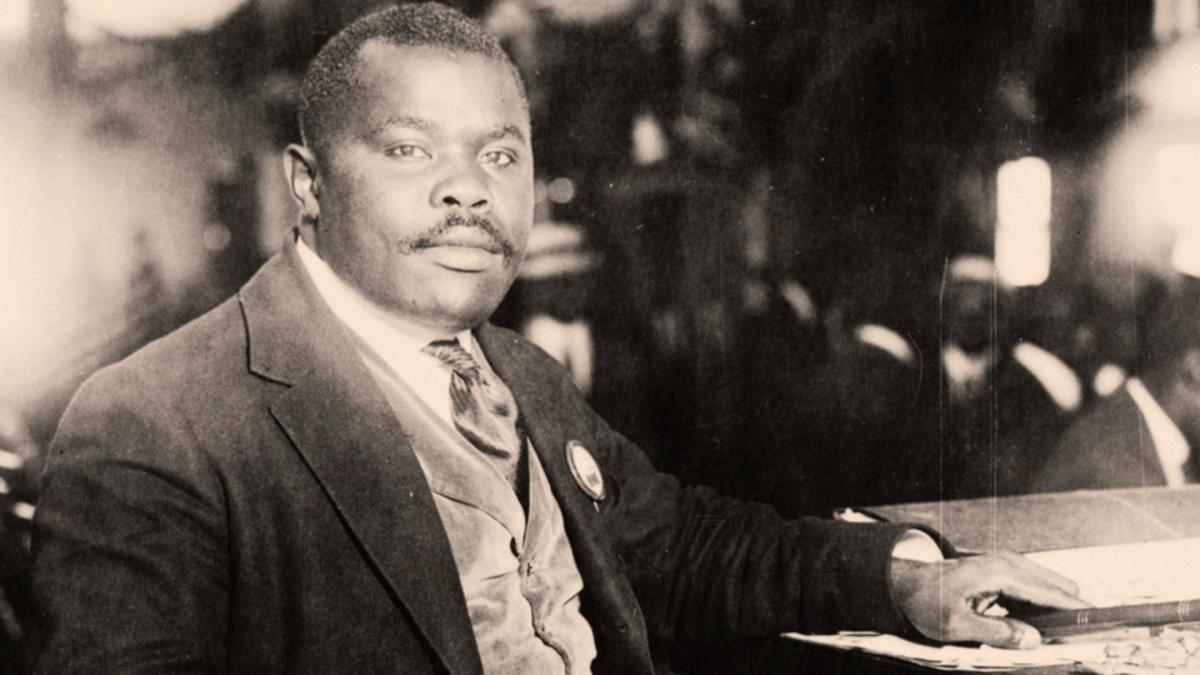
Marcus Garvey.

Les violences du Red Summer et la montée en puissance du Klan sont des arguments pour le nationaliste noir Marcus Garvey fondateur de United Negro Improvement Association (UNIA), qui prône un retour vers l'Afrique. Ce qui provoque une controverse entre les Afro-Américains partisans de l’intégration comme les membres de la NAACP. Ainsi W.E.B. Du Bois s'oppose avec vigueur à l'africanisme de Garvey, il écrit : « Les arguments de Garvey sont clairs. Le triomphe du Klan et de son programme conduisent les Noirs au désespoir. Garvey insiste sur le fait que la présence du Klan et de son programme montrent l'impossibilité pour les Noirs de rester en Amérique. Le Klan envoie des tracts pour soutenir Garvey et déclare que ses opposants sont des catholiques ». Les instances afro-américaines qui défendent l'intégration écrivent au président Calvin Coolidge en lui demandant de condamner la propagande du Klan « Nous vous demandons de dire si le parti de Lincoln l'émancipateur vont soutenir le Sorcier impérial et sa bande d'encapuchonnés. ». De son côté Garvey lui aussi s'adresse à Coolidge en lui écrivant « j'ai la sympathie des quatre millions de membres de mon organisation et je ne tiens pas à entrer dans une controverse au sujet du Klan ». Coolidge et la majorité des leaders du Parti républicain s’abstiennent d'entrer dans la polémique. Le conseiller de Coolidge pour le Klan, Edwin Banta, lui écrit « sans vouloir vous offenser, je vous conseille de mettre la pédale douce au sujet du Klan et laissez les Démocrates récolter les fruits de la tempête qu'ils ont semée ». De fait c'est du côté des Démocrates que les salves contre le Klan seront tirées, le candidat démocrate à la présidentielle John W. Davis déclare « le Klan viole les institutions américaines, et doit être condamné au nom de tout ce que je crois. ». Finalement le refus silencieux de Coolidge à condamner le Klan produit un effet dévastateur en provoquant une ère de méfiance de la part de l'élite afro-américaine envers le Parti républicain,.

## La Renaissance de Harlem
La Renaissance de Harlem est un mouvement culturel afro-américain qui s'étend de 1918 à 1940, et touche l'ensemble des disciplines artistiques : littérature, théâtre, musique, peinture, sculpture, tapisserie, photographie. Le but étant de créer une esthétique afro-américaine propre, de libérer par l'art la conscience qu'ont les Afro-Américains d'eux-mêmes, en dehors du regard des Blancs, de briser les opinions racistes. Ce mouvement divers, grâce à son éveil culturel a fortement influencé le mouvement des droits civiques dans la seconde moitié du XXe siècle.

## Le début de la déségrégation

### L'Ordreexécutif 8802du25 juin 1941

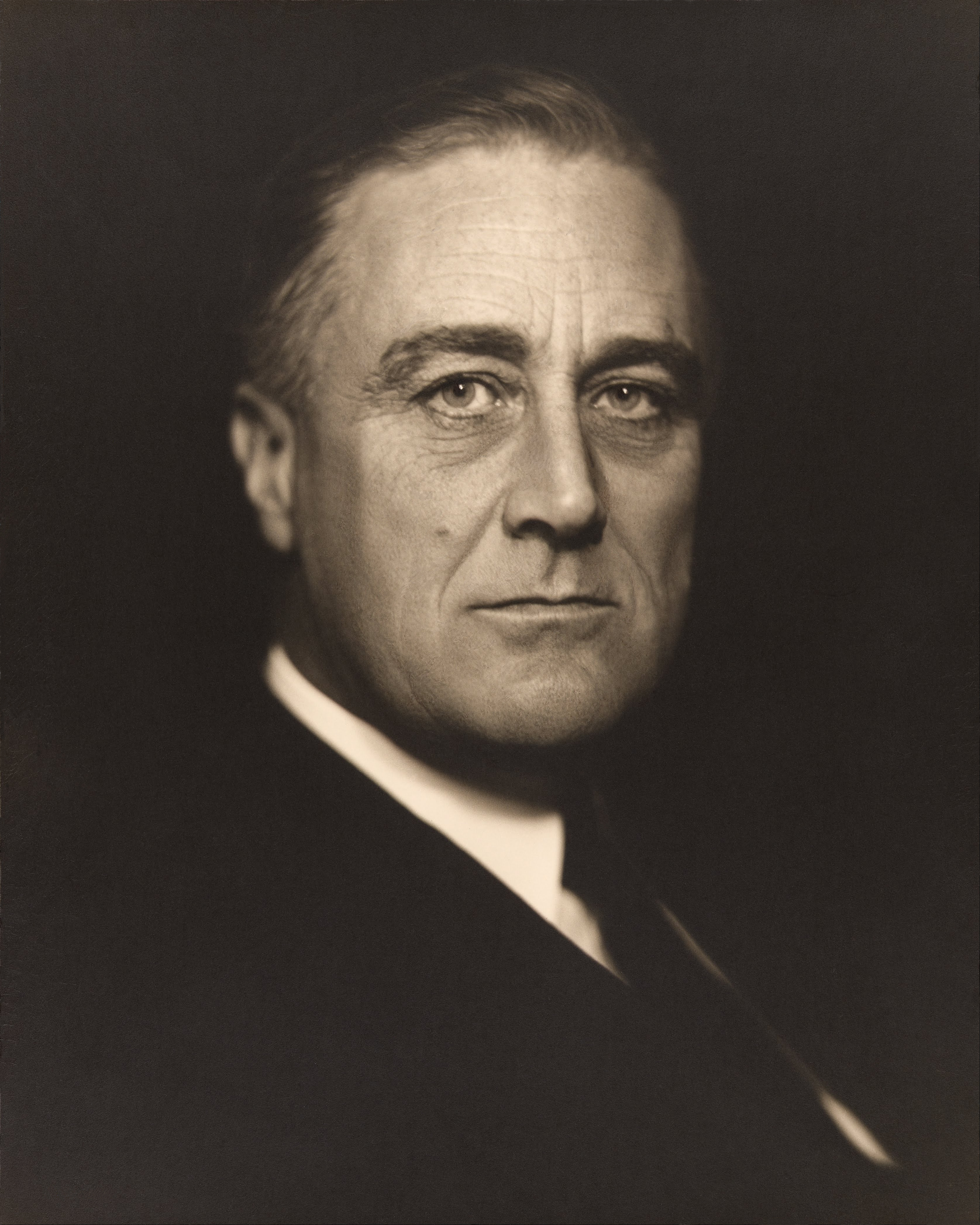
Le président Franklin D. Roosevelt.

L'Executive Order 8802 signé par Franklin Delano Roosevelt le 25 juin 1941 interdit la discrimination ethnique ou raciale dans l'industrie de la défense américaine. Il vise également à mettre en place un comité pour l'accès égal à l'emploi. Il s'agit de la première action fédérale à promouvoir l'égalité des chances et à interdire la discrimination à l'embauche aux États-Unis.

### Les ordresexécutifs 9980et 9981 du26 juillet 1948

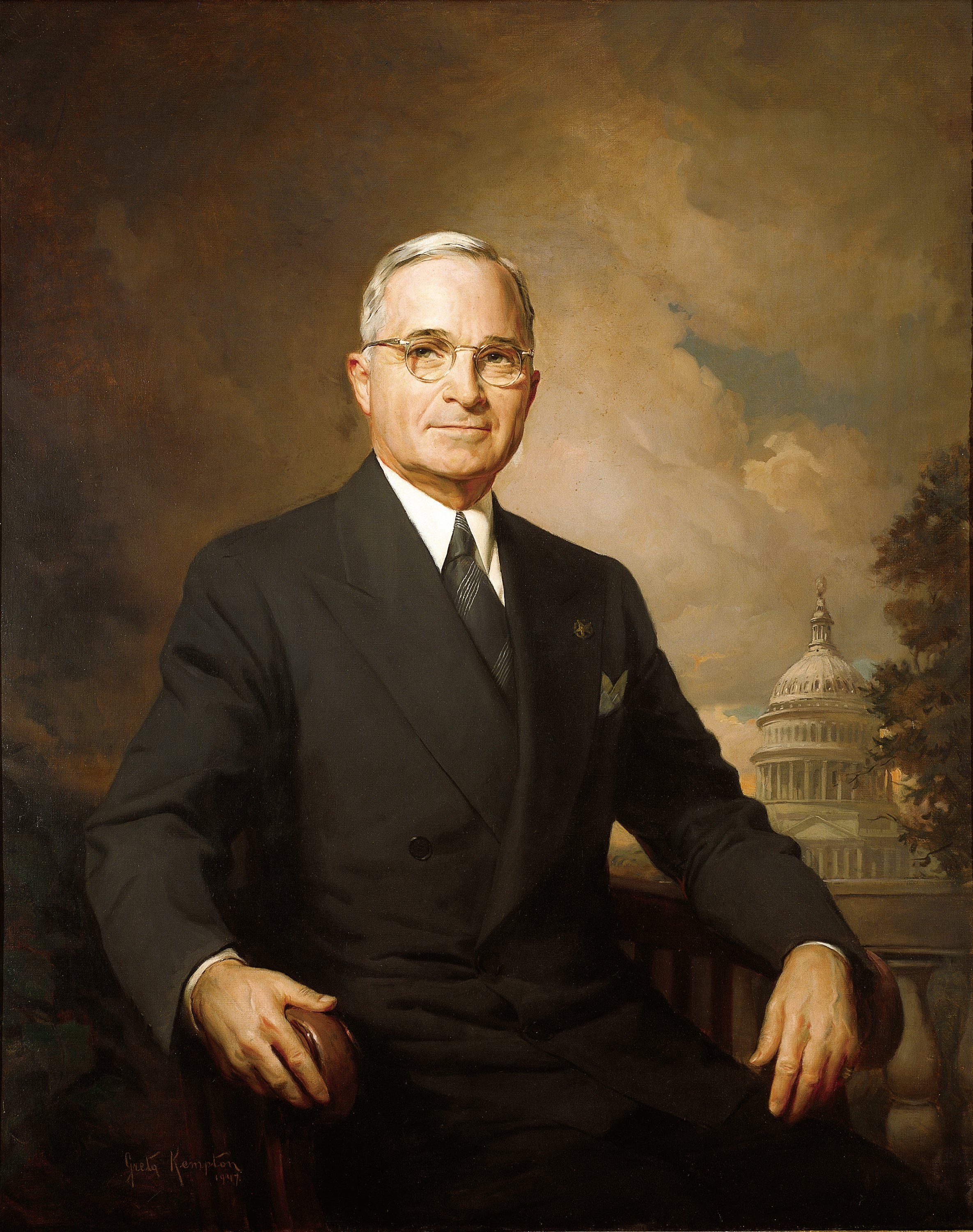
Le président Harry Truman.

Si dès la Guerre d'indépendance des Afro-Américains affranchis se sont battus au sein des premières armées américaines, puis lors de la Guerre de Sécession et la Première guerre mondiale, il demeure que la ségrégation se maintenait au sein des forces armées, il faut attendre la Seconde guerre mondiale pour que la situation se débloque. Le 25 juin 1941, le Président Franklin D. Roosevelt signe l'Executive Order 8802, visant l’élimination de la ségrégation au sein de l'industrie militaire américaine.
Peu avant, en janvier 1941, le Président Franklin D. Roosevelt crée le 99e escadron chasse de l'armée de l'air américaine, escadron expérimental composé d'Afro-Américains ; leur formation de pilote de chasse se réalise au Tuskegee Institute et à l’aérodrome de Tuskegee dans l'Alabama. Le chef de l'escadron est le capitaine Benjamin O. Davis Jr. qui deviendra le premier général afro-américain de l'armée de l'air.
Des militants de la NAACP, vont profiter de ces premières ouvertures pour demander une extension dans les différentes armées. Cette demande reposait sur le fait que sur les 2 500 000 afro-américains masculins, recensés, en état d'être mobilisés, plus d'un million se battaient au sein des armées américaines, représentant 11% des effectifs. A. Philip Randolph leader syndicaliste afro-américain fait alors pression sur le Président Franklin D. Roosevelt pour que s'organise une commission d'enquête. En 1942, à la suite d'une lettre d'un militaire afro-américain parue dans le Pittsburgh Courier, une campagne s'organise sous le nom de Double V campaign (en), un V pour la victoire militaire sur les armées nazies et nippones et un autre V pour la victoire sur l'esclavage et la tyrannie, .
La révélation des exterminations nazies, comme l'Holocauste, par les troupes alliées montrent jusqu’où pouvaient aboutir les politiques racistes. Profondément ébranlés bien des américains blancs étaient disposés à revoir leur attitudes ségrégationnistes. Cette examen de conscience est confortée par la montée de la Guerre froide et la mise en place d'une alliance avec les démocraties européennes et le leadership américain de monde libre, leadership qui devenait incompatible les pratiques de la ségrégation contraire aux principes démocratique d'égalité et de liberté.
C'est dans ce contexte de politique intérieure et extérieure qu'A. Philip Randolph rappelle au Président Harry S. Truman :
« I said, 'Mr. President, the Negroes are in the mood not to bear arms for the country unless Jim Crow in the Armed Forces is abolished »/ Je vous le dis, monsieur le Président, les Noirs ne sont pas d'humeur à porter les armes pour le pays sans que les lois Jim Crow soient abolies dans les forces armées.
Les relations entre Harry Truman et A. Philip Randolph sont au départ difficiles, Truman doutant du patriotisme de son interlocuteur, mais finalement un consensus s'établit.
Déjà en 1946, le lieutenant général Alvan Cullom Gillem Jr. (en) qui préside le Board for Utilization of Negro Manpower (Bureau d'utilisation de la main d'œuvre noire), préconise la déségrégation au sein des armées, que les sous-officiers et officiers afro-américains suivent les mêmes cursus de formation que leurs pairs blancs,.
C'est ainsi, la commission préconisée par A. Philip Randolph voit le jour en 1946, par l'ordre exécutif no 9808 du 5 décembre 1946 qui institue la President's Committee on Civil Rights (en) (Commission présidentielle des droits civiques), elle est présidée par Charles Edward Wilson (en), sa mission est d'enquêter et de proposer des mesures pour renforcer et protéger les droits civiques des Américains, elle rend ses conclusions dans un rapport final en décembre 1947 intitulé To Secure these Rights ; ses conclusions recommandent une élimination des discriminations fondées sur la race le plus rapidement possible au sein des armées et au sein des agences gouvernementales. Dans un premier temps le président Harry Truman signe l'ordre exécutif 9980 qui institue une commission d'enquête qui puisse mettre fin aux discriminations raciales dans les divers services publics fédéraux. Si les ministères et agences fédérales ont joué le jeu, en revanche l'armée reste insensible à ce qui n'est à ses yeux qu'une recommandation, Harry Truman furieux réunit une commission qui aboutira à la rédaction de l'ordre exécutif 9981. Mais l'ordre exécutif 9981 sera souvent contourné, il faut attendre la Guerre de Corée, face aux pertes massives de différents régiments, l'état-major est obligé d'accepter et de faire appliquer la déségrégation en 1954,,,,.

## La déségrégation en marche

### L'arrêtBrown et al. v. Board of Education of Topeka et al.du17 mai 1954

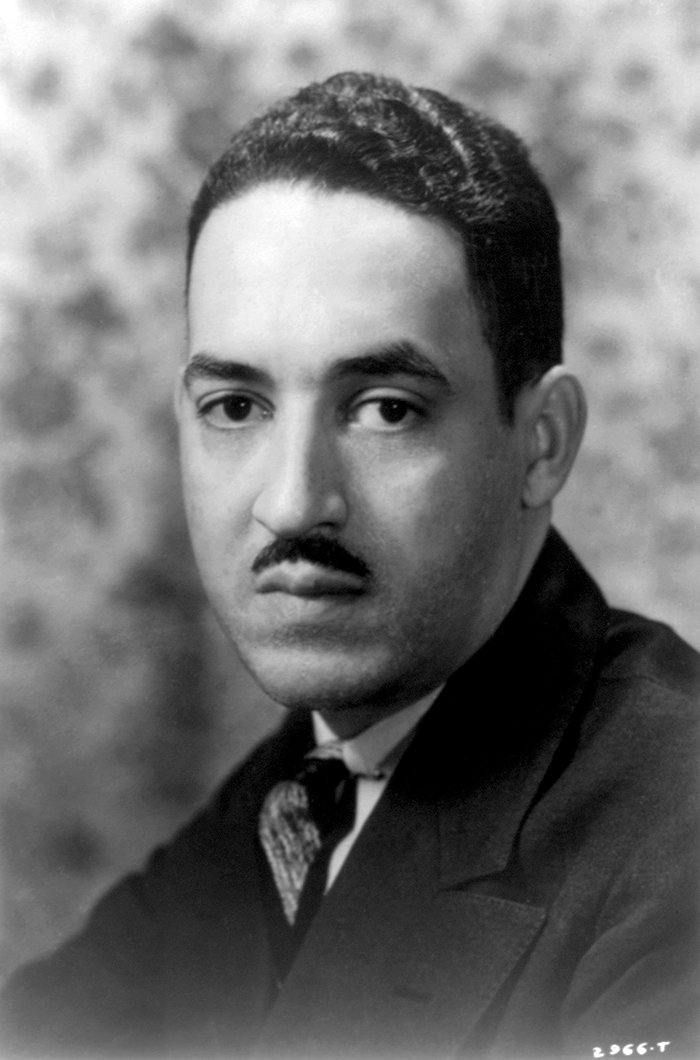
Thurgood Marshall.

En 1950, la situation de la ségrégation scolaire est disparate, 17 États ont des lois établissant la ségrégation scolaire, 16 États ont aboli la ségrégation scolaire, les autres États ont des lois qui soit n'en parlent pas, soit ont des lois de tolérance d'un système ségrégué. La question qui se pose est quels États ont des lois conformes à la Constitution ? Thurgood Marshall, le dirigeant du NAACP Legal Defense and Educational Fund (en) (LDF) de la NAACP, va étudier la contradiction pour faire sauter le verrou de la ségrégation, en s'emparant d'un cas qu'il pourra soumettre à la Cour suprême prolongeant ses actions contre la ségrégation au sein des universités. Thurgood Marshall et les juristes de la LDF lancent un appel à toutes les sections de la NAACP pour les alerter s'ils ont un cas de ségrégation et de leur en faire part.
De 1952 à 1953, plusieurs cas remontent, parmi ceux-ci, plusieurs cas vont être agrégés au cas Brown v. Board of Education,.

#### Les cas Bulah v. Gebhart et Belton v. Gebhart
En 1951, Shirley Bulah était inscrite dans une école d'enseignement primaire, la Hockessin Elementary School à Wilmington dans le Delaware, deux bus de ramassage scolaire passaient devant son domicile, mais ils sont réservés aux Blancs, si bien que la jeune Shirley doit parcourir chaque jour un itinéraire de 3,2 km pour rejoindre son école. Sarah Bulah demande aux services de l'enseignement scolaire que sa fille puisse utiliser le bus de ramassage, sa demande fut refusée. Sarah Bulah porte plainte.
Toujours dans la région de Wilmington, à Claymont, des jeunes sont inscrits à la Howard High School, un établissement d'enseignement secondaire ségrégué pour les élèves afro-américains, possède des classes surchargées et est sous dotée quant au financement des activités sportives et culturelles. Ethel Belton et sept autres parents afro-américains demandent aux services de l'enseignement scolaire d'agir afin d'améliorer le fonctionnement de la Howard High School qu'elle puisse bénéficier de la même qualité d'équipement et d'enseignement que les autres établissements blancs ou que des élèves puissent s'inscrire à la Claymont High School réservée aux Blancs. Leurs revendications sont sans suite, alors ils déposent une plainte conjointe avec Shirley Bulah auprès de la Cour du Delaware de New Castle en arguant que ces décisions sont en violation de la clause de protection égale du Quatorzième amendement.
Le jugement rendu le 1er avril 1952 reconnait la disparité de qualité du service rendu entre les établissements afro-américains et les établissements blancs et ses conséquences malheureuses, il établit également que s'agissant d'enseignement l'arrêt Plessy v. Ferguson ne peut être retenu, il ordonne également l'inscription des enfants des plaignants dans les établissements jusque-là réservés aux Blancs mais il déboute les plaignants quant à savoir s'il s'agit d'une violation des droits constitutionnels, non sur le fond mais sur la forme à cause d'un vide juridique qui ne peut être tranché au niveau du Delaware mais par un avis de la Cour suprême.
Paradoxalement même si la décision n'a que des effets locaux, il s'agit d'une victoire, car ce jugement abolit la légitimité de l'arrêt Plessy v. Ferguson pour justifier la ségrégation, et remet en cause l'un des principes fondateurs de la ségrégation prônant un développement égal mais séparé en écrivant clairement dans ses attendus que ce principe avait été violé, violation démontrée par la mise en évidence de l'inégalité du service rendu à l'aide d'arguments s'appuyant sur des comptes rendus d'experts et en ordonnant l'inscription d'élèves afro-américains dans des établissements blancs,.

#### Le casDavis v. Prince Edward County
La Robert Moton High Scool, un établissement secondaire ségrégué pour les élèves afro-américains de Farmville, en Virginie était dans un état déplorable du fait d'un sous financement chronique, les demandes de fonds supplémentaires de l'école ont été rejetées par le service de l'enseignement scolaire du comté du Prince-Edward composé que de Blancs. Face à ces refus, le 23 avril 1951 les élèves se mettent en grève et organisent une marche pour se rendre aux bureaux du service de l'éducation. Ils ne sont pas reçus, ainsi commence une grève de deux semaines. Le 23 mai 1951, deux avocats de la NAACP, Spottswood Robinson et Oliver Hill, intentent une action en justice au nom des élèves contre le district scolaire pour que puisse bénéficier des mêmes financements d'équipement et de fonctionnement que les autres écoles blanches. Le tribunal d'État donne tort aux plaignants, en arguant que la mixité serait source de violence. Or un psychologue de la NAACP a expliqué que les tensions entre élèves Blancs et Noirs étaient dues au fait que les enfants afro-américains se dévalorisaient qu'ils n'étaient pas aussi bons ou aussi intelligents que les enfants blancs. Malgré cela, les juges ont décidé que la ségrégation des écoles en Virginie était légale et continuerait. Les avocats de la NAACP font appel devant la Cour de district des États-Unis qui rejette l'appel,.

#### Le casBriggs v. Elliott
En 1947, près de 70 % de la population du comté de Clarendon, en Caroline du Sud, était afro-américaine. Les écoles ségréguées pour les enfants afro-américains n'étaient pas desservies par les bus de ramassage scolaire contrairement aux écoles fréquentées par les Blancs. Un enseignant d'école primaire afro-américaine, le révérend J.A. DeLaine, pasteur de l'Église épiscopale méthodiste africaine et un parent d'élève Levi Pearson, écrivent au service de l'enseignement scolaire du comté pour que les bus puissent transporter les élèves afro-américains. Leur demande est rejetée au motif que les bus sont financés par les impôts et que les Afro-Américains ne payaient pas beaucoup d'impôts car ils possédaient très peu de terres et ne gagnaient pas beaucoup d'argent et que les familles blanches penseraient qu'il serait injuste d'utiliser leurs impôts pour financer un service de ramassage scolaire pour les Afro-américains.
Face à ce refus, les parents afro-américains se cotisent pour acheter un bus scolaire d'occasion, mais les frais d'entretien sont un gouffre financier qui met fin à cette solution alternative.
Afin de trouver une solution pour des enfants qui devaient parcourir jusqu'à 12 km pour atteindre leur établissement, le révérend JA DeLaine par le biais de l'avocat de la section locale de la NAACP, contacte Thurgood Marshall. Le 16 mars 1948, Harold Boulware, l'avocat local de la NAACP, et Thurgood Marshall, déposent une plainte à la Cour de district des États-Unis, c'est l'affaire Levi Pearson v. County Board of Education. La plainte est rejetée pour une question technique, le révérend JA DeLaine habitant un district scolaire différent de l'école où ses enfants allaient.
En mai 1950, le révérend JA DeLaine a pu rassembler des dizaines de parents d'élèves pour relancer le procès auprès de la Cour de district, c'est l'affaire Briggs v. Elliott (en) du nom de Harry Briggs un parent d'élève. Le tribunal ordonne une égalité de traitement pour le ramassage des élèves par des bus mais ne se prononce nullement sur la constitutionnalité de la ségrégation, réduisant l'affaire à une question technique et administrative locale. C'est pourquoi il faudra faire un recours devant la Cour suprême,,.

#### Le casBrown v. Board of Education of Topeka
Dans l'État du Kansas, la loi autorisait la ségrégation scolaire pour les villes de plus de 15 000 habitants, si la mairie de la ville faisait ce choix. Mais cette ségrégation concernait uniquement les écoles d'enseignement primaire tout en faisant de sorte que les écoles pour les élèves afro-américains soient de même niveau de qualité que celles pour les élèves blancs et l'admission dans les établissements secondaires était non ségrégués.
Quand durant les années 1930 , la ville de Topeka créé pour la première fois des écoles primaires séparées, il n’y avait pas encore d’écoles secondaires puis avec le temps se sont ouvertes des classes d'enseignement secondaire mais uniquement pour les Blancs, ce qui était contraire à la législation du Kansas. En 1941, une famille afro-américaine lance une requête devant la cour de Justice du Kansas qui ordonne que cesse la ségrégation des établissements d'enseignement secondaire de Topeka. Dix ans plus tard en 1951, Oliver Brown, avec les conseils juridiques de la section locale de la NAACP, car sa fille Linda est obligée de se rendre dans une école primaire ségréguée loin de chez elle alors qu'à proximité, il existe une école primaire mais seulement pour les blancs. Oliver Brown dépose plainte auprès de Cour de district des États-Unis du Kansas, contre les services de l'enseignement scolaire de Topeka pour discrimination mais ajoute également des motifs conjoints notamment en affirmant que les écoles primaires pour enfants afro-américains n'offraient pas la même qualité de service rendu que celle des écoles primaires blanches et que cette disparité violait la soi-disant la clause d'égalité de protection du XIVe amendement , qui stipule dans sa section 1 : « Aucun État ne fera ou n'appliquera de lois qui restreindraient les privilèges ou les immunités des citoyens des États-Unis ; ne privera une personne de sa vie, de sa liberté ou de ses biens sans procédure légale régulière ; ni ne refusera à quiconque relevant de sa juridiction, l'égale protection des lois ». La Cour de district reconnait que la ségrégation dans les écoles publiques a un « effet néfaste sur les enfants de couleur » et qu'elle contribue à forger « un sentiment d'infériorité » tout en confirmant la doctrine d'un développement séparé mais égal. Jugement paradoxal qui reconnaissait l'inégalité de l'enseignement ségrégué tout en le maintenant,,.

#### Le casBolling v. Sharpe
Gardner Bishop, le père de Judine Bishop, inscrite à la Browne Junior High de Washington (district de Columbia), mobilise d'autres parents pour attirer l'attention du public sur la ségrégation pratiquée dans la capitale. Si les élèves blancs bénéficiaient d'écoles confortables en revanche, les élèves afro-américains suivaient leurs cours dans des classes bondées, au sein de bâtiments délabrés avec de petites aires de jeux, utilisant les manuels dont les écoles blanches n'avaient plus l'usage. Le groupe de parents d'élèves animé par Gardner Bishop organisent une grève dans l'espoir que les services scolaires apportent les changements nécessaires. Face à des fins de non-recevoir, les parents contactent Charles Hamilton Houston pour déposer une plainte devant les tribunaux, hélas il décède des suites d'un infarctus, l'affaire est reprise par James Nabrit Jr (en). Dans un premier temps, James Nabrit refuse, auparavant il demande aux parents de conduire une stratégie pour tester les autorités, c'est ainsi que les parents se rendent à nouvelle école secondaire la John Philip Sousa Junior High School (en) pour y inscrire onze élèves afro-américains, bien entendu l'établissement refuse l'inscription, parmi ces élèves, il y a le jeune Spottswood Thomas Bolling qui donnera son nom à l'affaire. Ce refus permet à James Nabrit de présenter le devant la Cour suprême et le plaide les 10 et 11 décembre 1952,.

#### L'arrêtBrown v. Board of Educationdu17 mai 1954

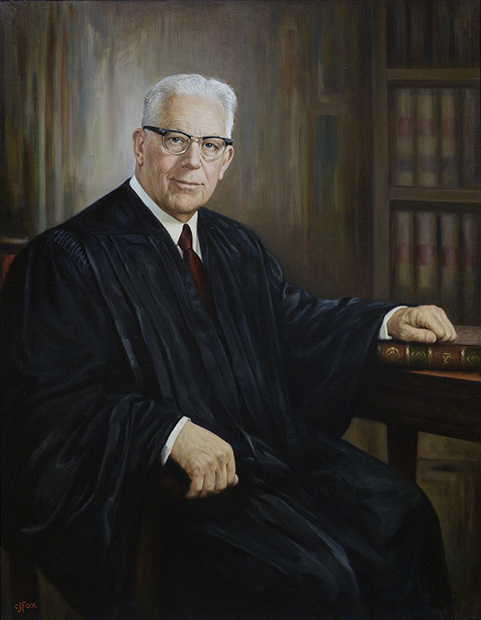
Earl Warren président de la Cour suprême.

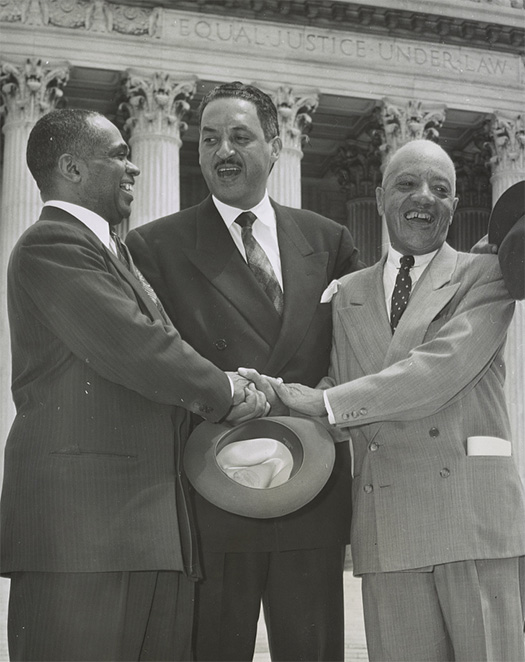
George Edward Chalmer Hayes, Thurgood Marshall, et James Nabrit en 1954, se félicitant de leur victoire en 1954.

Désormais la NAACP a en sa main cinq cas montrant les contradictions entre les lois héritées de l'arrêt Plessis v. Ferguson et la Constitution, Charles Hamilton Houston et Thurgood Marshall, deux grands avocats de la NAACP, vont lier ces cinq cas en un seul sous le nom de Brown et al. v. Board of Education of Topeka et al qui est déposé auprès de la Cour suprême, cas est plaidé par Thurgood Marshall et James Nabrit le 9 décembre 1952 en faisant valoir les points suivants :
1. Que dans chacun des cas, des enfants afro-américains s'étaient vu refuser leur admission dans les écoles fréquentées par des enfants blancs en vertu de lois exigeant ou permettant la ségrégation selon la race.
2. Que cette ségrégation prive les plaignants (les parents) de l'égale protection des lois en vertu du quatorzième amendement.
3. Que dans chacune des affaires sauf dans les deux cas du Delaware, un tribunal de district fédéral composé de trois juges a refusé de donner réparation aux plaignants sur la prétendue doctrine séparée mais égale découlant de l'arrêt Plessy v.Ferguson. En vertu de cette doctrine, l'égalité de traitement est accordée lorsque les communautés bénéficient de facilités substantiellement égales, même si ces facilités sont séparées. Dans le cas du Delaware, la Cour suprême du Delaware a adhéré à cette doctrine, mais a ordonné que les plaignants soient admis dans les écoles blanches en raison de leur supériorité sur les écoles noires.
4. Que les écoles publiques séparées ne sont pas égales et ne peuvent être rendues égales, et que, par conséquent, elles sont privées de la protection égale des lois garantie par le XIVe amendement.

La Cour suprême sous la présidence du juge Earl Warren rend son arrêt le 17 mai 1954. Celui-ci dans ses attendus fait valoir que l'arrêt Plessy v.Ferguson, ne peut être retenu pour justifier la ségrégation scolaire car concernant non pas l'éducation mais le transport, constate « Nous arrivons alors à la question posée: la ségrégation des enfants dans les écoles publiques uniquement sur la base de la race, même si les installations physiques et autres facteurs "tangibles" peuvent être égaux, prive-t-elle les enfants du groupe minoritaire de l'égalité des chances en matière d'éducation? Nous pensons que c'est le cas. [...] Ces considérations s'appliquent avec plus de force aux enfants des écoles primaires et secondaires. Les séparer d'autres personnes d'âge et de qualifications similaires uniquement en raison de leur race suscite un sentiment d'infériorité quant à leur statut dans la communauté qui peut affecter leurs cœurs et leurs esprits d'une manière durable. [...] La ségrégation des enfants blancs et de couleur dans les écoles publiques a un effet néfaste sur les enfants de couleur. L'impact est plus grand lorsqu'elle a la sanction de la loi, car la politique de séparation des races est généralement interprétée comme dénotant l'infériorité du groupe noir. Le sentiment d’infériorité affecte la motivation de l’enfant à apprendre. La ségrégation sanctionnée par la loi a donc tendance à retarder le développement éducatif et mental des enfants noirs et à les priver de certains des avantages qu’ils recevraient dans un système scolaire racial intégré », et conclut : « Nous concluons que dans le domaine de l'éducation publique, la doctrine de "séparés mais égaux" n'a pas sa place. Les établissements d'enseignement séparés sont intrinsèquement inégaux. Par conséquent, nous estimons que les plaignants et autres personnes dans une situation similaire pour lesquelles les actions ont été intentées sont, en raison de la ségrégation dénoncée, privés de l'égale protection des lois garanties par le quatorzième amendement »,,.

#### L'arrêtBrown v. Board IIdu31 mai 1955
Juridiquement l'arrêt est une victoire car elle annule toutes lois ségrégationnistes issues de l'arrêt Plessis v. Ferguson, et prononce la fin de la ségrégation au sein des écoles publiques mais dans les faits c'est une semi-victoire, car l'arrêt ne donne aucun calendrier sur la fin de la ségrégation laissant sa mise en place aux procureurs généraux de chaque état,. C'est pourquoi est lancée une révision de l'arrêt avec des auditions qui ont lieu du 11 au 14 avril 1955, les fait énoncés montrent que la déségrégation des écoles varie d'état à un autre, tout en prenant en compte les réalités de la mise en œuvre, les difficultés ne sauraient être utilisées à des fins dilatoires pour ajourner sine die l'effectivité de la déségrégation, aussi la Cour suprême arrête que « les tribunaux peuvent estimer qu'un délai supplémentaire est nécessaire pour exécuter la décision de manière efficace. Il incombe aux défendeurs d'établir que ce délai est nécessaire dans l'intérêt public et est compatible avec le respect de bonne foi le plus tôt possible. À cette fin, les tribunaux peuvent considérer des problèmes liés à l'administration, découlant de l'état physique de l'usine scolaire, du système de transport scolaire, du personnel, de la révision des districts scolaires et des zones de fréquentation en unités compactes pour parvenir à un système de détermination de l'admission dans les écoles publiques sur une base non ethnique, et la révision des lois et règlements locaux qui peuvent être nécessaires pour résoudre les problèmes ci-dessus. Ils examineront également la pertinence de tout plan que les défendeurs pourraient proposer pour résoudre ces problèmes et pour effectuer une transition vers un système scolaire racialement non discriminatoire. Pendant cette période de transition, les tribunaux conserveront leur compétence sur ces affaires ».
Avec cet arrêt de 1955, le verrou de l'arrêt Plessis v. Ferguson a sauté, ses conséquences vont largement déborder le problème de déségrégation scolaire, mais pour cela le mouvement va maintenant aborder le principal secteur faisant encore vivre cet arrêt à savoir les transports publics.

### Rosa Parks et le boycott des bus de Montgomery de 1955-1956

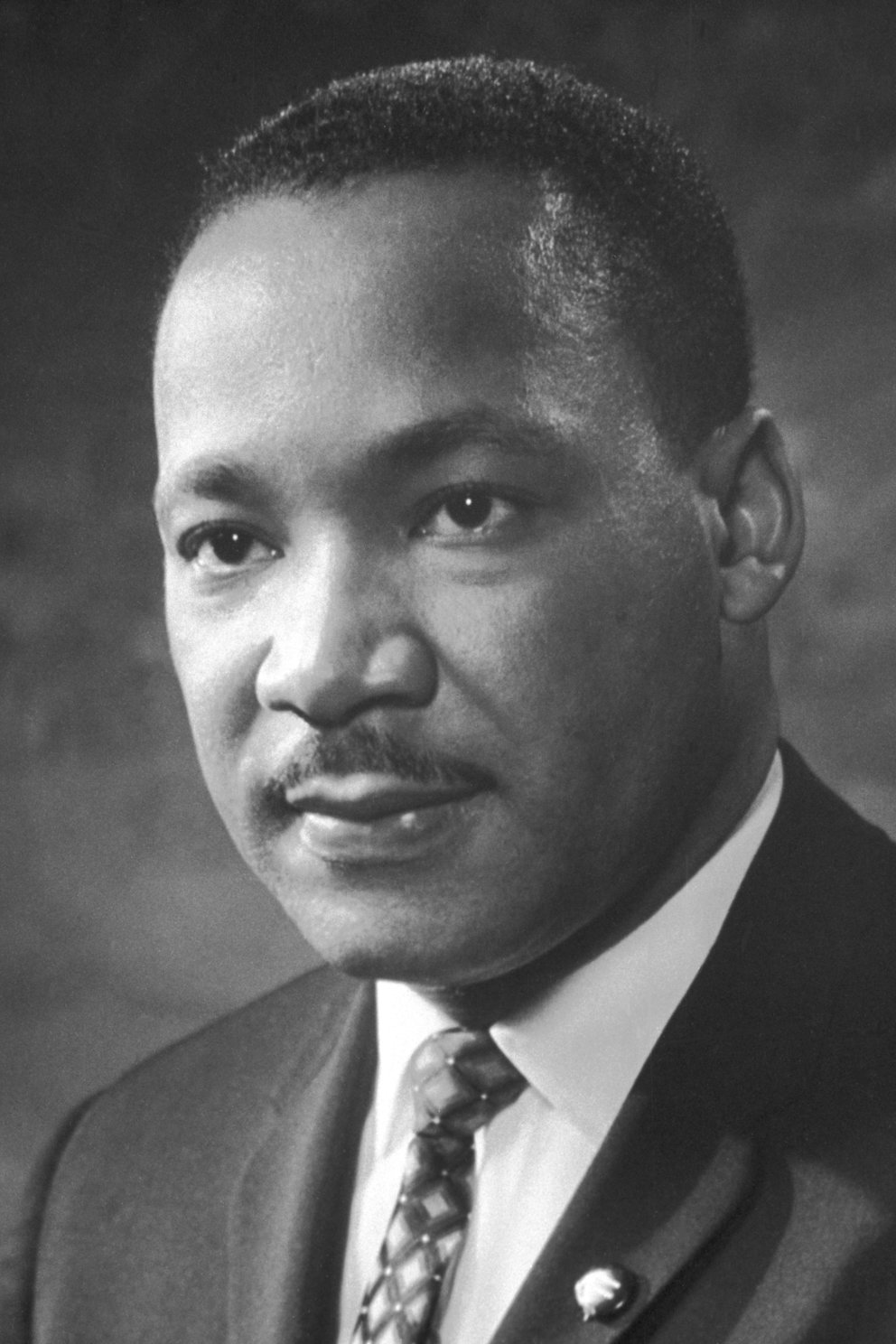
Martin Luther King, Jr.

La victoire des deux arrêts Brown venant de mettre à mal l'arrêt Plessis v. Ferguson comme cela vient d'être écrit, il fallait en finir définitivement avec lui. Or cet arrêt découle du Separate Car Act voté par l'État de la Louisiane instaurant une ségrégation pour tous les trains traversant son territoire et que cet arrêt de 1896, légalisait la ségrégation fondée sur le principe de "égaux, mais séparés", mais dans un contexte de transport public comme le souligne l'arrêt Brown v. Board of Education dans ses attendus. il fallait maintenant démontrer que le principe de « égaux, mais séparés » dans les transports publics n'était pas respecté.

#### Une arrestation historique
L'occasion va naître à Montgomery dans l'Alabama le 1er décembre 1955, lorsque Rosa Parks une Afro-Américaine, adhérente de la NAACP, âgée alors de 42 ans, à la fin de sa journée de travail comme couturière, monte dans le bus municipal comme elle le fait chaque jour pour rejoindre son domicile. Elle s'assied sur un des sièges de la zone réservée aux Blancs, mais qui était vide. Lorsque des passagers blancs montent, le chauffeur du bus lui demande de rejoindre la zone arrière du bus réservée aux Noirs. Elle refuse d'obtempérer. Le chauffeur, profite d'un arrêt pour faire appel à la police, Rosa Parks est arrêtée, conduite au commissariat, on lui prend ses empreintes digitales puis elle est emprisonnée en attendant son jugement pour trouble à l'ordre public et infraction à la loi. De sa prison elle téléphone à sa mère, Leona McCauley, pour la rassurer, puis un passager du bus témoin de l'arrestation contacte Edgar Nixon, un avocat de la section de la NAACP locale, qui va payer les 100 $ de sa caution pour qu'elle puisse quitter la prison en attendant son jugement. Rosa Parks est face à un choix, soit payer l'amende de son "délit" et ne pas donner suite soit intenter un procès contre la réglementation ségrégationniste des bus, après avoir consulté Edgar Nixon elle se décide à porter plainte. La nouvelle de son arrestation se répand dans Montgomery, provoquant une vague d'indignation. Le 5 décembre 1955, le jour du procès de Rosa Parks, les Afro-Américains entament un boycott des bus largement suivi même par les enfants. Rosa Parks plaide non coupable et est condamnée à payer une amende de 14 $ dont elle ne s'acquittera jamais. Parallèlement, les Afro-Américains de Montgomery créent la Montgomery Improvement Association (en) (MIA) et nomment à sa tête un jeune pasteur de Montgomery âgé de 26 ans Martin Luther King,,,.

#### Un long boycott
Le boycott des bus commencé le 5 décembre 1955 va continuer jusqu'au 21 décembre 1956. Les revendications formulées par la MIA sont l'abolition des places ségréguées, et l'embauche de chauffeur de bus afro-américains. La direction des bus ne cède à aucune des revendications, le boycott va se durcir. La répression arrive avec l'arrestation de plus de 80 membres du MIA, le domicile de Martin Luther King est victime d'attentats à la bombe commis par des terroristes blancs. Le boycott cesse à la suite de l'arrêt Browder v. Gayle rendu le 13 novembre 1956 qui déclare l'inconstitutionnalité de la ségrégation dans les bus de l'Alabama, la nouvelle ne parvint à Montgomery que le 20 décembre d'où la fin du boycott le lendemain 21. Le rôle de Martin Luther King quant à la gestion du boycott, sa faculté à mobiliser les foules malgré les violences policières et terroristes, ses discours de non-violence vont le faire remarquer et marquer son ascension dans le mouvement des droits civiques,.

#### L'arrêtBrowder v. Gayledu 5 juin 1956
Le conflit posé par Rosa Parks n'était pas nouveau, d'autres cas de maltraitance envers des Afro-Américaines commis par des chauffeurs des bus de Montgomery existaient. Les avocats de la NAACP, Fred Gray (en) et Charles Langford (en) contactent des victimes Aurelia Browder, Susie McDonald (en), Claudette Colvin, Mary Louise Smith et Jeanatta Reese pour qu'elles portent plainte. Jeanatta Reese du fait de pressions extérieures se retire. Dans la plainte qu'ils déposent auprès de la Cour de district le 1er février 1956, n'ont pas tenu à ce que Rosa Parks fasse partie des plaignantes du fait de sa notoriété et des polémiques suscitées par sa personnalité de leader de la NAACP locale. La plainte déposée pose la question : « est-ce que la ségrégation des bus est constitutionnelle ? ». La plainte est déposée contre le maire W. A. Gayle (en), la police de Montgomery, la compagnie de bus la Montgomery City Lines et deux chauffeurs de bus et sous le nom de Browder v. Gayle et l'affaire est plaidée le 24 avril 1956. Le 5 juin 1956 la Cour de district, par deux voix contre une rend son arrêt en déclarant que la ségrégation dans les bus de l'Alabama était inconstitutionnelle, parmi ses attendus, elle s'appuie sur l'arrêt Brown v. Board of Education du 17 mai 1954. Les divers représentants de la ville de Montgomery font appel devant la Cour suprême qui rend son arrêt le 13 novembre 1956 qui à la question « Le tribunal de district a-t-il commis une erreur en annulant le système de bus ségrégué au nom du principe séparé mais égal à Montgomery, en Alabama ? » répond : « Les systèmes de transport ségrégués appliqués par le gouvernement (de l'Alabama) violent la clause d'égalité de protection du Quatorzième amendement », l'État de l'Alabama et la ville de Montgomery font à nouveau appel, mais la Cour suprême les déboute le 17 décembre 1956, entérinant son arrêt précédent. La nouvelle parvient à la MIA et à Martin Luther King le 20 décembre 1956, ce dernier fait un discours qui met fin au boycott des bus le 21 décembre 1956,,,,,.

### LeCivil Rights Actdu 9 septembre 1957
À la suite des arrêts Brown v. Board of Education et Browder v. Gayle, il était nécessaire que le Congrès vote une loi pour clarifier la portée de la déségrégation au niveau fédéral, de réviser l'effectivité des garanties apportées par les Quatorzième et Quinzième amendements qui avaient été largement contournés par les Lois Jim Crow et les diverses dispositions législatives mises en place depuis l'arrêt Plessy v.Ferguson autorisant la ségrégation au nom du principe "séparé mais égal". Certes, des arrêts mettaient fin à la ségrégation scolaire et dans les transports publics et avaient vidé de toute portée l'arrêt Plessy v.Ferguson mais il demeuraient d'autres formes de ségrégation pour entraver les droits constitutionnels des Afro-Américains comme les réglementations d'inscription sur les listes électorales, de nombreux États exigeaient que les candidats passent un test de qualification des électeurs et les questions étaient conçues de telle manière à ce que les agents des services civils puissent éliminer la plupart des Afro-Américains qui tentaient de s'y inscrire. C'est dans ce cadre que le procureur général Herbert Brownell de l'administration du président Dwight D. Eisenhower va élaborer un projet de loi qui est adopté par la Chambre des représentants le 18 juin 1957 par 286 voix contre 126. Le principal obstacle demeurait le Sénat où le groupe des Démocrates dirigé par le sénateur Richard Brevard Russell de la Géorgie, bloquait toutes les lois en faveurs de l'amélioration des droits civiques pour les Afro-Américains. Le sénateur de la Californie, William Knowland (en) président du groupe des Républicains, et le sénateur de l’Illinois, Paul Douglas Démocrate libéral, vont défendre le projet de loi, ils vont obtenir un allié du parti Démocrate avec le sénateur du Texas Lyndon B. Johnson. Ce dernier va utiliser ses capacités diplomatiques et son réseau d'influences pour faire adopter le projet de loi par le Sénat le 29 août 1957 par 60 voix contre 15. Le président Dwight D. Eisenhower promulgue le Civil Rights Act le 9 septembre 1957 (Public Law 85-315) . Cette loi établit une Commission des droits civiques, une division des droits civiques au ministère de la Justice et autorise le procureur général des États-Unis à saisir un tribunal fédéral pour faire respecter et protéger le droit de vote des Afro-Américains, elle interdit les actions de toute personne ayant autorité, y compris des particuliers, visant à intimider, menacer, contraindre les Afro-Américains pour qu'ils ne s'inscrivent pas sur les listes électorales ou de les empêcher de voter comme ils l'entendent. Bien qu’incomplète soit-elle, cette loi est un premier pas pour la prohibition de la ségrégation, elle permet de faire un inventaire de l'ensemble des dispositifs réglementaires ou de contraintes physiques par des personnes ou des groupes visant à entraver les droits civiques des Afro-Américains et surtout autorise l'État fédéral à mener des actions par voie de justice et donc par la force si nécessaire pour faire observer la déségrégation. Elle sera complétée par le Civil Rights Act du 2 juillet 1964 et le Voting Rights Act du 4 août 1965 qui mettront fin à toutes les lois et réglementations ségrégatives sur l'ensemble des États-Unis,,,,.

### Daisy Bates et les Neuf de Little Rock de 1957

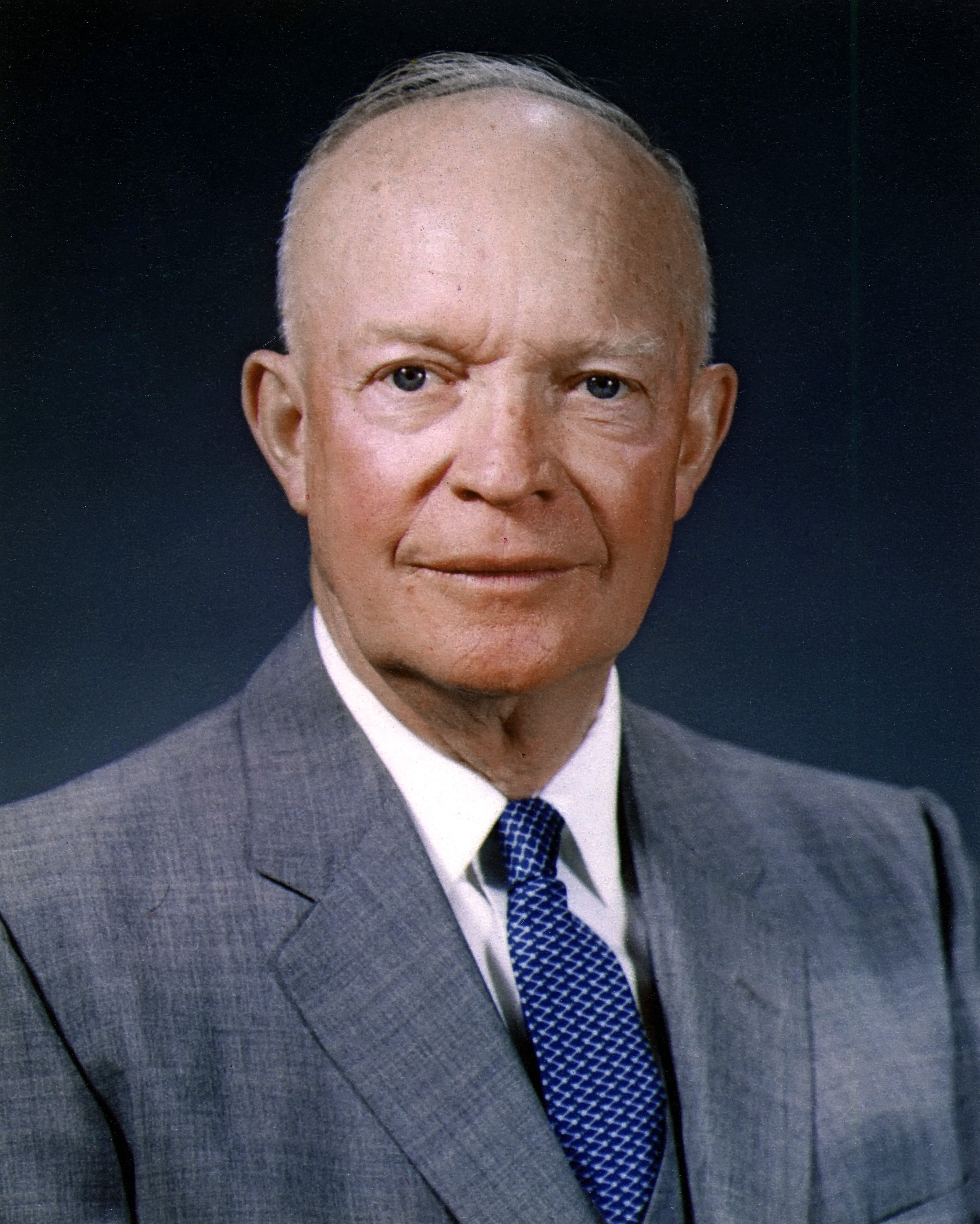
Le Président Dwight D. Eisenhower.

Après l'arrêt Brown v. Board of Education, certains États du Sud vont se rebeller et faire des manœuvres dilatoires pour en empêcher l'effectivité, parmi ces États figure l'Arkansas. C'est dans ce contexte que Daisy Bates, rédactrice en chef de l'Arkansas State Press, va s'imposer comme figure majeure du mouvement des droits civiques,.
Les événements commencent le 2 septembre 1957, avec le refus de la Little Rock Central High School d'accepter neuf étudiants afro-américains : Minnijean Brown-Trickey, Elizabeth Eckford, Gloria Ray Karlmark, Melba Pattillo Beals, Thelma Mothershed-Wair, Ernest Gideon Green (en), Jefferson Thomas, Terrence Roberts (en) et Carlotta Walls LaNier (en).
Afin que ces étudiants ne puissent accéder à l'établissement d'enseignement secondaire, le gouverneur Orval Faubus, mobilise la Garde nationale de l'Arkansas. Cette crise, qui va durer trois semaines, entre dans l'histoire sous le nom des Little Rock Nine / les Neuf de Little Rock,.
Le 4 septembre 1957, le juge fédéral ordonne l'ouverture de la Central High School au Neuf, en vain, la Garde nationale et une foule hostile empêche de nouveau l'entrée des adolescents.
Le 9 septembre 1957, Martin Luther King alors président de la Montgomery Improvement Association (en), écrit au président Dwight D.Eisenhower pour qu'il puisse trouver une solution rapide au conflit, il est suivi par Woodrow Wilson Mann (en), le maire de Little Rock, favorable à la déségrégation qui lui aussi alerte le président Dwight D. Eisenhower. Face à cette crise le président Eisenhower négocie avec le gouverneur Orval Faubus et Woodrow Mann pour trouver une solution à l’amiable, mais les pourparlers aboutissent à une impasse.
Le 23 septembre 1957, Woodrow Mann envoie un télégramme au président Dwight Eisenhower pour qu'il fasse intervenir des troupes fédérales afin de faire appliquer la loi et d'user du recours à la force comme le prévoit le récent Civil Rights Act de septembre 1957,, télégramme dans laquelle il dénonce les agitateurs mené par un stipendié d'Orval Faubus, Jimmy Karam
Le 24 septembre, le conflit connait un premier dénouement lorsque le président Dwight Eisenhower dessaisit le Gouverneur Faubus de toute autorité sur la Garde nationale, il renvoie celle-ci à ses cantonnements et envoie la 101e division aéroportée pour escorter et protéger les Neuf dans l'enceinte de la Little Rock Central High School, dénouant ainsi le conflit.
Durant ces événements Daisy Bates est la porte-parole des Neuf, elle les accompagne pour entrer à la Central High School, et écrit des articles repris dans presse nationale qui feront des Neuf une affaire internationale,.

## La conquête des droits civiques et la fin de la ségrégation

### John F. Kennedy et l'affirmative action
Le 6 mars 1961 John F. Kennedy promulgue l'Executive Order 10925 (en) qui dans sa section 302 demande aux responsables des services publics fédéraux et établissements bénéficiant de subventions fédérales « The contractor will not discriminate against any employee or applicant for employment because of race, creed, color, or national origin. The contractor will take affirmative action to ensure that applicants are employed, and that employees are treated during employment, without regard to their race, creed, color, or national origin » (« L'embaucheur ne fera aucune discrimination à l'encontre d'un employé ou d'un candidat à un emploi en raison de sa race, de ses croyances, de sa couleur ou de son origine nationale. L'entrepreneur prendra des mesures volontaristes pour s'assurer que les candidats soient employés et que les employés soient traités pendant l'emploi, sans égard à leur race, croyance, couleur ou origine nationale. »), c'est la première fois qu’apparaît l'expression affirmative action, traduite habituellement en français par discrimination positive. Et dans sa section 101 crée la « President's Committee on Equal Employment Opportunity » (Commission du président sur l'égalité des chances en matière d'emploi) dont la vice présidence est assurée par le sénateur du Texas Lyndon B. Johnson,,. Ce dernier, lorsqu'il accède à la présidence à la suite de l'assassinat de John F. Kennedy renforcera le programme de discrimination positive en promulguant l'Executive Order 11246 (en) le 24 septembre 1965 qui confie au Secrétaire au Travail des États-Unis de vérifier et garantir l'effectivité de la discrimination positive, passant ainsi de la recommandation à l'obligation de faire, et les services et entreprises se doivent de publier leurs actions entreprises dans le domaine,.

### Martin Luther King et la Marche sur Washington pour l'emploi et la liberté du28 août 1963

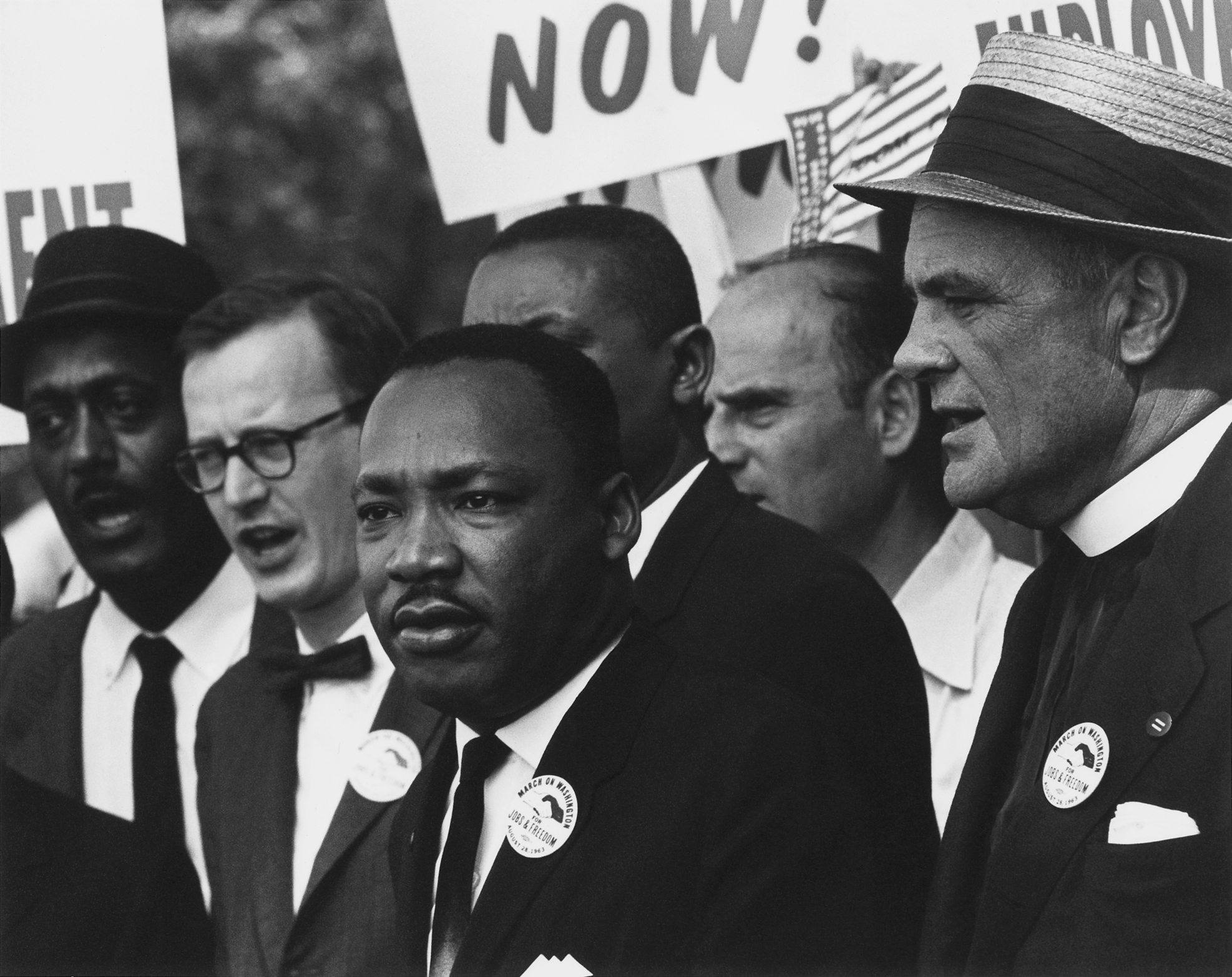
Martin Luther King à la Marche sur Washington

Le Civil Rights Act du 9 septembre 1957, comme cela est écrit plus haut, était incomplet du fait d'une opposition de certains élus du Parti démocrate du Congrès, il était nécessaire de rédiger un nouveau Civil Right Act qui puisse mettre fin définitivement à la ségrégation dans ensemble des États-Unis et qui recouvre la totalité des dimensions de la vie ordinaire (politique, sociale, culturelle, sportive, scolaire, etc.).
C'est pour faire pression sur la nouvelle administration du président John Fitzgerald Kennedy issu du Parti démocrate, que les principales organisations afro-américaines avec à leur tête Asa Philip Randolph, James L. Farmer, Jr., John Lewis (animateur du Student Nonviolent Coordinating Committee), Martin Luther King (président de la Conférence du leadership chrétien du Sud) Roy Wilkins (président de la NAACP), Whitney Young (président de la National Urban League), Bayard Rustin (conseiller de Martin Luther King et stratège de la non-violence), Anna Arnold Hedgeman, auxquels se joignent Walter Reuther (représentant du syndicat United Auto Workers), Joachim Prinz (président de l'American Jewish Congress), Eugene Carson Blake (secrétaire général de la Commission on Religion and Race of the National Council of Churches), Matthew Ahmann (dirigeant de la National Catholic Conference for Interracial Justice), Dorothy Height (présidente du National Council of Negro Women (en)), etc., se rencontrent pour mener une opération d'envergure à l'occasion du centenaire de la proclamation d'émancipation de 1863,,,,.
Une plateforme commune de revendications est établie :
- Adoption d'un nouveau Civil Rights Act par le Congrès ;
- Mise en œuvre immédiate de la déségrégation scolaire conformément à l'arrêt Brown v. Board rendu par la Cour suprême ;
- Un programme de travaux publics et de formation professionnelle pour les chômeurs ;
- Une loi fédérale interdisant la discrimination raciale en matière d'embauche dans les entreprises publiques ou privées ;
- Un salaire minimum de 2 $ l'heure à l'échelle nationale (équivalent à 17 $ en 2020) ;
- Annuler les financements fédéraux pour les programmes qui tolèrent la discrimination ;
- Application du Quatorzième amendement à la Constitution en réduisant la représentation au Congrès des États qui maintiennent des lois ségrégationnistes ;
- Adoption d'une loi qui permettrait au procureur général d'engager des poursuites par injonction immédiates lorsque les droits constitutionnels des citoyens sont violés[380].

Cette opération est l'organisation d'une marche sur Washington qui passe à la postérité sous le nom de la Marche sur Washington pour l'emploi et la liberté. Elle a lieu le 28 août 1963 elle rassemble entre 200 000 et 300 000 manifestants blancs et noirs. Elle débute au Washington Monument se termine devant le Lincoln Memorial où Martin Luther King tient son discours historique I have a dream (« J'ai un rêve »), rêve qui accompli serait l'accomplissement de l'œuvre émancipatrice d'Abraham Lincoln. Cette manifestation par son ampleur et la diversité des organisations représentées ouvre la voie au Civil Rights Act 1964,,.

### John F. Kennedy et l'attentat de l'église baptiste de la16erue à Birmingham du15 septembre 1963

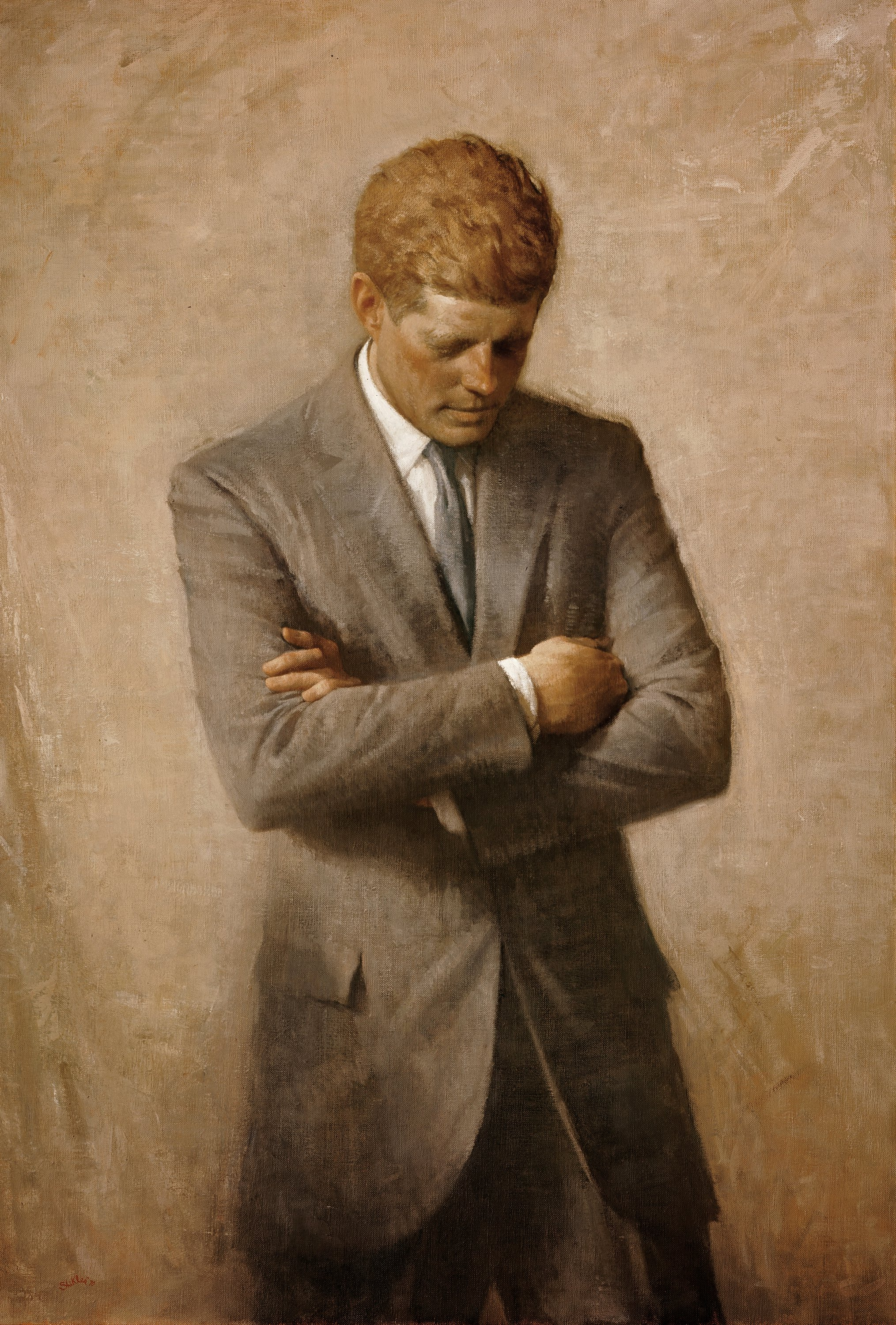
Président John F. Kennedy.

Lorsque John F. Kennedy est entré à la Maison Blanche en 1961, il doit faire face à des manifestations qui éclatent dans le Sud dont une à Birmingham, en Alabama. Birmingham était un lieu de tension raciale et un des hauts lieux du mouvement américain des droits civiques. Les revendications des Afro-Américains sont en butte à George Wallace, le gouverneur de l'Alabama, partisan farouche de la ségrégation, qui s'oppose à déségrégation des écoles publiques malgré l'arrêt Brown v. Board of Education. En janvier 1963, lors de son investiture au poste de gouverneur, George Wallace déclare « Je trace la ligne dans la poussière et jette le gant aux pieds de la tyrannie, et je dis ségrégation maintenant, ségrégation demain, ségrégation pour toujours. ». Par ailleurs, George Wallace a le soutien du commissaire chargé de la sécurité publique, Eugene “Bull” Connor, connu pour son racisme et comme partisan lui aussi de la ségrégation. Birmingham est également le lieu d'une section très active de l'organisation terroriste le Ku Klux Klan, auteur de différents attentats qui font surnommer Birmingham Bombingham (en) qui a été le théâtre entre 1947 et 1965 d'une cinquantaine d'attentats à la bombe,. À Birmingham plus qu'ailleurs la population afro-américaine était victime d'entraves multiples à l'emploi et à l'inscription sur les listes électorales, la résistance à ces dénis à ces droits constitutionnels est animée par le révérend Fred Shuttlesworth où il a fondé l'Alabama Christian Movement for Human Rights. Victime de plusieurs attentats commis par les terroristes du Klan, il fait appel à Martin Luther King,. C'est ainsi qu'en 1963, est lancée la Campagne de Birmingham organisée par la Southern Christian Leadership Conference (SCLC), le Congress on Racial Equality (CORE)et l'Alabama Christian Movement for Human Rights (en) menée par Martin Luther King, James Bevel, Ralph David Abernathy, John Lewis et d'autres,,.
Durant le mois d'avril 1963, les premiers sit-in ont lieu, malgré une décision judiciaire qui les interdit, ce qui entraîne l'arrestation de Martin Luther King et de Raplh Abernathy à la suite d'une manifestation pacifique le 12 avril 1963. En prison, 16 avril 1963, Martin Luther King écrit la Lettre de la prison de Birmingham, où il fait l'apologie de l'action non violente pour faire aboutir les revendications des Afro-Américains,.
À la suite de cette lettre ouverte, du 2 au 5 mai 1963 plus de 1 000 jeunes élèves défilent, ces manifestations sont passées dans l'histoire sous le nom de Birmingham Children's Crusade (en), plusieurs enfants sont matraqués et emprisonnés. Le 10 mai 1963 des représentants des organisations blanches et afro-américaines de Birmingham se mettent d'accord sur un plan de déségrégation, en réaction, le Ku Klux Klan fait éclater une bombe au domicile d'A. D. King (en), le frère de Martin Luther King qui habite Birmingham. L'émotion soulevée par la répression de la Campagne de la Birmingham et l'entêtement du gouverneur George Wallace amènent le président John Fitzgerald Kennedy à prononcer un discours à la télévision le 11 juin 1963 où il appelle les membres du Congrès à faire passer une loi garantissant l'exercice des droits civiques pour tous quelle que soit sa couleur de peau. Le 15 septembre 1963, en rétorsion aux diverses avancées de la déségrégation notamment dans les établissements scolaires, quatre terroristes membres du Klan déposent une bombe à retardement dans l'escalier de l'église baptiste de la 16e rue, qui mène à salle de catéchisme, elle éclate à 10 h 22, l'attentat a tué quatre jeunes filles (Addie Mae Collins, Carole Robertson, Cynthia Wesley et Denise McNair) et en a blessé vingt-deux autres,,,,,,,.

### L'action décisive de Lyndon B. Johnson

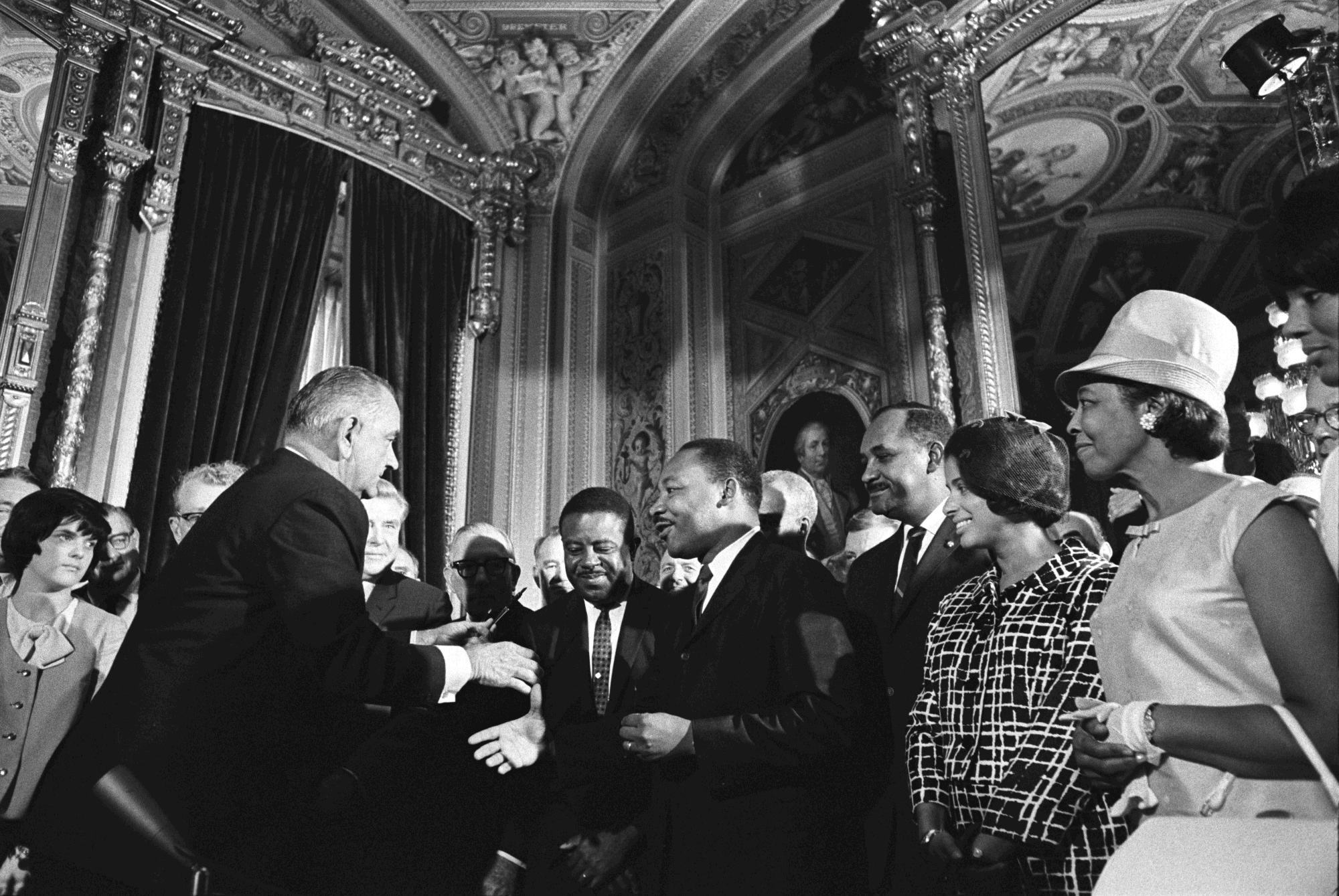
Le président Lyndon Johnson et Martin Luther King, Jr.

Après assassinat du président Kennedy en novembre 1963, Lyndon B. Johnson lui succède et se saisit immédiatement du dossier de l'égalité des droits civiques amorcé par son prédécesseur. Alors qu'il manœuvre auprès du Congres pour obtenir une majorité, les événements vont précipiter les choses.

#### LeFreedom Summerde 1964
À la suite de l'arrêt Brown v. Board of Education, la route vers le droit de vote et la fin de la ségrégation est ouverte, c'est ainsi que l'ensemble des grandes organisations antiségrégationnistes comme la National Association for the Advancement of Colored People (NAACP), le Student Nonviolent Coordinating Committee (SNCC) et le Council of Federated Organizations (COFO) sous la direction notamment de Martin Luther King et de Bob Moses (en), vont lancer au cours de l'été 1964, une vaste campagne de mobilisation pour faciliter l'inscription des Afro-Américains sur les listes électorales,,. Cette campagne va être endeuillée par un triple assassinat qui va défrayer les chroniques américaines puis internationales. Le dimanche 21 juin 1964, trois jeunes étudiants, un Afro-Américain, James Chaney, et deux Blancs Michael Schwerner et Andrew Goodman, se font arrêter pour excès de vitesse par Cecil Price, membre du Klan et shérif du comté de Neshoba ; une fois arrêtés, Price les conduit à la prison de Philadelphie (Mississippi). Price prévient ses amis du Klan qui viennent chercher les trois étudiants. Ils les conduisent en voiture dans un endroit éloigné et isolé et les assassinent. Leurs amis signalent leurs disparitions à la police et comme il y a soupçon d'enlèvement, l'enquête est confiée au F.B.I. Leur disparition fait la une des journaux,. Le procureur général des États-Unis Robert Kennedy lui-même suit l'enquête. Leur voiture calcinée est découverte le 24 juin 1964 mais pas leurs cadavres. Pour élargir les fouilles, 400 marins de l'U.S. Navy sont mobilisés ainsi que 150 agents du F.B.I. Une équipe d'élite du F.B.I. est dépêchée pour mener l'enquête ; après deux mois d'investigation, les agents du F.B.I. découvrent leurs corps le 2 août 1964. Le F.B.I. interroge les divers membres du Klan, vingt-et-un d'entre eux sont arrêtés le 4 décembre 1965. Le 20 octobre 1967, neuf membres du Klan sont condamnés, dont Cecil Price, Samuel Bowers, Alton Wayne Roberts, Jimmy Snowden, Billy Wayne Posey, Horace Barnette et Jimmy Arledge. Ces meurtres de la Freedom Summer ont tellement mobilisé l'opinion qu'elle a facilité le processus menant à la promulgation du Civil Rights Act de 1964, abolissant les lois Jim Crow et la ségrégation raciale dans l'espace public et les services publics, qui sera suivi par la promulgation du Voting Rights Act de 1965 prohibant toute discrimination raciale dans l'exercice du droit de vote,,,,,.

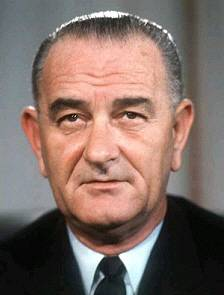
Le président Lyndon B. Johnson.

#### LeCivil Rights Actdu2 juillet 1964
Cette loi votée par le Congrès des États-Unis promulguée par le président des États-Unis le 2 juillet 1964, Lyndon B. Johnson, a pour objectif de mettre fin à toutes formes juridiques réglementaires de ségrégations, de discriminations reposant sur la race, la couleur, la religion, ou l’origine nationale.
L'adoption de la nouvelle loi n'allait point de soi. À la Chambre des représentants, des tentatives d'obstruction vont avoir lieu comme celle particulièrement remarquée d'Howard W. Smith (en), représentant de la Virginie qui fait l'apologie de l'esclavage en citant les auteurs antiques et qui tente de déporter les débats en introduisant un amendement qui ajouterait les discriminations envers les femmes à la liste des catégories protégées contre la discrimination en matière d'emploi. Derrière cette attitude aux allures progressiste, en fait Howard Smith avait voulu exactement le contraire. Il comptait sur ses collègues pour partager son point de vue selon lequel la discrimination fondée sur le sexe ne devait pas être prise au sérieux et que son inclusion banaliserait suffisamment le projet de loi et assurerait son échec. Le président Lyndon B. Johnson, quant à lui, s'est opposé à l'amendement sur le sexe de peur qu'il ne perturbe ce qui était déjà une coalition fragile soutenant les droits civiques. Les opposants à l'amendement qui soutenaient néanmoins le projet de loi sur les droits civiques étaient furieux. Ils ont souligné que les deux formes de discrimination étaient trop différentes pour être incluses dans la même législation. Finalement, le projet de loi a été adopté à la Chambre le 10 février 1964, par 289 voix contre 126 voix sous la référence H.R. 7152,. Cela étant fait, la loi est présentée au Sénat 26 février 1964, où il faut obtenir les deux tiers des 100 voix,. Des sénateurs comme Richard Russell, Strom Thurmond, Robert Byrd, William Fulbright et Sam Ervin mènent une campagne d'obstruction qui va durer 60 jours. En face, le vice-président Hubert Humphrey travaille avec le leader de la minorité démocrate au Sénat, Everett Dirksen, sénateur de l'Illinois pour acquérir les 67 voix nécessaires pour l'adoption de l'amendement. Le 10 juin 1964 Everett Dirksen prononce un discours au Sénat, après avoir cité Victor Hugo: «Plus fort que toutes les armées est une idée dont le temps est venu.», il rappelle que le Parti républicain, le parti d'Abraham Lincoln, était à l'initiative des XIIIe, XIVe et XVe amendements à l'origine de l'égalité des droits civiques. Après ce discours, un vote a lieu, l’amendement passe avec 71 voix, quatre de plus que nécessaire, puisque 27 républicains avaient décidé de soutenir la loi,.
Le 2 juillet 1964 le Président Johnson peut signer le Civil Rights Act en présence de Martin Luther King et d'autres leaders du mouvement des droits civiques. Cette loi est majeure pour faire disparaitre toutes les formes juridiques de ségrégation mais elle est aussi, l'ouverture à une société inclusive qui permettra une valorisation et une reconnaissance du rôle des Afro-Américains à la culture et aux sciences dans la société américaine.

#### LeBloody Sundaydu 7 mars 1965
Des décisions vont se succéder pour renforcer le Civil Rights qui va se heurter dans son effectivité aux manœuvres dilatoires des États du Sud pour diminuer, voire neutraliser cette loi, déclenchant des manifestations qui virent aux émeutes du fait des violences exercées par les forces de police des États réfractaires.
L'État le plus rebelle est celui de l'Alabama gouverné par George Wallace, partisan intransigeant de la ségrégation, qui s'était fait élire en 1963 avec le slogan « Ségrégation maintenant, ségrégation demain, ségrégation pour toujours »,. Pour protester contre les entraves à l’application de la loi, des militants afro-américains sous la direction d'Amelia Boynton Robinson (dont la famille était en pointe sur la question du droit de vote depuis les années 1950), Martin Luther King, James Bevel et Hosea Williams organisent ce qui deviendra les marches de Selma à Montgomery la capitale de l'Alabama qui auront lieu les 7, 9 et 25 mars 1965. Le 7 mars 1965 lors de la première de ces marches, menée par Hosea Williams et John Lewis,, en l'absence de Martin Luther King, 600 manifestants pour les droits civiques quittent Selma pour tenter de rejoindre Montgomery, la capitale de l'État, afin de présenter leurs doléances au moyen d'une marche pacifique. Ils sont arrêtés au bout de quelques kilomètres au pont Edmund Pettus par la police locale, sous les ordres du shérif Jim Clark (sheriff),,, et une foule hostile de Blancs ségrégationnistes qui les repoussent violemment à coup de matraque et de gaz lacrymogène. Près de 84 blessés ont été dénombrés dont Marie Foster (organisatrice de la marche pour le Comté de Dallas), John Lewis, Amelia Boyton,, etc. Les images d'Amelia Boynton Robinson, tombée sous les coups des policiers, et inanimée sur le pont Edmund Pettus, feront le tour du monde à la suite de leur publication par la presse nationale,,,. John Lewis supplie le président Lyndon B.Johnson d’intervenir en Alabama,. La sauvagerie de la répression policière fait le tour du monde, ce dimanche prend le triste nom de Bloody Sunday (dimanche sanglant). Cette marche avec la répression qui a suivi sera un des événements qui conduiront le 4 août 1965 à la promulgation du Voting Rights Act de 1965 interdisant les discriminations raciales dans l'exercice du droit de vote,.

#### LeVoting Rights Actdu4 août 1965
Le Voting Rights Act de 1965 contient de nombreuses clauses régulant l'administration électorale. Les dispositions générales prévoient des garanties sur le droit de vote à l'échelle nationale. La section 2 est une disposition générale qui interdit à tous les États et gouvernements d'État d'imposer des lois électorales qui entraîneraient une discrimination envers une minorité, qu'elle soit raciale ou linguistique. D'autres dispositions générales proscrivent spécifiquement les tests d'alphabétisation et autres moyens historiquement utilisés pour priver les minorités de leurs droits. Le texte contient aussi des dispositions spécifiques qui ne s'appliquent qu'à certaines juridictions. Une disposition spécifique fondamentale est la Section 5, qui exige un précontrôle de certaines juridictions : ces juridictions ont l'interdiction de mettre en place des modifications sur les procédures d'inscription sur les listes électorale et des modalités d'organisation des élections sans l'aval du procureur général des États-Unis ou de la cour fédérale de district de Washington, D.C. selon lequel aucun changement ne peut discriminer une minorité protégée,,,.

#### L'ordre exécutifno1365et la création de laNational Advisory Commission on Civil Disorders, dite Commission Kerner
Durant l'été 1967, des émeutes raciales éclatent dans différentes villes américaines et plus particulièrement au mois de juillet à Newark et à Détroit, dans cette dernière ville le bilan de l'émeute est de 43 morts, 1 383 bâtiments incendiés et de 7 000 arrestations, pendant le chaos de l'émeute de Detroit, la ville est prise d'une psychose de panique, les gardes nationaux effrayés perdaient leur sang froid tirant à tort et à travers, tuant des innocents. Face aux risques de déchirure de la société, le président Lyndon B. Johnson promulgue l'ordre exécutif no 1365, le 28 juillet 1967, qui instaure la National Advisory Commission on Civil Disorders / Commission nationale consultative sur les émeutes sociales qui est présidée par Otto Kerner, le gouverneur de l'Illinois, la commission sera connue par le grand public sous le nom de Commission Kerner. Cette commission doit répondre à trois questions :
1. Qu'est-ce qui s'est passé ?
2. Pourquoi c'est arrivé ?
3. Que faut-il faire pour prévenir de genre d'événements ?

D'autres personnalités vont participer à cette commission des personnalités éminentes, Frank M. Wolzencraft (en) (du département de la Justice), Roy Wilkins (directeur de la NAACP), John Lindsay (le maire de New York),.
La commission rend son rapport le 1er mars 1968, elle écarte les rumeurs de complots séditieux, ces émeutes sont le résultat des frustrations liées aux discriminations raciales à l'embauche, à l'accès au logement, à des inégalités socio-économiques qui deviennent insupportables. Le rapport s'inquiète du risque d'une fracture sociale entre Noirs et Blancs et préconise un plan volontariste d'intégration sociale et économique, mais en janvier 1969 l'accession à la présidence de Richard Nixon et d'une administration conservatrice va enterrer le rapport, la seule réponse sera d'augmenter les forces de police et d'améliorer leur dotation en armements pour mieux réprimer les émeutes. Paradoxalement le rapport va devenir un best-seller et sera vendu à deux millions d'exemplaires et devient l'objet de nombreuses études sociologiques. Encore aujourd'hui, la non prise en compte des préconisations du rapport est toujours actuelle, laissant le sentiment d'un rendez-vous historique manqué,,,,.

#### L'arrêtLoving v. Virginiadu 12 juin 1967
En 1958, deux habitants de Central Point (en) Richard Loving, un Blanc, et Mildred Jeter, une femme d'ascendance mixte afro-américaine et amérindienne, se rendent à Washington (district de Columbia) où les mariages mixtes sont légaux. Après la célébration de leur mariage qui a eu lieu le 2 juin 1958, ils retournent à Central Point. Au petit matin du 13 juillet 1958, trois officiers de police de Central Point, le shériff Garnett et deux de ses adjoints, pénètrent dans leur maison qui n'était pas fermée à clé et vont jusque dans leur chambre à coucher pour les arrêter, ils sont inculpés pour avoir violé la loi de l'État de Virginie qui interdit les mariages mixtes.
L'un comme l'autre probablement du fait de leur jeunesse (Richard Loving a 24 ans et Mildred Loving a 18 ans) s'étant mariés légalement n’avaient nullement conscience qu'ils ne pouvaient pas retourner chez eux, que leur mariage était un crime contre la communauté de la Virginie. Cinq jours après leur arrestation, ils sont libérés moyennant une caution de 1 000 $ en attendant leur procès.
Le 6 janvier 1959, ils comparaissent au tribunal devant le juge Bazile pour déterminer si oui ou non ils sont coupables d'un crime en regard des lois de la Virginie. Après avoir plaidé dans un premier temps "non coupable", ils changent pour plaider "coupable". Le juge Bazile les condamne à un an de prison, puis modère son verdict en suspendant sa sentence pour une durée de 25 ans sous la condition que le couple quitte l'État de la Virginie et n'y revienne pas durant 25 ans.
Richard et Mildred Loving s'installent à Washington, ils mettent au monde trois enfants, avec le temps leurs familles leur manquent, aussi décident-ils de faire appel au procureur général Robert Kennedy, ce dernier envoie leur requête à la branche de l'Union américaine pour les libertés civiles (ACLU) de la Virginie. L'ACLU offre gracieusement ses services au couple Loving et leur dépêche deux avocats Bernard S. Cohen et Philip J. Hirschkop qui vont les aider à déposer un appel devant le tribunal de la Virginie le 6 novembre 1963. Leur argument est que la loi de la Virginie bafoue le principe de l'égale protection définie par le Quatorzième amendement.
Après une longue attente, le 22 janvier 1965 le tribunal déclare ne pas donner suite à l'appel. Les Loving déposent alors un recours devant la Cour suprême de la Virginie, le 28 mars 1966 celle-ci autorise les Loving à déposer leurs recours devant la Cour suprême des États-Unis. Le 12 décembre 1966 la Cour suprême des États-Unis accepte de vérifier si la décision du juge Bazile est anticonstitutionnelle ou non. L'affaire est plaidée par Bernard S. Cohen et Philip J. Hirschkop le 10 avril 1967. L'arrêt Loving v. Virginia est rendu le 12 juin 1967, à la question « La loi contre les mariages mixtes de la Virginie a-t-elle violé la clause de protection égale du Quatorzième amendement ? », la Cour suprême sous la présidence du juge Earl Warren arrête à unanimité « Oui. Dans une décision unanime, la Cour a jugé que les distinctions fondées sur la race étaient généralement odieuses pour un peuple libre et étaient soumises à l'examen le plus rigoureux en vertu de la clause de protection égale. La loi de Virginie, a conclu la Cour, n'avait aucun but légitime « indépendant d'une discrimination raciale odieuse ». La Cour a rejeté l'argument de l'État de Virginie selon lequel la loi était légitime parce qu'elle s'appliquait également aux Noirs et aux Blancs et a conclu que les classifications raciales n'étaient pas soumises à un critère de finalité rationnelle en vertu du Quatorzième amendement. La Cour a également jugé que la loi de Virginie violait la clause de procédure régulière du quatorzième amendement. Le juge en chef Earl Warren précise qu'en vertu de notre Constitution, la liberté d'épouser ou de ne pas épouser une personne d'une autre race est une décision individuelle et ne peut être enfreinte par l'État. ». Cet arrêt annule les condamnations envers Richard et Mildred Loving et invalide toutes les lois interdisant les mariages mixtes encore en vigueur dans 15 États,,,,.

#### LeCivil Rights Actdu 11 avril 1968

##### Contexte
Si depuis l'adoption du Civil Rights Act du 2 juillet 1964 et du Voting Rights Act du 4 août 1965 la ségrégation avait disparu de la loi, que les minorités avaient acquise l'équité citoyenne, l'égalité des droits civiques, il demeure que la société, les mentalités sont encore marquées par des préjugés racistes, préjugés qui touchent notamment l'accès à l'emploi, à l'éducation et au logement. Cette ségrégation officieuse est à l'origine des diverses émeutes comme l'avait signalé la Commission Kerner, émeutes qui revendique l'accès à l'emploi à des habitations décentes et à l'éducation. Les tensions montent avec l'assassinat de Martin Luther King et la montée de l'influence de la mouvance du Black Power et du Black Panthers Party ,,. L'assassinat de Martin Luther King qui a eu lieu de 4 avril 1968 déclenche une vague d'émeute dans plus de cent villes dont Washington. C'est sur fond d'émeute que le Sénat débat le nouveau Civil Right Act dont le titre VIII concernant la fin des discrimination quant à l'accès au logement sous toutes ses modalités (locataire ou propriétaire) et les financement bancaires de l'achat de logement est autorisé à être appelé le Fair Housing Act, et souvent il y a confusion entre les deux.

##### Histoire et promulgation
Le projet de loi est déposé le 17 janvier 1967 à la Chambre des représentants par Emanuel Celler, représentant de New York. L'objectif initial du projet de loi sur les droits civiques était d'étendre l'équité citoyenne aux amérindiens et garantir la protection fédérale aux défenseurs des droits civiques, qui lors des campagnes d'inscription des Afro-Américains sur les listes électorales dans les États du Sud étaient victimes d'agressions physiques et parfois d'assassinat, mais sous la pression des événements, le projet de loi a finalement été élargi pour lutter contre la discrimination raciale dans le logement, raison pour laquelle il est plus communément connu sous le nom de Fair Housing Act. Le projet de loi est adopté par la Chambre en août 1967. Le projet est discuté au Sénat et est adopté le 11 mars 1968. Mais l'United States House Committee on Rules (en) (Comité de la Chambre des États-Unis des règlements) diffère la publication de la loi sous la pression du sénateur du Mississippi, William M. Colmer (en), hostile à ce genre de loi. Mais tout change avec le meurtre de Martin Luther King et les émeutes qui s'ensuivent. Le vendredi 5 avril 1968, le président Lyndon B. Johnson envoie une lettre au président de la Chambre des représentants, John William McCormack, lui enjoignant de faire son possible pour que cette loi soit votée de façon définitive le plus rapidement possible afin de montrer que le pouvoir fédéral menait une action conforme aux positions défendues par Martin Luther King. Le Comité des règlements rejette les amendements de William M. Colmer. Le comité a ensuite repris les propositions sur l'accès au logement proposé par Ray John Madden (en), le représentant de l'Illinois. Une dernière tentative de faire avorter le projet de loi en le renvoyant à nouveau au Comité a été rejetée par un vote de 229 voix contre 195. La loi est enfin adoptée par 250 voix contre 172. Le président Lyndon B. Johnson signe et promulgue le Civil Rights Act le 11 avril 1968,,.

##### Contenu de la loi
Il est habituel de diviser le Civil Rights Act de 1968 en deux parties :
1. L'Indian Civil Rights Act qui comprend les titres II à VII de la loi[473] dont les différentes sections émancipent les amérindiens des lois tribales et leur garantissent l'égale protection affirmée par le Quatorzième amendement. Ainsi aucune loi tribale ne peut aller contre les droits constitutionnels comme le libre exercice de la religion de son choix et la liberté d'expression, d'être protégé contre toute perquisitions, privations de liberté ou de biens abusives, de bénéficier de procès composé d'au moins six jurés, d'être informé en cas d'inculpation des charges retenues, d'obtenir l'assistance d'un avocat dans toutes les affaires pénales, de ne pas être poursuivi plusieurs fois pour la même infraction, le droit de ne pas être mis en liberté sous caution excessive, d'amendes excessives, de peines cruelles et inhabituelles[474]. Cette loi mettait fin à des lois arbitraires provoquant des situations difficiles, voire intenables pour les amérindiens en désaccord avec la gouvernance tribale, soit ils se pliaient avec des risques d'ostracisme soit ils étaient obligés de quitter la tribu. De plus ces lois tribales souvent conservatrices et parfois aux mains de despotes corrompus étaient un frein à l'initiative personnelle, à l'esprit d'entreprise[475].
2. Le Fair Housing Act qui comprend le titre VIII[469] rend illégal le fait de refuser l'accession à l'achat d'un logement, d'une location, l'obtention d'un prêt bancaire pour financer une construction ou l’achat d'un logement en raison de la race, la religion, l'origine nationale ou le sexe. L'objectif est un marché du logement unitaire, déségrégué dans lequel les antécédents d'une personne ne restreignent plus l'accès au logement[476].

Cette loi est la dernière pierre mettant fin aux discriminations raciales d'un point de vue juridique, et la dernière grande étape du mouvement des droits civiques, mais la réalité montre que si le combat législatif est globalement fini, le Civil Rights Act de 1968 n'a pas mis fin aux ghettos, ceux-ci de 1950 à 1980 ont explosé, la population afro-américaine des centres urbains est passée de 6,1 millions à 15,3 millions, au cours de cette même période, les Américains blancs ont progressivement quitté les centres-villes pour s'installer dans les banlieues. Cette tendance a conduit à la croissance en Amérique urbaine des ghettos, ou des communautés des centres-villes en proie au chômage, à la criminalité et à d'autres maux sociaux. Si les élites afro-américaines ont pleinement profité du mouvement des droits civiques et de l'affirmative action, en revanche les Afro-Américains pauvres sont encore à attendre la sortie de leur ghetto,,,.

## Influences
Le mouvement américain des droits civiques a inspiré d'autres mouvements, se réclamant de ses méthodes d'actions non-violentes, même si les problématiques sont différentes et qu'il s'agit plus de lutter contre des discriminations relevant de pratiques sociales que de revendications d'ordre juridique comme l'abolition de lois ségrégatives. Un des mouvements les plus connus s'en inspirant est la Northern Ireland Civil Rights Association, qui comme le mouvement des droits civiques organise des marches pacifistes. D'une façon générale tous les mouvements pacifistes luttant soit pour obtenir des nouveaux droits comme la fin de la criminalisation de l'homosexualité ou pour mettre fin à des discriminations sociales comme l'égalité des salaires pour les femmes prennent pour exemple les différents mouvements pacifistes des Afro-Américains,,.

## Pour approfondir

#### Essais et études historiques
- (en-US) La Roy Sunderland, Anti slavery manual : containing a collection of facts and arguments on American slavery., New York, Benedict, 1837, 141 p. (lire en ligne),
- (en-US) Theodore Dwight Weld, The Bible Against Slavery, American Anti-Slavery Society, 1837, 97 p. (lire en ligne),
- (en-US) Charles Olcott, Two lectures on the subjects of slavery and abolition : compiled for the special use of anti-slavery lectures and debates, Massilion, Ohio, 1838, 127 p. (lire en ligne),
- (en-US) Theodore Dwight Weld, Slavery As It Is, American Anti-Slavery Society, 1839, 230 p. (lire en ligne),
- (en-US) Milton Meltzer, In their own words : a history of the American Negro, 1865-1916, Crowell Company, juin 1964, rééd. 1 décembre 1965, 221 p. (ISBN 9780690446937, lire en ligne),
- (en-US) John Hope Franklin, From slavery to freedom : a history of Negro Americans, Vintage international, 1969, 747 p. (ISBN 9780394704982, lire en ligne)
- (en-US) Charles Flint Kellogg, Naacp: A History Of The National Association For The Advancement Of Colored People, Johns Hopkins Press, 1er juin 1967, 341 p. (ISBN 9780801803314, lire en ligne).
- (en-US) Otto Kerner Jr., Report of the National Advisory Commission on Civil Disorders, Bantam Books, 1968, 724 p. (lire en ligne).
- (en-US) James E. Cutler, Lynch-law; an investigation into the history of lynching in the United States, Patterson Smith, 1er juin 1969, 291 p. (ISBN 9780837118215, lire en ligne),
- (en-US) Sidney Kaplan & Emma Nogrady Kaplan, The Black Presence in the Era of the American Revolution, University of Massachusetts Press, octobre 1973, rééd. septembre 1989, 324 p. (ISBN 9780870236631, lire en ligne),
- (en-US) Willie Lee Rose, Slavery and Freedom, Oxford University Press, USA, 14 juin 1982, 276 p. (ISBN 9780195029697, lire en ligne). ,
- (en-US) Joel Williamson, The Crucible of Race: Black-White Relations in the American South Since Emancipation, Oxford University Press, USA, 1er janvier 1984, 592 p. (ISBN 9780195033823, lire en ligne)
- (en-US) Minrose Gwin, Black and White Women of the Old South: The Peculiar Sisterhood in American Literature, University of Tennessee Press, novembre 1985, 238 p. (ISBN 9780870494697, lire en ligne),
- (en-US) Joel Williamson, A Rage for Order: Black-White Relations in the American South Since Emancipation, Oxford University Press, USA, 1er janvier 1986, 336 p. (ISBN 9780195040258, lire en ligne)
- (en-US) David Chalmers, Hooded Americanism : the history of the Ku Klux Klan, Duke University Press, 9 février 1987, 516 p. (ISBN 9780822307723, lire en ligne)
- (en-US) Patricia et Fredrick McKissack, The Civil Rights Movement in America : from 1865 to the present, Childrens Press, 12 décembre 1986, rééd. 1 octobre 1991, 354 p. (ISBN 9780516005799, lire en ligne).
- (en-US) Jacqueline L. Harris, History and Achievement of the NAACP, Franklin Watts, 1er octobre 1992, 163 p. (ISBN 9780531110355, lire en ligne),
- (en-US) Sara Bullard, Free at Last: A History of the Civil Rights Movement and Those Who Died in the Struggle, Oxford University Press, USA, 1er janvier 1993, 120 p. (ISBN 9780195083811, lire en ligne),
- (en-US) James W. Riddlesperger Jr. & Donald W. Jackson, Presidential Leadership and Civil Rights Policy, Praeger, 13 juin 1995, 216 p. (ISBN 9780313296246, lire en ligne).
- (en-US) Burt M. Henson, Brown V. Board of Education: The Battle for Integration, Franklin Watts, 1995, 147 p. (ISBN 9780531112304, lire en ligne),
- (en-US) Jules Archer, They Had a Dream: The Civil Rights Struggle from Frederick Douglass...MalcolmX, Puffin Books, 1996, 272 p. (ISBN 978-0140349542),
- (en-US) Brook Thomas, Plessy v. Ferguson: A Brief History with Documents, Bedford Books, 1996, 228 p. (ISBN 9780312137434, lire en ligne).
- (en-US) Shelley Fisher Fishkin & David Bradley, Encyclopedia of civil rights in America, volume 1, Sharpe Reference, 1998, 392 p. (ISBN 9780765680006, lire en ligne),
- (en-US) Shelley Fisher Fishkin & David Bradley, Encyclopaedia of Civil Rights in America, volume 2, Sharpe Reference, 1998, 392 p. (ISBN 9780765680006, lire en ligne),
- (en-US) Shelley Fisher Fishkin & David Bradley, Encyclopaedia of Civil Rights in America, volume 3, Sharpe Reference, 1998, 392 p. (ISBN 9780765680006, lire en ligne),
- (en-US) Herb Boyd, Autobiography of a People: Three Centuries of African American History Told by Those Who Lived It, Doubleday, 2000, 586 p. (ISBN 9780385492782, lire en ligne),
- (en-US) Karen Alonso, Loving V. Virginia: Interracial Marriage, Enslow Publishers, 2000, 120 p. (ISBN 9780766013384, lire en ligne).
- (en-US) Jane Dailey, Before Jim Crow: The Politics of Race in Postemancipation Virginia, University of North Carolina Press, 2000, 300 p. (ISBN 9780807849019, lire en ligne),
- (en-US) John Hope Franklin et Alfred A. Moss, From Slavery to Freedom : A History of African Americans, (Eighth Edition), New York, McGraw-Hill, 11 avril 2000, 436 p. (ISBN 9780072393613, lire en ligne).
- (en-US) Elvin Montgomery, Collecting African American history, Stewart, Tabori & Chang, 2001, 275 p. (ISBN 9781584790563, lire en ligne),
- (en-US) Molefi Kete Asante, African American history : a journey of liberation, Peoples Pub Group, 2001, 573 p. (ISBN 9781562566012, lire en ligne),
- (en-US) Susan Willoughby, Mr Doug Willoughby, Mr David Paterson, Heinemann Advanced History: Civil Rights in the USA 1863-1980, Heinemann Press, 2001, 336 p. (ISBN 978-0435327224).
- (en-US) Beth Tompkins Bates, Pullman Porters and the Rise of Protest Politics in Black America, 1925-1945, University of North Carolina Press, 1er janvier 2001, 308 p. (ISBN 9780807849293, lire en ligne),
- (en-US) Ron Field, Civil Rights in America, 1865-1980, Cambridge University Press, 2002, 146 p. (ISBN 978-0521000505)
- (en-US) David M. Holford, Lincoln and the Emancipation Proclamation in American History, Enslow Publishers, 1er septembre 2002, 136 p. (ISBN 9780766014565, lire en ligne),
- (en-US) Jerrold M. Packard, American Nightmare: The History of Jim Crow, St. Martin's Press, 2003, 291 p. (ISBN 978-0312302412, lire en ligne).
- (en-US) Clayborne Carson, Reporting Civil Rights, Part One: American Journalism 1941-1963, Library of America, 6 janvier 2003, 996 p. (ISBN 9781931082280),
- (en-US) Clayborne Carson, Reporting Civil Rights, Part Two: American Journalism 1963-1973, Library of America, 6 janvier 2003, 1066 p. (ISBN 9781931082297, lire en ligne),
- (en-US) Diane L. Good, Brown V. Board of Education, Children's Press, 2004, 51 p. (ISBN 9780516242255, lire en ligne).
- (en-US) Diane Telgen, Brown v. Board of Education, Omnigraphics, 2005, 249 p. (ISBN 9780780807754, lire en ligne).
- (en-US) Stephen Currie, The Quest for Freedom: The Abolitionist Movement, Lucent Books, 2005, 115 p. (ISBN 9781590187036, lire en ligne),
- (en-US) African American history, volume 1, Salem Press, 2006, 393 p. (ISBN 9781587653582, lire en ligne).
- (en-US) African American history, volume 2, Salem Press, 2006, 789 p. (ISBN 9781587653582, lire en ligne).
- (en-US) Richard Zuczek, Encyclopedia of the Reconstruction Era, Volumes 1 & 2, Greenwood Press, 2006, 933 p. (ISBN 9780313330735, lire en ligne)
- (en-US) Vivienne Saunders, Access to History: Race Relations in the USA 1863-1980: Third edition, Hodder Education, 2006, 224 p. (ISBN 978-0340907054)
- (en-US) L. V. Gaither, Loss of empire : legal lynching, vigilantism, and African American intellectualism in the 21st-century, Africa Research and Publications, 2006, 214 p. (ISBN 9781592214327, lire en ligne)
- (en-US) Kwando M. Kinshasa, African American Chronology: Chronologies of the American Mosaic, Greenwood Press, 2006, 201 p. (ISBN 9780313337970, lire en ligne).
- (en-US) Martin "Marty" Gitlin, Brown V. the Board of Education, Abdo Publishing Company, 2007, 115 p. (ISBN 9781604538069, lire en ligne).
- (en-US) Bruce J. Dierenfield, The Civil Rights Movement: Revised Edition, Longman, 2008, 224 p. (ISBN 978-1405874359).
- (en-US) Amos Esty, Plessy V. Ferguson, Morgan Reynolds Publishing, 2011, 120 p. (ISBN 9781599351827, lire en ligne)
- (en-US) William P. Jones, The March on Washington: Jobs, Freedom, and the Forgotten History of Civil Rights, W. W. Norton Company, 2013, rééd. 2014, 336 p. (ISBN 9780393082852, lire en ligne)

#### Articles de revues universitaires

##### Anglophones

###### Années 1940-1969
- Charles H. Wesley, « The Negro in the Organization of Abolition », Phylon (1940-1956), vol. 2, no 3,‎ 1941, p. 223-235 (lire en ligne ),
- Stanley J. Folmsbee, « The Origin of the First "Jim Crow" Law », The Journal of Southern History, vol. 15, no 2,‎ mai 1949, p. 235-247 (lire en ligne ),
- Roy F. Nichols, « 1461-1861: The American Civil War in Perspective », The Journal of Southern History, vol. 16, no 2,‎ mai 1950, p. 143-160 (lire en ligne ),
- « The Moral Dimensions of the Civil Rights Movement », Bulletin of the American Academy of Arts and Sciences, vol. 18, no 3,‎ décembre 1964, p. 4-8 (5 pages) (lire en ligne ),
- Doxey A. Wilkerson, « School Integration, Compensatory Education and the Civil Rights Movement in the North », The Journal of Negro Education, vol. 34, no 3,‎ été 1965, p. 300-309 (10 pages) (lire en ligne )
- Kenneth B. Clark, « The Civil Rights Movement: Momentum and Organization », Daedalus, vol. 95, no 1,‎ 1966, p. 239-267 (lire en ligne ),
- Thomas A. Billings, « A Personal Testimonial and a Plea to Colleagues: Education's Stake in the Civil Rights Movement », The Phi Delta Kappan, vol. 47, no 9,‎ mai 1966, p. 504-507 (4 pages) (lire en ligne ),
- Joseph W. Scott, « Social Class Factors Underlying the Civil Rights Movement », Phylon, vol. 27, no 2,‎ juin - septembre 1966, p. 132-144 (13 pages) (lire en ligne ),
- Alice Walker, « First Prize: Essay Contest: "The Civil Rights Movement: What Good Was It? », The American Scholar, vol. 36, no 4,‎ automne 1967, p. 550-554 (5 pages) (lire en ligne ),
- Yoshio Fukuyama, « Parishioners' Attitudes toward Issues in the Civil Rights Movement », Sociological Analysis, vol. 29, no 2,‎ été 1968, p. 94-103 (10 pages) (lire en ligne ),
- Patrick Sowle, « The Abolition of Slavery », The Georgia Historical Quarterly, vol. 52, no 3,‎ septembre 1968, p. 237-255 (lire en ligne ),

###### Années 1970-1989
- Barbara N. Geschwender et James A. Geschwender, « Relative Deprivation and Participation in the Civil Rights Movement », Social Science Quarterly, vol. 54, no 2,‎ septembre 1973, p. 403-411 (9 pages) (lire en ligne ),
- Bo Wirmark, « Nonviolent Methods and the American Civil Rights Movement 1955-1965 », Journal of Peace Research, vol. 11, no 2,‎ 1974, p. 115-132 (18 pages) (lire en ligne ),
- Jeffrey M. Elliot et Julian Bond, « The Civil Rights Movement Re-examined: An Interview with Julian Bond », Negro History Bulletin, vol. 39, no 6,‎ septembre - octobre 1976, p. 606-610 (5 pages) (lire en ligne ),
- James M. Fendrich, « Keeping the Faith or Pursuing the Good Life: A Study of the Consequences of Participation in the Civil Rights Movement », American Sociological Review, vol. 42, no 1,‎ février 1977, p. 144-157 (14 pages) (lire en ligne ),
- Julia Kirk Blackwelder, « Southern White Fundamentalists and the Civil Rights Movement », Phylon, vol. 40, no 4,‎ octobre - décembre 1979, . 334-341 (8 pages) (lire en ligne ),
- James Button et Richard Scher, « Impact of the Civil Rights Movement : Perceptions of Black Municipal Service  Changes », Social Science Quarterly, vol. 60, no 3,‎ décembre 1979, p. 497-510 (14 pages) (lire en ligne ),
- Nancy T. Ammerman, « The Civil Rights Movement and the Clergy in a Southern Community », Sociological Analysis, vol. 41, no 4,‎ hiver 1980, p. 339-350 (12 pages) (lire en ligne ),
- John Salmond, « Vanguard of the Civil Rights Movement: The Post New Deal Career of Aubrey Willis Williams », The Historian, vol. 44, no 1,‎ novembre 1981, p. 51-68 (18 pages) (lire en ligne ),
- R. Edward Nordhaus, « S. N. C. C. and the Civil Rights Movement in Mississippi, 1963-64: A Time of Change », The History Teacher, vol. 17, no 1,‎ novembre 1983, p. 95-102 (8 pages) (lire en ligne ),
- Arlyn R. Love, « The First Presidency's Response to the Civil Rights Movement », The John Whitmer Historical Association Journal, vol. 4,‎ 1984, p. 41-50 (10 pages) (lire en ligne ),
- Curlew O. Thomas et Barbara Boston Thomas, « Blacks' Socioeconomic Status and the Civil Rights Movement's Decline, 1970-1979: An Examination of Some Hypotheses », Phylon, vol. 45, no 1,‎ janvier - mars 1984, p. 40-51 (12 pages) (lire en ligne ),
- Lewis M. Killian, « Organization, Rationality and Spontaneity in the Civil Rights Movement », American Sociological Review, vol. 49, no 6,‎ décembre 1984, p. 770-783 (14 pages) (lire en ligne ),
- John M. Stahura, « Suburban Development, Black Suburbanization and the Civil Rights Movement since World War II », American Sociological Review, vol. 51, no 1,‎ février 1986, p. 131-144 (14 pages) (lire en ligne ),
- Judith Rollins, « Part of a Whole: The Interdependence of the Civil Rights Movement and Other Social Movements », Phylon, vol. 47, no 1,‎ janvier - avril 1986, p. 61-70 (10 pages) (lire en ligne ),
- Ira V. Brown, « Pennsylvania, "Immediate Emancipation," and the Birth of the American Anti-Slavery Society », Pennsylvania History: A Journal of Mid-Atlantic Studies, vol. 54, no 3,‎ juillet 1987, p. 163-178 (16 pages) (lire en ligne ),
- John Lewis, Vicki Quade et Charles F. Holman lll, « Where Did the Civil Rights Movement Go Wrong? », Human Rights, vol. 15, no 3,‎ 1988, p. 18-23, 43-45 (9 pages) (lire en ligne ),
- Richard H. King, « Citizenship and Self-Respect: The Experience of Politics in the Civil Rights Movement », Journal of American Studies, vol. 22, no 1,‎ avril 1988, p. 7-24 (18 pages) (lire en ligne ),
- Wilhelmina A. Leigh, « The Social Preference for Fair Housing: During the Civil Rights Movement and Since », The American Economic Review, vol. 78, no 2,‎ mai 1988, p. 156-162 (7 pages) (lire en ligne ),
- Kenneth O'Reilly, « The FBI and the Civil Rights Movement during the Kennedy Years--from the Freedom Rides to Albany », The Journal of Southern History, vol. 54, no 2,‎ mai 1988, p. 201-232 (32 pages) (lire en ligne ),
- Kim Lacy Rogers, « Oral History and the History of the Civil Rights Movement », The Journal of American History, vol. 75, no 2,‎ septembre 1988, p. 567-576 (10 pages) (lire en ligne ),
- Robert Korstad et Nelson Lichtenstein, « Opportunities Found and Lost: Labor, Radicals, and the Early Civil Rights Movement », The Journal of American History, vol. 75, no 3,‎ décembre 1988, p. 786-811 (26 pages) (lire en ligne ),
- « A Strong Seed Planted the Civil Rights Movement in St. Louis, 1954-1968 », OAH Magazine of History, vol. 4, no 3,‎ été 1989, p. 26-35 (10 pages) (lire en ligne )
- Gary Minor, « Relating the Fourteenth and Fifteenth Amendments to the Civil Rights Movement », OAH Magazine of History, vol. 4, no 1,‎ hiver 1989, p. 67-70 (4 pages) (lire en ligne ),

###### Années 1990-1999
- Thomas H. Pauly, « Black Images and White Culture During the Decade before the Civil Rights Movement », American Studies, vol. 31, no 2,‎ 1990, p. 101-119 (19 pages) (lire en ligne ),
- James C. Cobb, « "Somebody Done Nailed Us on the Cross": Federal Farm and Welfare Policy and the Civil Rights Movement in the Mississippi Delta », The Journal of American History, vol. 77, no 3,‎ décembre 1990, p. 912-936 (25 pages) (lire en ligne ),
- Adam Fairclough, « Historians and the Civil Rights Movement », Journal of American Studies, vol. 24, no 3,‎ décembre 1990, p. 387-398 (12 pages) (lire en ligne ),
- Richard Ellis & Aaron Wildavsky, « A Cultural Analysis of the Role of Abolitionists in the Coming of the Civil War », Comparative Studies in Society and History, vol. 32, no 1,‎ janvier 1990, p. 89-116 (28 pages) (lire en ligne ),
- James F. Findlay, « Religion and Politics in the Sixties: The Churches and the Civil Rights Act of 1964 », The Journal of American History, vol. 77, no 1,‎ juin 1990, p. 66-92 (27 pages) (lire en ligne ),
- Adam Fairclough, « Historians and the Civil Rights Movement », Journal of American Studies, vol. 24, no 3,‎ décembre 1990, p. 387-398 (12 pages) (lire en ligne ),
- Robert Jerome Glennon, « The Role of Law in the Civil Rights Movement: The Montgomery Bus Boycott, 1955-1957 », Law and History Review, vol. 9, no 1,‎ printemps 1991, p. 59-112 (54 pages) (lire en ligne ),
- John Zola, Jaye Zola et Robert D. LaRue, « Religious Leadership of the Civil Rights Movement », OAH Magazine of History, vol. 6, no 3,‎ hiver 1992, p. 36-40 (5 pages) (lire en ligne ),
- Denton L. Watson, « Assessing the Role of the NAACP in the Civil Rights Movement », The Historian, vol. 55, no 3,‎ printemps 1993, p. 453-468 (16 pages) (lire en ligne ),
- Scott A. Sandage, « A Marble House Divided: The Lincoln Memorial, the Civil Rights Movement, and the Politics of Memory, 1939-1963 », The Journal of American History, vol. 80, no 1,‎ juin 1993, p. 135-167 (33 pages) (lire en ligne ),
- Bernice McNair Barnett, « Invisible Southern Black Women Leaders in the Civil Rights Movement: The Triple Constraints of Gender, Race, and Class », Gender and Society, vol. 7, no 2,‎ juin 1993, p. 162-182 (21 pages) (lire en ligne ),
- Ronald H. Bayor, « The Civil Rights Movement as Urban Reform: Atlanta's Black Neighborhoods and a New "Progressivism" », The Georgia Historical Quarterly, vol. 77, no 2,‎ été 1993, p. 286-309 (24 pages) (lire en ligne ),
- Robert Washington, « The Civil Rights Movement after Three Decades », International Journal of Politics, Culture, and Society, vol. 7, no 2,‎ hiver 1993, p. 259-285 (27 pages) (lire en ligne ),
- Michael J. Klarman, « Brown, Racial Change, and the Civil Rights Movement », Virginia Law Review, vol. 80, no 1,‎ février 1994, p. 7-150 (144 pages) (lire en ligne ),
- Carol Hunter, « Nonviolence in the Civil Rights Movement », OAH Magazine of History, vol. 8, no 3,‎ printemps 1994, p. 64-67, 69-74 (10 pages) (lire en ligne ),
- Pamela J. Bettis, Helen C. Cooks et David A. Bergin, « "It's Not Steps Anymore, but More Like Shuffling": Student Perceptions of the Civil Rights Movement and Ethnic Identity », The Journal of Negro Education, vol. 63, no 2,‎ printemps 1994, p. 197-211 (15 pages) (lire en ligne ),
- Cynthia G. Fleming, « "We Shall Overcome": Tennessee and the Civil Rights Movement », Tennessee Historical Quarterly, vol. 54, no 3,‎ 1995, p. 230-245 (16 pages) (lire en ligne ),
- Cathy Kunzinger Urwin, « "Noblesse Oblige" and Practical Politics: Winthrop Rockefeller and the Civil Rights Movement », The Arkansas Historical Quarterly, vol. 54, no 1,‎ printemps 1995, p. 30-52 (23 pages) (lire en ligne ),
- Martin Kuhlman, « Direct Action at the University of Texas during the Civil Rights Movement, 1960-1965 », The Southwestern Historical Quarterly, vol. 98, no 4,‎ avril 1995, p. 550-566 (17 pages) (lire en ligne ),
- John E. Booty, « Stephen Bayne's Perspective on the Church and the Civil Rights Movement, 1967-1970 », Anglican and Episcopal History, vol. 64, no 3,‎ septembre 1995, p. 352-370 (19 pages) (lire en ligne ),
- Quintard Taylor, « The Civil Rights Movement in the American West: Black Protest in Seattle, 1960-1970 », The Journal of Negro History, vol. 80, no 1,‎ hiver 1995, p. 1-14 (14 pages) (lire en ligne ),
- Steve Valocchi, « The Emergence of the Integrationist Ideology in the Civil Rights Movement », Social Problems, vol. 43, no 1,‎ février 1996, p. 116-130 (15 pages) (lire en ligne ),
- Robert Washington, « Reclaiming the Civil Rights Movement », International Journal of Politics, Culture, and Society, vol. 9, no 3,‎ printemps 1996, p. 459-473 (15 pages) (lire en ligne ),
- Aprele Elliott, « Ella Baker: Free Agent in the Civil Rights Movement », Journal of Black Studies, vol. 26, no 5,‎ mai 1996, p. 593-603 (11 pages) (lire en ligne ),
- LaVerne Gyant, « Passing the Torch: African American Women in the Civil Rights Movement », Journal of Black Studies, vol. 26, no 5,‎ mai 1996, p. 629-647 (19 pages) (lire en ligne ),
- Arvarh E. Strickland, « The Schools Controversy and the Beginning of the Civil Rights Movement in Chicago: 1995 Presidential Address », The Historian, vol. 58, no 4,‎ été 1996, p. 717-729 (13 pages) (lire en ligne ),
- Jeremy Lehrer, « The Path of the Just: Jack Greenberg, a legend of the civil rights era, discusses the past and present of the civil rights movement », Human Rights, vol. 24, no 4,‎ 1997, p. 18-21 (4 pages) (lire en ligne )
- Kenneth T. Andrews, « The Impacts of Social Movements on the Political Process: The Civil Rights Movement and Black Electoral Politics in Mississippi », American Sociological Review, vol. 62, no 5,‎ octobre 1997, p. 800-819 (20 pages) (lire en ligne ),
- Gerald M. Platt et Michael R. Fraser, « Race and Gender Discourse Strategies: Creating Solidarity and Framing the Civil Rights Movement », Social Problems, vol. 45, no 2,‎ mai 1998, p. 160-179 (20 pages) (lire en ligne ),
- Jack Dougherty, « "That's When We Were Marching for Jobs": Black Teachers and the Early Civil Rights Movement in Milwaukee », History of Education Quarterly, vol. 38, no 2,‎ été 1998, p. 121-141 (21 pages) (lire en ligne ),
- Clenora Hudson-Weems, « Resurrecting Emmett Till: The Catalyst of the Modern Civil Rights Movement », Journal of Black Studies, vol. 29, no 2,‎ novembre 1998, p. 179-188 (10 pages) (lire en ligne ),
- Jenny Irons, « The Shaping of Activist Recruitment and Participation: A Study of Women in the Mississippi Civil Rights Movement », Gender and Society, vol. 12, no 6,‎ décembre 1998, p. 692-709 (18 pages) (lire en ligne ),
- Aldon D. Morris, « A Retrospective on the Civil Rights Movement: Political and Intellectual Landmarks », Annual Review of Sociology, vol. 25,‎ 1999, p. 517-539 (23 pages) (lire en ligne ),
- Akinyele O. Umoja, « The Ballot and the Bullet: A Comparative Analysis of Armed Resistance in the Civil Rights Movement », Journal of Black Studies, vol. 29, no 4,‎ mars 1999, p. 558-578 (21 pages) (lire en ligne ),
- Kathryn L. Nasstrom, « Beginnings and Endings: Life Stories and the Periodization of the Civil Rights Movement », The Journal of American History, vol. 86, no 2,‎ septembre 1999, p. 700-711 (12 pages) (lire en ligne ),
- Raymond A. Mohl, « "South of the South?" Jews, Blacks, and the Civil Rights Movement in Miami, 1945-1960 », Journal of American Ethnic History, vol. 18, no 2,‎ hiver 1999, p. 3-36 (34 pages) (lire en ligne ),

###### Années 2000-2009
- Leslie Dunbar, « What to Make of the Old Civil  Rights Movement », The Virginia Quarterly Review, vol. 76, no 2,‎ printemps 2000, p. 236-254 (19 pages) (lire en ligne ),
- Jacob U. Gordon, « Black Males in the Civil Rights Movement », The Annals of the American Academy of Political and Social Science, vol. 569,‎ mai 2000, p. 42-55 (14 pages) (lire en ligne ),
- Allison Calhoun-Brown, « Upon This Rock: The Black Church, Nonviolence, and the Civil Rights Movement », PS: Political Science and Politics, vol. 33, no 2,‎ juin 2000, p. 168-174 (7 pages) (lire en ligne ),
- Roger C. Hartley, « Non-Legislative Labor Law Reform and Pre-Recognition Labor Neutrality Agreements: The Newest Civil Rights Movement », Berkeley Journal of Employment and Labor Law, vol. 22, no 2,‎ 2001, p. 369-408 (40 pages) (lire en ligne ),
- Patterson Toby Graham, « Public Librarians and the Civil Rights Movement: Alabama, 1955-1965 », The Library Quarterly, vol. 71, no 1,‎ janvier 2001, p. 1-27 (27 pages) (lire en ligne ),
- Kenneth T. Andrews, « Social Movements and Policy Implementation: The Mississippi Civil Rights Movement and the War on Poverty, 1965 to 1971 », American Sociological Review, vol. 66, no 1,‎ février 2001, p. 71-95 (25 pages) (lire en ligne ),
- Joy L. Abell, « African/American: Lorraine Hansberry's Les Blancs and the American Civil Rights Movement », African American Review, vol. 35, no 3,‎ automne 2001, p. 459-470 (12 pages) (lire en ligne ),
- Alyssa Picard et Joseph J. Gonzalez, « On the Road and out of the Box: Teaching the Civil Rights Movement from a Chrysler Minivan », The Journal of American History, vol. 88, no 4,‎ mars 2002, p. 1461-1467 (7 pages) (lire en ligne ),
- Johnny E. Williams, « Linking Beliefs to Collective Action: Politicized Religious Beliefs and the Civil Rights Movement », Sociological Forum, vol. 17, no 2,‎ juin 2002, p. 203-222 (20 pages) (lire en ligne ),
- Wayne A. Santoro, « The Civil Rights Movement's Struggle for Fair Employment: A "Dramatic Events-Conventional Politics" Model », Social Forces, vol. 81, no 1,‎ septembre 2002, p. 177-206 (30 pages) (lire en ligne ),
- Larry Isaac et Lars Christiansen, « How the Civil Rights Movement Revitalized Labor Militancy », American Sociological Review, vol. 67, no 5,‎ octobre 2002, p. 722-746 (25 pages) (lire en ligne ),
- David L. Chappell, « Religious Revivalism in the Civil Rights Movement », African American Review, vol. 36, no 4,‎ hiver 2002, p. 581-595 (15 pages) (lire en ligne )
- Rod Bush, « The Civil Rights Movement and the Continuing Struggle for the Redemption of America », Social Justice, vol. 30, no 1,‎ 2003, p. 42-66 (25 pages) (lire en ligne ),
- Simon Hall, « The Response of the Moderate Wing of the Civil Rights Movement to the War in Vietnam », The Historical Journal, vol. 46, no 3,‎ septembre 2003, p. 669-701 (33 pages) (lire en ligne ),
- Dwayne A. Mack, « Crusade for Equality: Spokane's Civil Rights Movement during the Early 1960s », The Pacific Northwest Quarterly, vol. 95, no 1,‎ hiver 2003-2004, p. 16-25 (10 pages) (lire en ligne ),
- Kurt Edward Kemper, « The Smell of Roses and the Color of the Players: College Football and the Expansion of the Civil Rights Movement in the West », Journal of Sport History, vol. 31, no 3,‎ 2004, p. 317-339 (23 pages) (lire en ligne ),
- Simon Wendt, « "Urge People Not to Carry Guns": Armed Self-Defense in the Louisiana Civil Rights Movement and the Radicalization of the Congress of Racial Equality », Louisiana History, vol. 45, no 3,‎ été 2004, p. 261-286 (26 pages) (lire en ligne ),
- Pero Gaglo Dagbovie, « Black Women Historians from the Late 19th Century to the Dawning of the Civil Rights Movement », The Journal of African American History, vol. 89, no 3,‎ été 2004, p. 241-261 (21 pages) (lire en ligne ),
- Margaret Earley Whitt, « 1963, a Pivotal Year », Flannery O'Connor Review, vol. 3,‎ 2005, p. 59-72 (14 pages) (lire en ligne ),
- Andrew S. Moore, « Practicing What We Preach: White Catholics and the Civil Rights Movement in Atlanta », The Georgia Historical Quarterly, vol. 89, no 3,‎ 2005, p. 334-367 (34 pages) (lire en ligne ),
- Jacquelyn Dowd Hall, « The Long Civil Rights Movement and the Political Uses of the Past », The Journal of American History, vol. 91, no 4,‎ mars 2005, p. 1233-1263 (31 pages) (lire en ligne ),
- Dennis C. Dickerson, « African American Religious Intellectuals and the Theological Foundations of the Civil Rights Movement, 1930-55 », Church History, vol. 74, no 2,‎ juin 2005, p. 217-235 (19 pages) (lire en ligne ),
- Greta de Jong, « Staying in Place: Black Migration, the Civil Rights Movement, and the War on Poverty in the Rural South », The Journal of African American History, vol. 90, no 4,‎ automne 2005, p. 387-409 (23 pages) (lire en ligne ),
- Samantha Luks et Laurel Elms, « African-American Partisanship and the Legacy of the Civil Rights Movement: Generational, Regional, and Economic Influences on Democratic Identification, 1973-1994 », Political Psychology, vol. 26, no 5,‎ octobre 2005, p. 735-754 (20 pages) (lire en ligne ),
- Robert H. Brinkmeyer Jr, « Taking It to the Streets », Flannery O'Connor Review, vol. 4,‎ 2006, p. 99-109 (11 pages) (lire en ligne ),
- Kitty Kelly Epstein, « "Mississippi West": Oakland's Civil Rights Movement », Counterpoints, vol. 291,‎ 2006, p. 27-35 (9 pages) (lire en ligne ),
- Cyprian Davis, « Black Catholics in the Civil Rights Movement in the Southern United States: A.P. Tureaud, Thomas Wyatt Turner, and Earl Johnson », U.S. Catholic Historian, vol. 24, no 4,‎ 2006, p. 69-81 (13 pages) (lire en ligne ),
- Christopher Paul Lehman, « Civil Rights in Twilight: The End of the Civil Rights Movement Era in 1973 », Journal of Black Studies, vol. 36, no 3,‎ janvier 2006, p. 415-428 (14 pages) (lire en ligne ),
- Tracy E. K'Meyer, « The Louisville Civil Rights Movement's Response to the Southern Red Scare », The Register of the Kentucky Historical Society, vol. 104, no 2,‎ printemps 2006, p. 217-248 (32 pages) (lire en ligne ),
- Helen M. Ciernick, « Catholic College Students in the San Francisco Bay Area and the Civil Rights Movement », U.S. Catholic Historian, vol. 24, no 2,‎ printemps 2006, p. 131-141 (11 pages) (lire en ligne ),
- Richard L. Hughes, « "The Civil Rights Movement of the 1990s?": The Anti-Abortion Movement and the Struggle for Racial Justice », The Oral History Review, vol. 33, no 2,‎ été - janvier 2006, p. 1-23 (23 pages) (lire en ligne )
- Cecilia A. Moore, « "To Serve through Compelling Love": The Society of Christ Our King and the Civil Rights Movement in Danville, Virginia, 1963 », U.S. Catholic Historian, vol. 24, no 4,‎ 2006, p. 83-103 (21 pages) (lire en ligne ),
- Mark Gridley, « Misconceptions in Linking Free Jazz with the Civil Rights Movement », College Music Symposium, vol. 47,‎ 2007, p. 139-155 (17 pages) (lire en ligne ),
- Mary Waalkes et Donna Summerlin, « Flying Below the Radar: Activist, Paternalist, and Obstructionist Responses to the Civil Rights Movement in Three East Tennessee Communities », Tennessee Historical Quarterly, vol. 66, no 3,‎ 2007, p. 270-293 (24 pages) (lire en ligne ),
- Kevin Gaines, « The Civil Rights Movement in World Perspective », OAH Magazine of History, vol. 21, no 1,‎ janvier 2007, p. 57-64 (8 pages) (lire en ligne ),
- Fred M. Shelley, Kimberly J. Zerr et Adrienne M. Proffer, « The Civil Rights Movement and Recent Electoral Realignment in the South », Southeastern Geographer, vol. 47, no 1,‎ mai 2007, p. 13-26 (14 pages) (lire en ligne ),
- Susan Olzak et Emily Ryo, « Organizational Diversity, Vitality and Outcomes in the Civil Rights Movement », Social Forces, vol. 85, no 4,‎ juin 2007, p. 1561-1591 (31 pages) (lire en ligne ),
- Stephen Schneider, « The Sea Island Citizenship Schools: Literacy, Community Organization, and the Civil Rights Movement », College English, vol. 70, no 2,‎ novembre 2007, p. 144-167 (24 pages) (lire en ligne ),
- Leigh Raiford, « "Come Let Us Build a New World Together": SNCC and Photography of the Civil Rights Movement », American Quarterly, vol. 59, no 4,‎ décembre 2007, p. 1129-1157 (29 pages) (lire en ligne ),
- Jason Ward, « "A Richmond Institution": Earnest Sevier Cox, Racial Propaganda, and White Resistance to the Civil Rights Movement », The Virginia Magazine of History and Biography, vol. 116, no 3,‎ 2008, p. 262-293 (32 pages) (lire en ligne ),
- Kathryn L. Nasstrom, « Between Memory and History: Autobiographies of the Civil Rights Movement and the Writing of Civil Rights History », The Journal of Southern History, vol. 74, no 2,‎ mai 2008, p. 325-364 (40 pages) (lire en ligne ),
- Wayne A. Santoro, « The Civil Rights Movement and the Right to Vote: Black Protest, Segregationist Violence and the Audience », Social Forces, vol. 86, no 4,‎ juin 2008, p. 1391-1414 (24 pages) (lire en ligne ),
- Kraig Beyerlein et Kenneth T. Andrews, « Black Voting during the Civil Rights Movement: A Micro-Level Analysis », Social Forces, vol. 87, no 1,‎ septembre 2008, p. 65-93 (29 pages) (lire en ligne ),
- Kenneth W. Mack, « Bringing the Law Back into the History of the Civil Rights Movement », Law and History Review, vol. 27, no 3,‎ 2009, p. 657-669 (13 pages) (lire en ligne ),
- Steven A. Reich, « Organized Labor and the Civil Rights Movement: Lessons from a Troubled Past », New Labor Forum, vol. 18, no 3,‎ 2009, p. 60-70 (11 pages) (lire en ligne )
- Leon F. Litwack, « "Fight the Power!" The Legacy of the Civil Rights Movement », The Journal of Southern History, vol. 75, no 1,‎ février 2009, p. 3-28 (26 pages) (lire en ligne ),
- Randolph Hohle, « The Body and Citizenship in Social Movement Research: Embodied Performances and the Deracialized Self in the Black Civil Rights Movement 1961-1965 », The Sociological Quarterly, vol. 50, no 2,‎ printemps 2009, p. 283-307 (25 pages) (lire en ligne ),
- Curtis J. Evans, « White Evangelical Protestant Responses to the Civil Rights Movement », The Harvard Theological Review, vol. 102, no 2,‎ avril 2009, p. 245-273 (29 pages) (lire en ligne ),
- Barclay Key, « On the Periphery of the Civil Rights Movement: Race and Religion at Harding College, 1945-1969 », The Arkansas Historical Quarterly, vol. 68, no 3,‎ automne 2009, p. 283-311 (29 pages) (lire en ligne ),
- Jennifer Frost, « Teaching the U.S. Civil Rights Movement in New Zealand », Australasian Journal of American Studies, vol. 28, no 2,‎ décembre 2009, p. 49-64 (16 pages) (lire en ligne ),

###### Années 2010-2019
- Kimberly Krupa, « "So-Called Indians" Stand Up and Fight: How a Jim Crow Suit Thrust a Louisiana School System into the Civil Rights Movement », Louisiana History, vol. 51, no 2,‎ printemps 2010, p. 171-194 (24 pages) (lire en ligne ),
- Jacquelyn Dowd Hall, Eugene P. Walker, Katherine Mellen Charron, David P. Cline et Septima Poinsette Clark, « Voices from the Southern Oral History Program », Southern Cultures, vol. 16, no 2,‎ été 2010, p. 31-52 (22 pages) (lire en ligne ),
- Max Krochmal, « An Unmistakably Working-Class Vision: Birmingham's Foot Soldiers and Their Civil Rights Movement », The Journal of Southern History, vol. 76, no 4,‎ novembre 2010, p. 923-960 (38 pages) (lire en ligne ),
- Randy Ontiveros, « No Golden Age: Television News and the Chicano Civil Rights Movement », American Quarterly, vol. 62, no 4,‎ décembre 2010, p. 897-923 (27 pages) (lire en ligne ),
- Kesha M. Morant, « Language in Action: Funk Music as the Critical Voice of a Post—Civil Rights Movement Counterculture », Journal of Black Studies, vol. 42, no 1,‎ janvier 2011, p. 71-82 (12 pages) (lire en ligne ),
- « because he was black and I was white: Six Young Women Discuss Their Various Experiences in the Civil-Rights Movement (1967) », Social Justice, vol. 39, nos 2/3,‎ 2012, p. 61-74 (14 pages) (lire en ligne ),
- Krista Kinslow, « The Road to Freedom Is Long and Winding: Jewish Involvement in the Indianapolis Civil Rights Movement », Indiana Magazine of History, vol. 108, no 1,‎ mars 2012, p. 1-34 (34 pages) (lire en ligne ),
- « A Non-Segregated Church in a Non-Segregated Society": Presbyterians and the Civil Rights Movement », The Journal of Presbyterian History, vol. 90, no 1,‎ printemps - été 2012, p. 25-41 (17 pages) (lire en ligne ),
- Jennifer Frost, « Using "Master Narratives" to Teach History: The Case of the Civil Rights Movement », The History Teacher, vol. 45, no 3,‎ mai 2012, p. 437-446 (10 pages) (lire en ligne ),
- Clare Russell, « Upheaval in Savannah: The Protest Cycle of a 'Short' Civil Rights Movement », Journal of Contemporary History, vol. 47, no 4,‎ octobre 2012, p. 773-792 (20 pages) (lire en ligne ),
- Aarushi H. Shah, « All of Africa Will Be Free Before We Can Get a Lousy Cup of Coffee: The Impact of the 1943 Lunch Counter Sit-Ins on the Civil Rights Movement », The History Teacher, vol. 46, no 1,‎ novembre 2012, p. 127-147 (21 pages) (lire en ligne ),
- Sean Patrick O'Rourke, « Circulation and Noncirculation of Photographic Texts in the Civil Rights Movement: A Case Study of the Rhetoric of Control », Rhetoric and Public Affairs, vol. 15, no 4,‎ hiver 2012, p. 685-694 (10 pages) (lire en ligne ),
- Michael Ralph, « The Problem of Citizenship, the Question of Crime, and the Origins of the Civil Rights Movement », Transition, no 111,‎ 2013, p. 177-187 (12 pages) (lire en ligne )
- Kathleen E. Bethel, « The Civil Rights Movement: Open Access Documents, Media, Resources, and Websites: A Webliography », Fire!!!, vol. 2, no 2,‎ 2013, p. 149-169 (21 pages) (lire en ligne ),
- Jon Hale, « The Fight was Instilled in US : High School Activism and the Civil Rights Movement in Charleston », Jon Hale, vol. 114, no 1,‎ janvier 2013, p. 4-28 (25 pages) (lire en ligne ),
- Kathleen McElroy, « You Must Remember This: Obituaries and the Civil Rights Movement », Journal of Black Studies, vol. 44, no 4,‎ mai 2013, p. 335-355 (21 pages) (lire en ligne ),
- Clarence Lang, « Locating the Civil Rights Movement: An Essay on the Deep South, Midwest, and Border South in Black Freedom Studies », Journal of Social History, vol. 47, no 2,‎ hiver 2013, p. 371-400 (30 pages) (lire en ligne ),
- Johanna E. Foster, « Where is the Public Sociology in Public Social Movement History Sites? The Case of the Civil Rights Movement », Michigan Sociological Review, vol. 28,‎ 2014, p. 35-55 (21 pages) (lire en ligne ),
- Paul T. Murray, « From the Sidelines to the Front Lines - Mathew Ahmann Leads American Catholics into the Civil Rights Movement », Journal of the Illinois State Historical Society, vol. 107, no 1,‎ printemps 2014, p. 77-115 (39 pages) (lire en ligne ),
- Christopher W. Schmidt, « Divided by Law: The Sit-ins and the Role of the Courts in the Civil Rights Movement », Law and History Review, vol. 33, no 1,‎ février 2015, p. 93-149 (57 pages) (lire en ligne ),
- Reiko Hillyer, « Cold War Conquistadors: The St. Augustine Quadricentennial, Pan-Americanism, and the Civil Rights Movement in the Ancient City », The Journal of Southern History, vol. 81, no 1,‎ février 2015, p. 117-156 (40 pages) (lire en ligne ),
- Carolyn Dupont, « White Protestants and the Civil Rights Movement in Kentucky », The Register of the Kentucky Historical Society, vol. 113, nos 2/3,‎ printemps - été 2015, p. 543-573 (31 pages) (lire en ligne ),
- Wayne A. Santoro, « Was the Civil Rights Movement Successful? Tracking and Understanding Black Views », Sociological Forum, vol. 30, no S1,‎ juin 2015, p. 627-647 (21 pages) (lire en ligne ),
- Cynthia Fabrizio Pelak, « Institutionalizing Counter-Memories of the U.S. Civil Rights Movement: The National Civil Rights Museum and an Application of the Interest-Convergence Principle », Sociological Forum, vol. 30, no 2,‎ juin 2015, p. 305-327 (23 pages) (lire en ligne ),
- Kenneth T. Andrews et Sarah Gaby, « Local Protest and Federal Policy: The Impact of the Civil Rights Movement on the 1964 Civil Rights Act », Sociological Forum, vol. 30, no 1,‎ juin 2015, p. 509-527 (19 pages) (lire en ligne ),
- Tobin Miller Shearer, « Invoking Crisis: Performative Christian Prayer and the Civil Rights Movement », Journal of the American Academy of Religion, vol. 83, no 2,‎ juin 2015, p. 490-512 (23 pages) (lire en ligne ),
- John H. Bickford III, « Assessing and Addressing Historical Misrepresentations within Children's Literature about the Civil Rights Movement », The History Teacher, vol. 48, no 4,‎ août 2015, p. 693-736 (44 pages) (lire en ligne ),
- Karen Joy Johnson, « Another Long Civil Rights Movement: How Catholic Interracialists Used the Resources of their Faith to Tear Down Racial Hierarchies », American Catholic Studies, vol. 126, no 4,‎ hiver 2015, p. 1-27 (27 pages) (lire en ligne ),
- Raúl Pérez, « Brownface Minstrelsy: "José Jiménez," the Civil Rights Movement, and the legacy of racist comedy », Ethnicities, vol. 16, no 1,‎ février 2016, p. 40-67 (28 pages) (lire en ligne ),
- Christopher W. Schmidt, « Beyond Backlash: Conservatism and the Civil Rights Movement », The American Journal of Legal History, vol. 56, no 1,‎ mars 2016, p. 179-194 (16 pages) (lire en ligne ),
- Kenneth T. Andrews, Kraig Beyerlein et Tuneka Tucker Farnum, « The Legitimacy of Protest: Explaining White Southerners' Attitudes Toward the Civil Rights Movement », Social Forces, vol. 94, no 3,‎ mars 2016, p. 1021-1044 (24 pages) (lire en ligne ),
- Françoise N. Hamlin, « Courting the Senses », The Black Scholar, vol. 46, no 4,‎ hiver 2016, p. 16-32 (17 pages) (lire en ligne ),
- Paul T. Murray, « Bill Hansen », American Catholic Studies, vol. 128, no 3,‎ 2017, p. 25-50 (26 pages) (lire en ligne ),
- Martha Lott, « The Relationship Between the "Invisibility" of African American Women in the American Civil Rights Movement of the 1950s and 1960s and Their Portrayal in Modern Film », Journal of Black Studies, vol. 48, no 4,‎ mai 2017, p. 331-354 (24 pages) (lire en ligne ),
- Melencia M. Johnson et Philip B. Mason, « "Just Talking about Life": Using Oral Histories of the Civil Rights Movement to Encourage Classroom Dialogue on Race », Teaching Sociology, vol. 45, no 3,‎ juillet 2017, p. 279-289 (11 pages) (lire en ligne ),
- Dewey M. Clayton, « Black Lives Matter and the Civil Rights Movement », Journal of Black Studies, vol. 49, no 5,‎ juillet 2018, p. 448-480 (33 pages) (lire en ligne ),
- Evan Faulkenbury, « "Monroe is Hell" », Louisiana History:, vol. 59, no 1,‎ hiver 2018, p. 40-66 (27 pages) (lire en ligne ),
- Victoria W. Wolcott, « Radical Nonviolence, Interracial Utopias, and the Congress of Racial Equality in the Early Civil Rights Movement », Journal of Civil and Human Rights, vol. 4, no 2,‎ hiver 2018, p. 31-61 (31 pages) (lire en ligne ),
- Eric Martin, « “The Neutralism of Outer Hell” », American Catholic Studies, vol. 130, no 2,‎ 2019, p. 53-74 (22 pages) (lire en ligne )

###### Années 2020-
- Jeremiah Clabough et John H. Bickford III, « Freedom Summer and the Foot Soldiers of the Civil Rights Movement », The History Teacher, vol. 53, no 2,‎ février 2020, p. 319-353 (35 pages) (lire en ligne ),
- Larry W. Isaac, Jonathan S. Coley,, Daniel B. Cornfield et Dennis C. Dickerson, « Pathways to Modes of Movement Participation », Social Forces, vol. 99, no 1,‎ septembre 2020, p. 255-280 (26 pages) (lire en ligne ),
- David A. Frank, « The Complicity of Racial and Rhetorical Pessimism: The Coherence and Promise of the Long Civil Rights Movement », Rhetoric and Public Affairs, vol. 23, no 3,‎ 2020, p. 553-586 (34 pages) (lire en ligne ),
- Christopher Strickland, « The Fight for Equality Continues », Phylon, vol. 59, no 1,‎ été 2022, p. 71-90 (20 pages) (lire en ligne ),

##### Francophones
- Ernest Rubin, « Les esclaves aux États-Unis de 1790 à 1860. Données sur leur nombre et leurs caractéristiques démographiques », Population,‎ 1959, p. 33-46 (13 pages) (lire en ligne). ,
- Marianne Debouzy, « Historique du problème noir [note critique] », Annales,‎ 1966, p. 641-647 (lire en ligne),
- Vincent Michelot, « Le Ier amendement à la Constitution et la « confirmation » des juges à la Cour suprême des États-Unis », Revue Française d'Études Américaines,‎ 1992, p. 115-124 (lire en ligne),
- James Cohen, « Communauté et citoyenneté : le double visage de la conscience noire », Hommes & Migrations,‎ 1998, p. 5-21 (lire en ligne).